# خانية القبيلة الذهبية
خَانِيَّةُ القَبِيلَةِ الذَّهَبِيَّة أو دَولَةُ مَغُولِ القَفجَاق أو دَولَةُ مَغُولِ الشَّمَالِ أو القَبِيلَةُ الذَّهَبِيَّةُ اختصارًا (بِالمغوليَّة: ᠠᠯᠲᠠᠨ ᠣᠷᠳᠣ؛ وبِالتتريَّة: آلتون اورطه أو اولوس جوجي) هي دولةٌ قامت بدايةً كإحدى خانيَّات إمبراطوريَّة المغول، واحتلَّت الرُكن الشمالي الغربي منها. أسَّسها باطو بن جوجي بن جنكيز خان، وشغلت منطقةً واسعةً في بلاد القفجاق، تمتد من نهر إيرتيش شرقًا إلى أرض البلقار والڤولغا غربًا، ومن الروسيا وبلاد الصقالبة شمالًا إلى الدولة الإلخانيَّة في إيران وآسيا الصُغرى، بِالإضافة إلى بلاد ما وراء النهر وتُركستان في الجنوب. توسَّعت هذه الخانيَّة التي كانت تتركَّز حول نهر الڤولغا، فامتدَّت غربًا حتَّى وصلت إلى جبال الكربات عبر الروسيا وبولونيا والمجر وساحل دلماسيا، وبنى باطو مدينة سراي القديمة على نهر الڤولغا في مُنتصف الطريق بين مدينتيّ ڤولگوگراد وأستراخان المُعاصرتين، واتَّخذها عاصمةً له، ثُمَّ بنى بركة خان سراي الجديدة في المنطقة نفسها واتخذها عاصمةً لِدولته.
شغلت خانيَّة مغول القبيلة الذهبيَّة حيِّزًا هامًّا في التاريخين الآسيوي والأوروپي في التاريخ القروسطي، واستقلَّت عن إمبراطوريَّة المغول العِظام في سنة 658هـ المُوافقة لِسنة 1260م، وشقَّت لها طريقًا خاصًّا فرضته ظُرُوفها الداخليَّة والخارجيَّة. أخضعت هذه الخانيَّة الإمارات الروسيَّة المُتناثرة في الوسط والشمال، المُتنازعة أبدًا، وفرضت على الأُمراء الروس الجزية والضرائب، وقامت العلاقة بين الطرفين على التبعيَّة مع الاحتفاظ باستقلال هذه الإمارات. اعتنق مغول القبيلة الذهبيَّة الإسلام، وبدأت الخانيَّة، مُنذُ عهد بركة خان، تأخذ شكلها ووضعها كدولةٍ إسلاميَّة. وبِفعل هذا التوجُّه الإسلامي أقام مغول القبيلة الذهبيَّة علاقاتٍ وديَّةٍ مع المماليك في مصر والشَّام، وقد جمعتهُما مصلحة سياسيَّة مُشتركة من واقع العداء لِلمغول الإلخانيين في فارس. ويرجع سبب هذا العداء إلى التنازع بين الدولتين على مناطق الأطراف المُتاخمة لِبحر الخزر (قزوين) وأذربيجان. ازدهرت تلك الدولة بعد وفاة باطو خان، من سنة 1255م حتَّى سنة 1359م، على أنَّ كثرة مُؤامرات أحد القادة، واسمه «نوقاي خان»، أدخلها في حربٍ أهليَّةٍ جُزئيَّةٍ أواخر العقد التاسع من القرن الثالث عشر الميلادي، إلَّا أنَّ نُفُوذ تلك الدولة عاد وكانت ذروته في عهد أوزبك خان (1312-1341م) الذي أعلن الإسلام دينًا رسميًّا لِلدولة بعدما غلب تمامًا على أهلها.
تعرَّضت خانيَّة القبيلة الذهبيَّة، مُنذُ أواسط القرن الرابع عشر الميلاديّ، لِخضَّاتٍ سياسيَّةٍ زعزت كيانها وأثَّرت سلبًا على مسيرتها. فمرَّت عليها  تجربة عنيفة أوائل سنة 1359م، فسادت فيها الفوضى السياسيَّة والصراع على السُلطة، وقد أتاحت هذه الصراعات الداخليَّة الحادَّة لِلروس المُتوثبين الفُرصة لِتخفيف الضغط المغولي الواقع عليهم، وتُوِّج ذلك بِانتصار جيشٍ روسيٍّ على جيشٍ مغوليٍّ في سنة 870هـ المُوافق فيه 1378م، لِأوَّل مرَّة مُنذُ مائة وأربعين سنة. وظهر خطر تمزُّق الدولة الذي استمرَّ مُدَّة عشرين سنة حتَّى أنقذها تُوقتمش خان سنة 1381م، بعد نجاحه في إعادة تجميع أوصالها. ولم يكد هذا الخان يقطف ثمار نجاحه حتَّى تعرَّضت الخانيَّة لِغزوات تيمورلنك المُدمِّرة التي غيَّرت، بِشكلٍ جذريٍّ، معالم الدولة السُكَّانيَّة والسياسيَّة، وزعزعت كيانها بِحيثُ لم تقم لها بعد ذلك قائمة. وتفاقمت، بعد وفاة تُوقتمش خان، حدَّة الصراعات على السُلطة في ظلِّ حُكم خوانين ضعاف مرُّوا بِشكلٍ مُتسارع، وتوثَّب الروس لِلانعتاق من الهيمنة المغوليَّة، فارتبط تاريخ خانيَّة القبيلة الذهبيَّة مُنذُ ذلك  الحين وحتَّى زوالها بِتاريخ روسيا. تفكَّكت تلك الدولة وانقسمت إلى عدة كياناتٍ تتريَّة أصغر ممَّا تسبب في إضعافها وانهيارها التدريجي مع بداية القرن الخامس عشر الميلاديّ، حيثُ كان يُشار إليها سنة 1466 باسم «القبيلة الكُبرى». وظهرت داخل أراضيها العديد من الخانيَّات الناطقة بِاللُغة التُركيَّة، مثل خانيَّات أستراخان وقازان والقرم وسيبير، وقد راحت تُهدُّد الإمارة المسكوبيَّة الشماليَّة بِشكلٍ مُباشر، ما دفع حُكَّامها إلى مُحاربتها والاستيلاء عليها الواحدة تلو الأُخرى. وفي صيف سنة 1480م، استطاع المسكوب(1) تخليص أنفُسهم من النير المغولي وذلك بعد مُواجهة الجيشين الروسي والتتري على نهر أوغرة. وكانت خانيَّتا القرم والقازاق آخر بقايا خانيَّة القبيلة الذهبيَّة، وقد سقطتا تباعًا في سنتيّ 1783 و1847م.
كان لِاعتناق مغول القبيلة الذهبيَّة الإسلام أثرًا إيجابيًّا على مُستواهم الحضاري والثقافي، فقد تحوَّلوا من الهمجيَّة المُفرطة إلى الاستقرار، وعمرت بلادهم بِالعُلماء. ويرجع الفضل إلى بركة خان في إعلاء شأن العلوم والآداب والثقافة بِصفةٍ عامَّة في مُختلف أرجاء دولته. فقد أولى الخان المذكور ومن أتى بعده اهتمامه بالحياة العلميَّة والثقافيَّة، حيثُ أنشأ المساجد والمدارس والزوايا في جميع أنحاء البلاد وقرَّب العُلماء والفُقهاء، من هذه الزوايا ما ذكره ابن بطُّوطة في مُختلف المُدن التي زارها: زاوية الشيخ زادة الخُراساني في القرم، وقُربها كانت زاوية تابعة للأمير «تلكتمو» وزاوية كانت لِشيخٍ يُسمَّى «رجب النهر» في مدينة آزاق، وفي مدينة سراجوق كانت هناك زاوية لِرجُلٍ يُدعى «آتا صالح» من التُّرك. وفي مدينة الماجر وُجدت زاوية الشيخ الصالح العابد مُحمَّد البطائحي، وكان بها نحو سبعين من فُقراء العرب والفُرس والتُّرك والروم، وفي مدينة سراي العاصمة كانت هناك زوايا كثيرة أهمها وأشهرها زاوية الشيخ نعمان الدين الخوارزمي التي اعتاد السُلطان أوزبك على زيارتها كُلَّ جُمُعة، وفي مدينة خوارزم زاوية الأمير «قطلوتيمر» نائب السُلطان أوزبك. وفي الحقيقة، فإنَّ ما ساهم بازدهار الحياة العلميَّة والثقافيَّة في بلاد القبيلة الذهبيَّة كان العُلماء والفُقهاء الذين وفدوا إليها هاربين من بطش هولاكو خان وابنه أباقا وسياستهما المُعادية لِلمُسلمين، وساهم عداء مغول القفجاق لِلمغول الإلخانيين باجتذاب هؤلاء العُلماء والفُقهاء الذين عانوا الأمرّين على يد مغول فارس، فعيَّنهم بركة خان في مناصب الدولة المُختلفة مُستغلًا مواهبهم وقُدراتهم. وقد أتى ابن بطُّوطة على ذكر أولئك العُلماء الذين وفدوا من فارس والعراق والشَّام ومصر وتسلُّموا مناصب قضائيَّة وعلميَّة وكان لهم دورًا في تحويل جميع مغول القفجاق إلى الإسلام مع مُرُور الزمن.

## أصل الاسم
ليس هُناك من مصدرٍ مُؤكَّدٍ لأصل تسمية القبيلة الذهبيَّة، وإن كانت كلمة أصفر (ساري أو سارو) تعني «المركز» أو «المركزي» في اللُغات التُركيَّة القديمة. وتباين مُصطلح اللون مع الجناحين الأساسيين لِلقبيلة: «القبيلة الزرقاء» في الغرب، و«البيضاء» في الشرق. كلمة «أورطة»، وقد تُكتب وتُلفظ «أُردُو»، هي مُصطلح تُركي مغولي يرمز لِلجيش أو الفرقة العسكريَّة، وقُصد بها الإشارة لِلجُيُوش التي قادها باطو خان ومن تلاه من حُكَّام تلك القبيلة. وقد يُقصد بها أيضًا «المُخيَّم» أو «المُعسكر» أو «الخيمة» أو «مركز الحُكُم»، أو «البلاط الملكي». يُرجِّح البعض سبب تسمية القبيلة بـ«الذهبيَّة» إلى اتخاذ زعيمها باطو خان، أو أوزبك خان، خيمةً ذهبيَّةً يسكنها، والتي سُميت بـ«القصر الذهبي»، وقيل أنَّهم سُمُّوا هكذا نسبةً إلى خيامهم ذات اللون الذهبي.
وأُطلق على القبيلة الذهبيَّة في مُعظم المصادر الإسلاميَّة التي عاصرت هذه الدولة اسم «خانيَّة القفجاق» أو «مغول القفجاق» أو «أولوس جوجي» (وتعني «مملكة جوجي» باللُغة المغوليَّة) كما ورد في كتاب «جامع التواريخ» لِرشيد الدين فضل الله الهمذاني، حيث شكَّل القفجاق غالبيَّة القبائل الرُّحَّل في المنطقة التي قامت فيها الخانيَّة. والمعروف أنَّ مُعظم سُكَّان المناطق التي امتدَّت عليها أراضي القبيلة الذهبيَّة كانوا من الشُعُوب التُركيَّة مثل: القفجاق والكانكالي والقازاق والقيرغيز والموردوڤيُّون والبُلقار وغيرهم. وكان من بينهم غجريُّون وجنويُّون والقليل من الأرمن والكثير من الروس. وكان القفجاق البدو أغزر تلك الشُعُوب كما أُسلف، واعتمدوا في معايشهم على التنقُّل والترحال، وكان أغلبهم وثنيين، وقد تزايدت أعدادهم في القرن الخامس الهجري المُوافق لِلقرن الحادي عشر الميلادي، فانتشروا في أماكن واسعة، واستقرُّوا في حوض نهر الڤولغا الأدنى وفي صحراء الغُز، الواقعة شماليّ بلاد ما وراء النهر وخوارزم، وتمتد غربًا حتَّى بحر البنطس (الأسود)، وتصل في تمدُّدها شمالًا إلى جنوبيّ روسيا، ولِذلك سُمِّيت باسم «صحراء القفجاق» أو «دشت قفجاق». كوَّن القفجاق مملكةً كانت عاصمتها سوداق في شبه جزيرة القرم. ونظرًا لِمُجاورة أراضيهم الأراضي الروسيَّة، فقد وقعت بينهما احتكاكاتٌ وحُرُوبٌ طويلة الأمد استمرَّت حتَّى مجيء المغول في سنة 620هـ المُوافقة لِسنة 1223م، كانت بِمُعظمها سجالًا، إلَّا أنَّها أضعفت كُلًّا منهما، الأمر الذي أتاح لِلمغول المُندفعين من الشرق أن ينقضُّوا عليهما. وعندما أتمَّ باطو خان غزو بلاد القفجاق وجنوبيّ الروسيا في سنة 636هـ المُوافقة لِما بين سنتيّ 1238 و1239م، هرب خان القفجاق إلى بلاد المجر، وتمزَّقت دولته، وامتزج القفجاقيُّون بِالفاتحين المغول حتَّى استحال التمييز بينهم، ودخلوا جميعًا في الإسلام، واشتركوا معهم في السُلطة حتَّى تسمَّت دولة المغول هُناك باسم «دولة مغول القفجاق». عُرفت هذه الدولة أيضًا بِـ«دولة مغول الشمال» كونها وقعت شمال خانية جغتاي أو خانيَّة تُركستان وما وراء النهر، والدولة الإلخانيَّة في إيران وآسيا الصُغرى. حتَّى القرن السادس عشر الميلادي، لم يستخدم المُؤرخون الروس صراحةً مُصطلح القبيلة الذهبيَّة لِوصف تلك الخانيَّة، وأوَّل استخدام معروف لِهذا المُصطلح كان سنة 1565م في المُؤلَّف الروسي عن تاريخ قازان، حيثُ طُبِّقت التسمية على المنطقة المُسمَّاة «أولوس جوجي» (الروسية: Улуса Батыя؛ زولوتايا أورطة) التي عاصمتها مدينة سراي.

## التاريخ

### قيام إمبراطوريَّة المغول وتوسُّعها غربًا

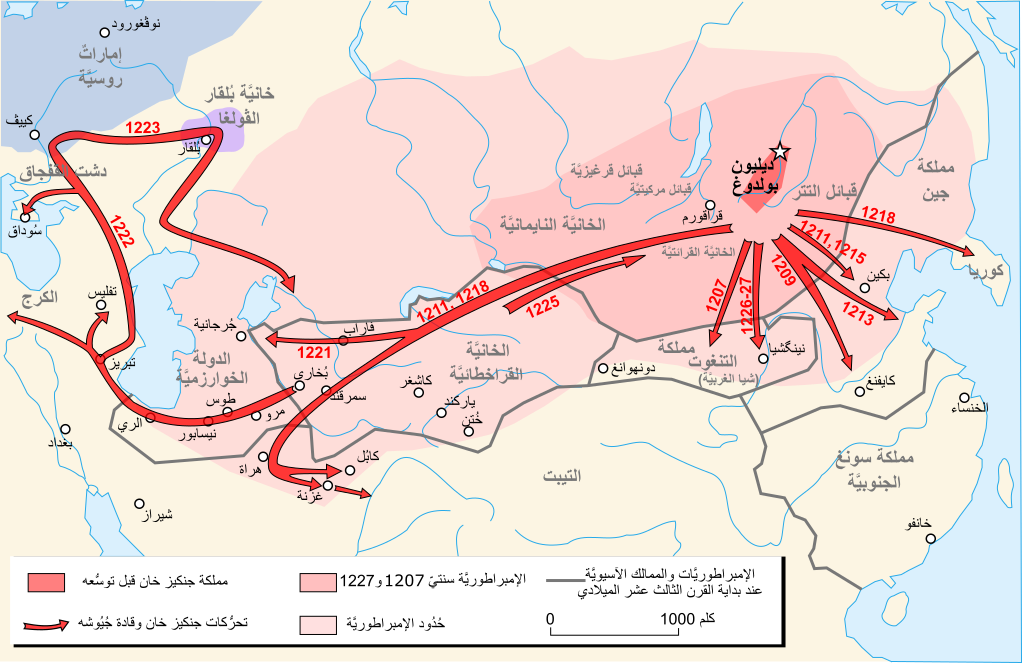
مسير الحملات المغوليَّة من مغولستان إلى خوارزم وعبر مازندران وُصولًا إلى أذربيجان والكرج ثُمَّ جنوب الروسيا.

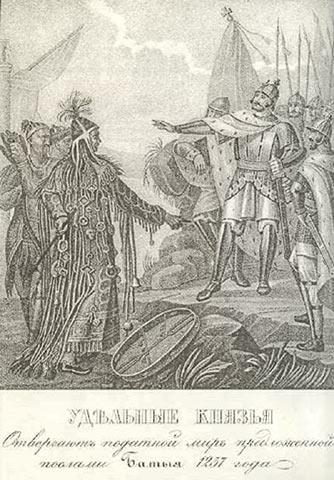
رسمٌ يُصوِّرُ رفض الروس لِلصُلح المغولي الذي حمله الرُّسُل. قُتل هؤلاء الرُّسُل لاحقًا ممَّا كان سببًا بِتسريع الحملة العسكريَّة على البلاد الروسيَّة تمامًا كما حصل مع الخوارزميين.

قامت إمبراطوريَّة المغول على يد القائد الكبير جنكيز خان، الذي نجح في توحيد جميع القبائل المغوليَّة تحت رئاسته سنة 1206م، وجمع شتات بلاد المغول في دولةٍ مُوحدةٍ قويَّة، ثُمَّ تطلَّع لِلتوسُّع على حساب جيرانه، فبدأ بِالصين أولًا ثُمَّ تطلَّع إلى الغرب حيثُ امتدَّت أراضي الدولة الخوارزميَّة، فاجتاحها واستولى على أقاليمها دون عناء، فهرب سُلطانها علاءُ الدين مُحمَّد بن تُكُش خوارزمشاه ناجيًا بِحياته، وأرسل جنكيز خان جيشًا في إثره لِلقبض عليه يتكوَّن من عشرين ألف جُندي بِقيادة اثنين من أبرز قادته، هُما جبه نويان وسوبوتاي، فلاحقاه غربًا غير أنَّهُ تمكَّن من اللُجوء إلى جزيرة آبسكون بِبحر الخزر (قزوين) حيثُ تُوفي بعد أن اشتدَّ عليه المرض. وعلى الرُغم من أنَّ السُلطان الخوارزمي أفلت من قبضة القائدين سالِفيّ الذِكر، إلَّا أنَّ مُلاحقتهما إيَّاه فتحت أعينهما على الغرب وإمكان التوغُّل فيه، فاستمرَّا في السير غربًا في حملةٍ استكشافيَّة ذات فائدة مُستقبليَّة، واجتاحا مملكة الكرج وأتابكيَّة أذربيجان، ثُمَّ وضعا خطَّةً في مُنتهى الجُرأة، فقد قرَّرا الاندفاع إلى أراضي مجهولة بِالنسبة إليهما هي الأراضي الأوروپيَّة، فشقَّا طريقهما وسط ممرَّات القفقاس ، فعبرا باب الأبواب الواقع بين سلاسل جبال داغستان التي تُؤلِّف آخر الحاجز القفقاسي، واصطدما بِشُعُوب تلك البلاد من الشركس والألان والآص واللَّكز والقفجاق، التي تصدَّت لهما، وتغلَّبا عليهم. عند هذه النُقطة من الزحف المغولي بِاتجاه الشمال الغربي بدت أراضي الروسيا أمام الجيش المغولي، وكانت هذه البلاد مُقسَّمة إلى إماراتٍ عدَّة فيما وراء ڤاركوڤ وكييڤ حتَّى كانيف، ولم يكن الروس يعلمون شيئًا عن المغول قبل ذلك، وإنَّ الانطباع الأوَّل لديهم أنَّ الله أرسلهم لِتخليصهم من قبائل القفجاق في شماليّ القفقاس الذين كانوا يُغيرون عليهم، وأطلقوا عليهم اسم: «تارتار» و«تورمان» - تُركُمان - و«بُشناق». والواقع أنَّ الخطر المغولي وحَّد شُعُوب المنطقة، فتعاون الروس مع القفجاق لِتصدي لِزحف المغول. وبِفضل مُصاهرة الأمير الروسي مستيسلاڤ، أمير كييڤ، لِكوتان خان، الزعيم القفجاقي، حصل القفجاق على مُساعدة ثلاثة من الأُمراء الروس هُم أمير كييڤ وأمير چرنيهيڤ وأمير غاليسيا، وحاول القائدان المغوليَّان فُكاك هذا التحالف إلَّا أنَّ الأُمراء الروس لم يقتنعوا بما حمله رسُلهما العشرة من اقتراحاتٍ بِالمُصالحة والسلم والتحالف مع المغول وانتهاز الفُرصة لِلانتقام من القفجاق لِما تسبَّبوا به من السلب والنهب في السابق. وأثار الرُسُل المغول حتَّى النعرة الدينيَّة بِأن أوضحوا أنَّ المغول لهم الأفضليَّة في المُحالفة لِأنَّهم يعبدون ربًّا واحدًا وليسوا وثنيين كالقفجاق؛ فأعدموهم جميعًا. وهكذا تكرَّر الخطأ نفسه الذي اقترفه السُلطان الخوارزمي قبل أربعة سنوات والذي أدَّى إلى نُزُول الكوارث بِالدولة الخوارزميَّة.

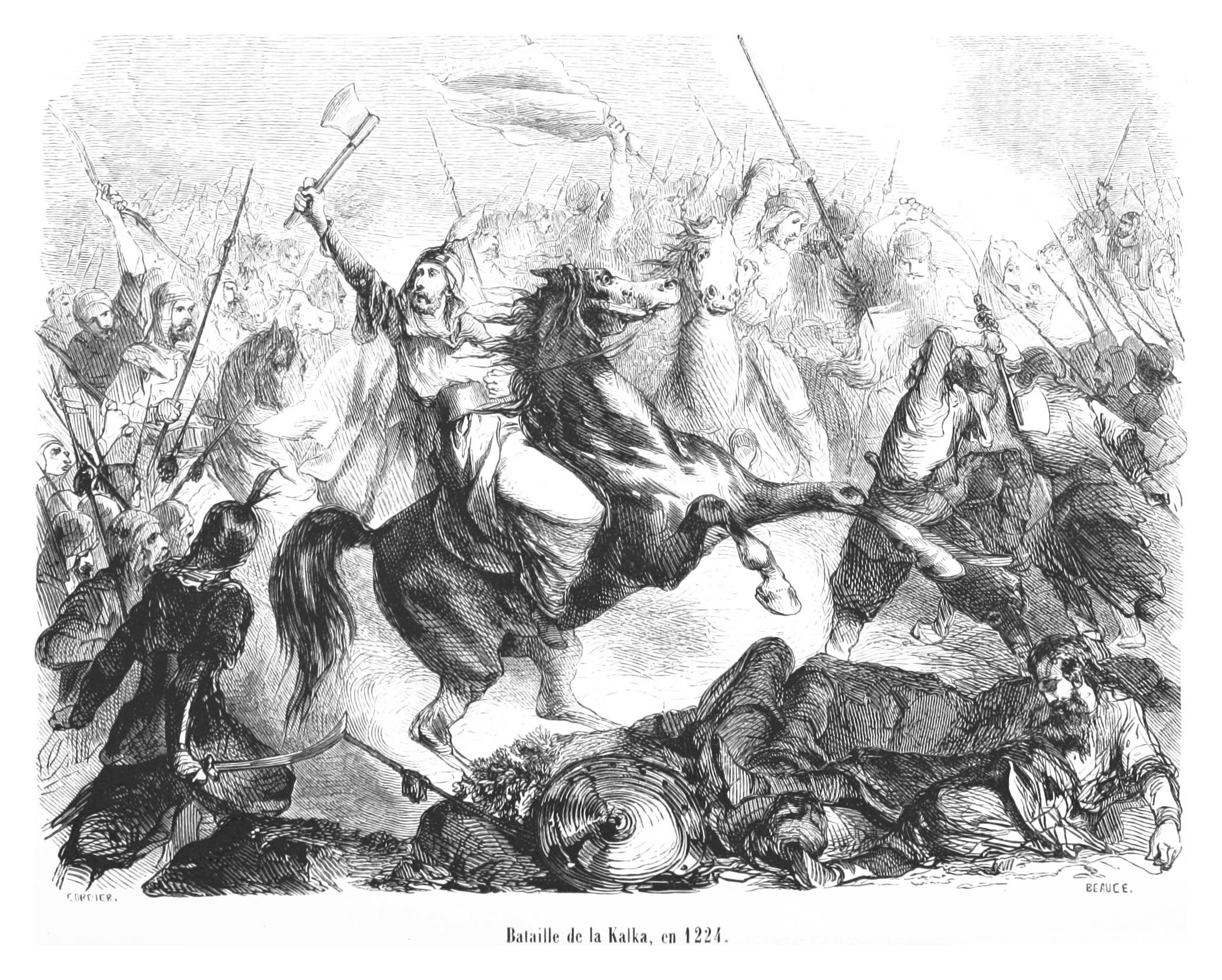
اشتباك المغول والروس في معركة نهر كالكا.

وتشكَّل جيشٌ روسيّ قفجاقيّ مُشترك، بلغ تعداده اثنين وثمانين ألف جُنديّ، وعسكر في جنوب وادي الدنيپر. تقدَّم مستيسلاڤ على رأس عشرة آلاف مُقاتل مُتعجلًا الاصطدام بِالمغول، وتغلَّب على فرقةٍ عسكريَّةٍ مغوليَّةٍ وقتل قائدها «حما بك»، وكانت هذه الجولة الأولى لِصالح الروس. والحقيقة أنَّ جبه نويان وسوبوتاي كانا يُخططان لِانسحابٍ تدريجيٍّ تكتيكيٍّ لِاستدراج الفُرسان الروس إلى فخ. واستمرَّ المغول في هذا الانسحاب الوهمي مُدَّة تسعة أيَّام، والجيش الروسي يُطاردهم بعد أن عبر أفراده نهر الدنيپر، وفجأة توقَّف المغول عند نهر كالكا، وهو نهرٌ ساحليٌّ صغير يصبُّ في بحر آزاق، حيثُ اختار القائدان المغوليَّان هذا المكان لِخوض المعركة، وكرَّا على أعدائهما. فُوجئ الروس بِهذا الهُجُوم المُعاكس، فلم يستطيعوا أن يُنسِّقوا العمل العسكري، فقد هجم أمير غاليسيا ومعهُ جُنُود چرنيهيڤ والقفجاق من دون أن يُعطي علمًا لِأمير كييڤ لِكي يُوكبه بِالهُجُوم، الأمر الذي سبَّب الفوضى والارتباك في صُفُوفهم. وإذ تعرَّض لِلهزيمة انسحب من أرض المعركة كما انسحب مستيسلاڤ أمير كييڤ قبل أن يشترك في القتال، وتوجَّه نحو معاقله المُحصَّنة. وطارد المغول أعدائهم من دون رحمة، فقتلوا ستة أُمراء وسبعين نبيلًا، وقبضوا على أمير كييڤ وقتلوه بعد أن أمَّنوه على حياته، وجرت المعركة المذكورة في 27 ربيع الآخر 620هـ المُوافق فيه 30 أيَّار (مايو) 1223م. كان من المُتوقَّع أن يُتابع جبه نويان وسوبوتاي زحفهما بعد هذا الانتصار الكبير بِاتجاه كييڤ وچرنيهيڤ، ولكنَّهما لم يفعلا ذلك واكتفيا بِتلقين الروس درسًا، وهدما بضع مُدُنٍ روسيَّةٍ على الحُدُود الروسيَّة القفجاقيَّة، وتوجَّهت مفرزة مغوليَّة إلى بلاد القرم، فنهبت سوداق، المركز التجاري المُهم، حيثُ كان يأتي التُجَّار الجنويُّون لِشحن فراء الشمال وجُلُود السناجب والثعالب والعبيد، وقد عُدَّ هذا العمل تحديًا صريحًا وعملًا عدائيًّا مُوجهًا لِلعالم الكاثوليكي الذي كان يُسيطر تجاريًّا على المنطقة. توجَّه جبه نويان وسوبوتاي، بعد ذلك، بِاتجاه الشمال الشرقي، فهاجما البُلقار على نهر كامة ووسط الڤولغا حيثُ اغتنت المنطقة بِسبب الأعمال التجاريَّة، وقتلا زعيمهم هوتوسا خان. الواقع أنَّ المغول لم يمكثوا مُدَّة طويلة في الأراضي الروسيَّة، وعادوا إلى مُعسكر زعيمهم جنكيز خان في بُخارى، وقد صبَّ ذلك في مصلحة الروس. ويُمكن وصف هذه الحملة بِمثابة حملة استكشافيَّة تمهيدًا لِاجتياح الواسع المُقبل لِهذه البلاد، والذي نتج عنه استقرارٌ مغوليّ وقيام دولة القبيلة الذهبيَّة، لِأنَّ القائدين المغوليين حملا معهما معلومات قيِّمة عن أوضاع البُلدان التي مرَّا بها وما تُعانيه هذه المناطق من ضعف، وكانت هذه المعلومات ضروريَّة حيثُ استفاد منها المغول بعد عشرين سنة عندما غزا باطو خان أوروپَّا.

### قيام خانيَّة القبيلة الذهبيَّة

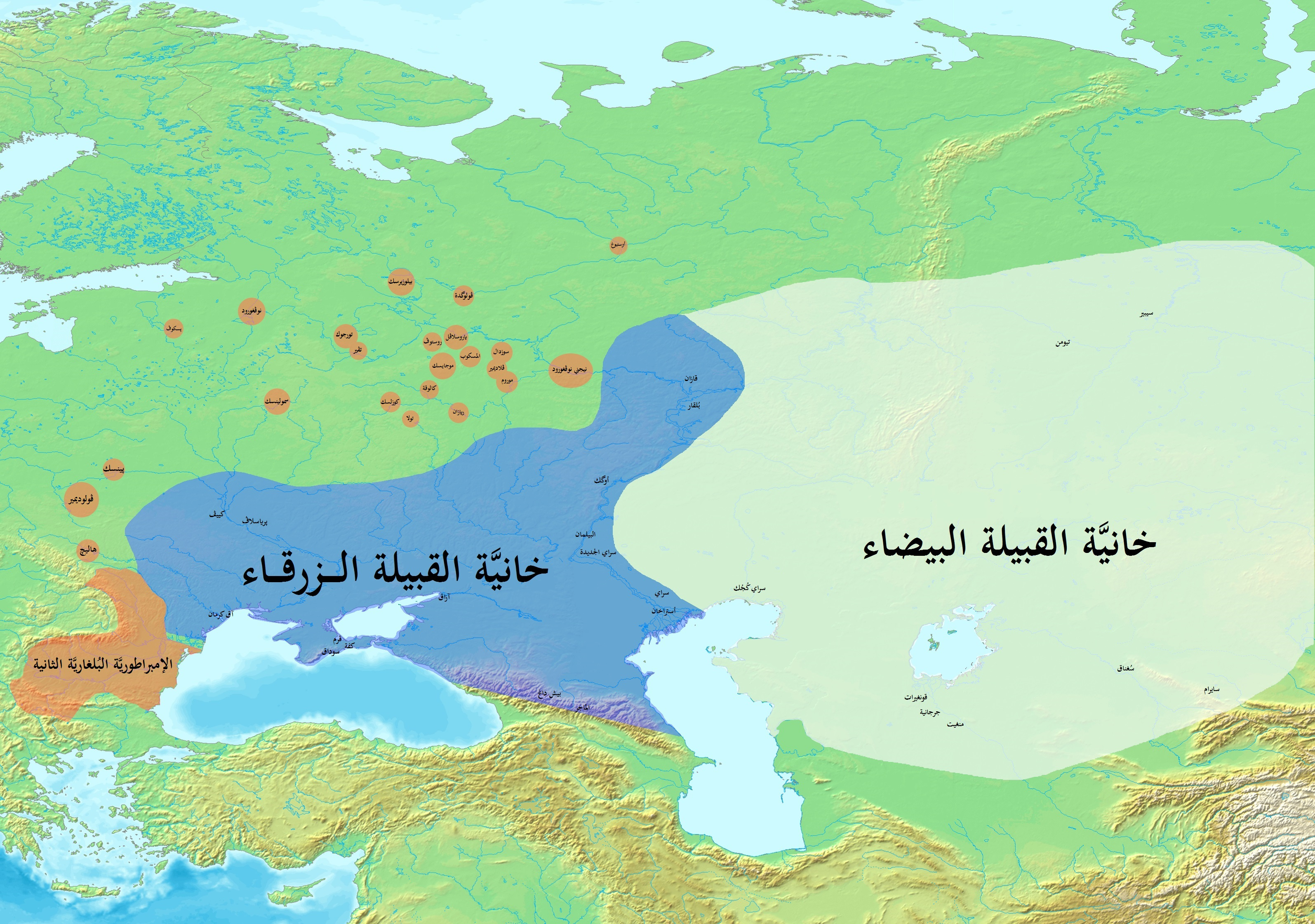
جناحا القبيلة الذهبيَّة: القبيلتان الزرقاء (مُلك باطو خان) والبيضاء (مُلك أُردُو خان).

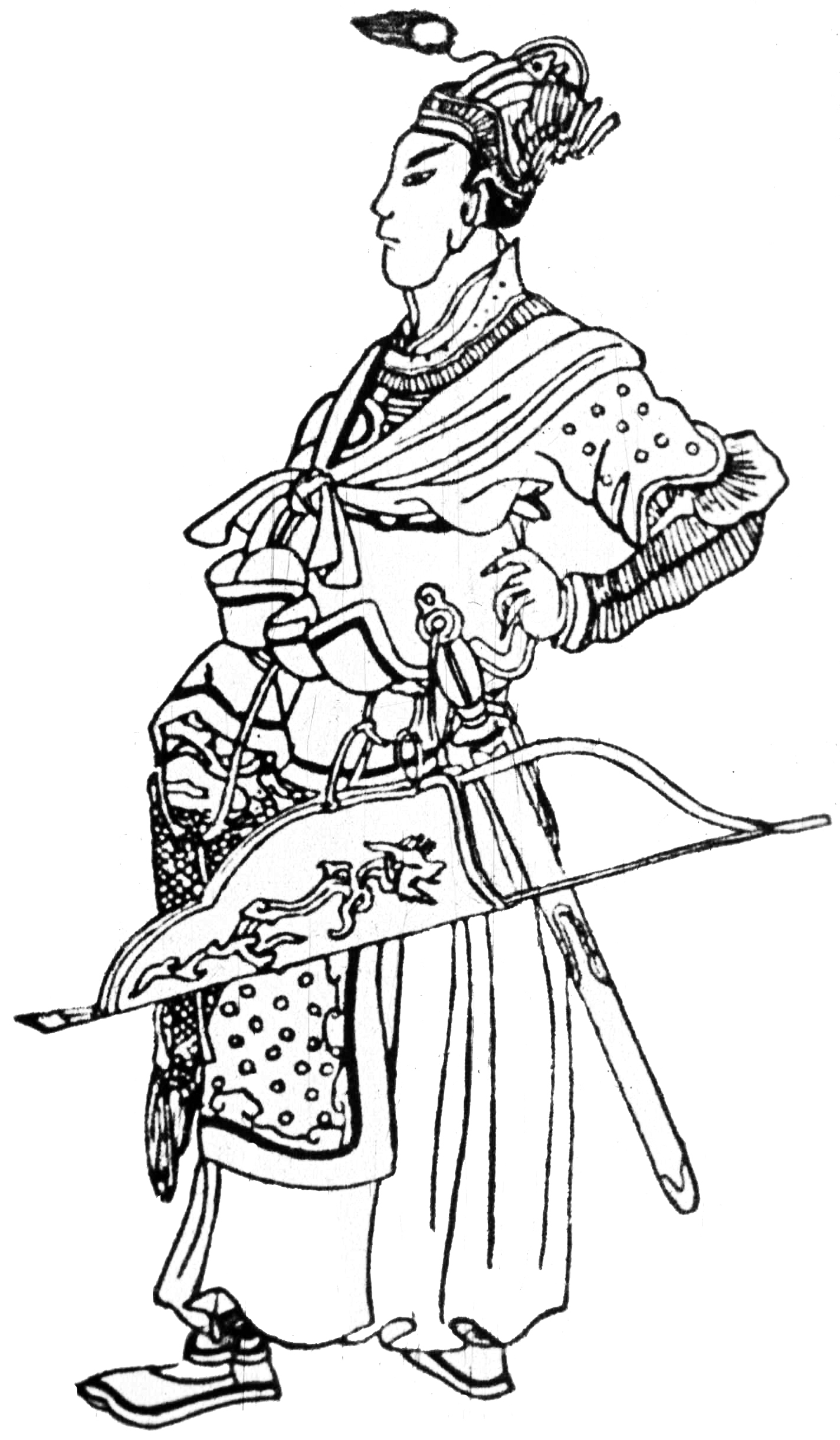
رسمٌ صينيٌّ لِباطو خان، المُؤسس الفعلي لِخانيَّة القبيلة الذهبيَّة والقائد الشكلي لِلحملة المغوليَّة على الروسيا، خِلال شبابه.

قسَّم جنكيز خان، أثناء حياته، أملاكه بين أبنائه الثلاثة الكبار: جوجي وجغتاي وأوقطاي، فأخذ كُلٌ منهم أربعة آلاف شخص من الجيش النظامي، ولم يضع إلَّا خُطُوطًا عامَّةً لِتحديد أملاك كُلٍ منهم، وكان نصيب ابنه الأصغر تولي الوطن الأُم، مغولستان، وفقًا لِلتقاليد المغوليَّة. واستنادًا إلى هذه القواعد التي تُلزم أيضًا بِأن يكون من نصيب الابن الأكبر أقصى البلاد المفتوحة، فقد كانت حصَّة جوجي القسم الشرقي لِلإمبراطوريَّة المغوليَّة والتي تشمل الأراضي المُمتدَّة من نهر إيرتيش شرقًا إلى أرض بلقار الڤولغا غربًا، ومن الروسيا وبلاد الصقالبة شمالًا إلى إيران وآسيا الصُغرى جنوبًا، بِالإضافة إلى بلاد ما وراء النهر وتُركستان في الجنوب. غير أنَّ جوجي تُوفي في حياة أبيه، فتوزَّعت أملاكه بين اثنين من أبنائه هُما أُردُو وباطو. فكان القسم الشرقي من نصيب ابنه الأكبر أُردُو، ونال الابن الثاني باطو القسم الغربي الذي يفوق بِمساحته القسم الشرقي. ووافق جنكيز خان على هذا التقسيم. وكان كُل الخوانين المُتحدرين من أُسرة جوجي تابعين نظريًّا لِخان القبيلة الذهبيَّة من دون أن يكون لِهذه التسمية أيَّة أهميَّة، لِأنَّ الخواقين العظام لم يعترفوا بِخان القبيلة الذهبيَّة كزعيمٍ لِأُسرة جوجي، وكان هذا الشرف من نصيب أُردُو وأُسرته. وقد أُضيفت في بداية القرن الرابع عشر الميلاديّ كلمة «آق» أي «أبيض» على أتباع أُردُو في القسم الشرقي، فعُرفوا بِالقبيلة البيضاء، في حين أُضيفت كلمة «گوك» أي «أزرق» على أتباع باطو، فعُرفوا بِالقبيلة الزرقاء أو السوداء. ويبدو أنَّ لِذلك علاقةً بِما جرى بعد وفاة جوجي. فقد استدعى جنكيز خان الأخوين إلى قراقورم، فلمَّا مثلا بين يديه عزَّاهما وطيَّب خاطرهما، فأعطى أُردُو خركاهًا(2) أبيض، وأعطى باطو خركاهًا أزرق.
والواقع أنَّ الخصائص الثقافيَّة لِلقبائل المُتنقلة التابعة لِباطو كانت لا تزال على بداوتها، ولِهذا اختار الأراضي ذات الصفات السُهُوبيَّة من أراضي الڤولغا الوُسطى والعُليا، ومنطقة شمال شرقيّ بحر البنطس (الأسود) لِتكون مركزًا لِاستقرار واستيطان المغول في شرقيّ أوروپَّا، حيثُ المراعي الغنيَّة لِخُيُولهم والمرعى الخصيب لِقُطعانهم، وهم الذين كانوا يُمارسون العادات البدويَّة على طول مجرى نهر الڤولغا. خِلال هذه الفترة توقَّف الزحف المغولي بِاتجاه أوروپَّا، وظلَّ الوضع هادئًا نحو جيلٍ من الزمن، وكان جنكيز خان قد تُوفي خلال هذه الفترة في سنة 624هـ المُوافقة لِسنة 1227م، وآل أمر المغول إلى ابنه أوقطاي. واستنادًا إلى التنظيمات التي وضعها قبل وفاته، آلت المناطق الجديدة الواقعة شماليّ بحر خوارزم (آرال) إلى حفيده باطو بِسبب وفاة ابنه جوجي، كما أُسلف. وفي سنة 632هـ المُوافقة لِسنة 1235م، أتمَّ الخاقان الأعظم أوقطاي غزو بلاد الصين، وعاد مُظفَّرًا إلى قراقورم، وعقد المجلس الأعلى لِلمغول - القورولتاي - الذي أُقرَّ فيه إرسال حملة كبيرة إلى الروسيا وأوروپَّا، أُسندت قيادتها العُليا إلى باطو بن جوجي الذي التفَّ حوله مُمثلون عن كُلِّ فُرُوع البيت الجنكيزي، وكُلِّف بِالاستيلاء على بلاد الروس والشركس والبُلقار وأقاليم أوروپَّا الشرقيَّة، وتولَّى سوبوتاي، الذي سبق له أن تولَّى عمليَّاتٍ عسكريَّةٍ في الصين وإيران والروسيا، القيادة الفعليَّة لِهذه الحملة التي تركت أثرًا كبيرًا في التاريخ الأوروپي القروسطي.

#### خُضُوع الروسيا لِلمغول

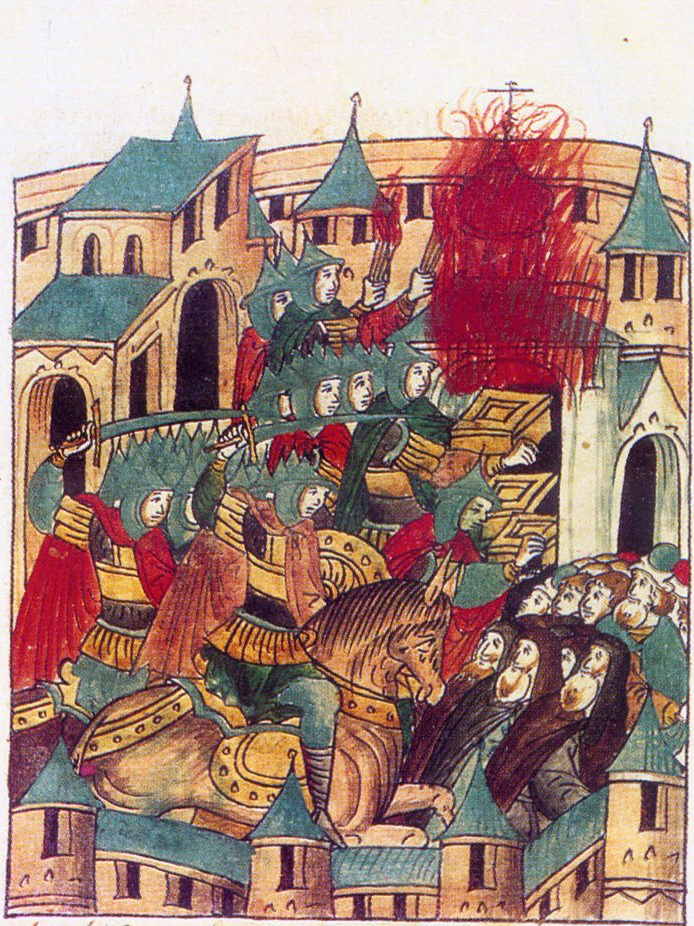
مُنمنمة تُصوَّرُ استيلاء المغول على سوزدال وإحراقها.

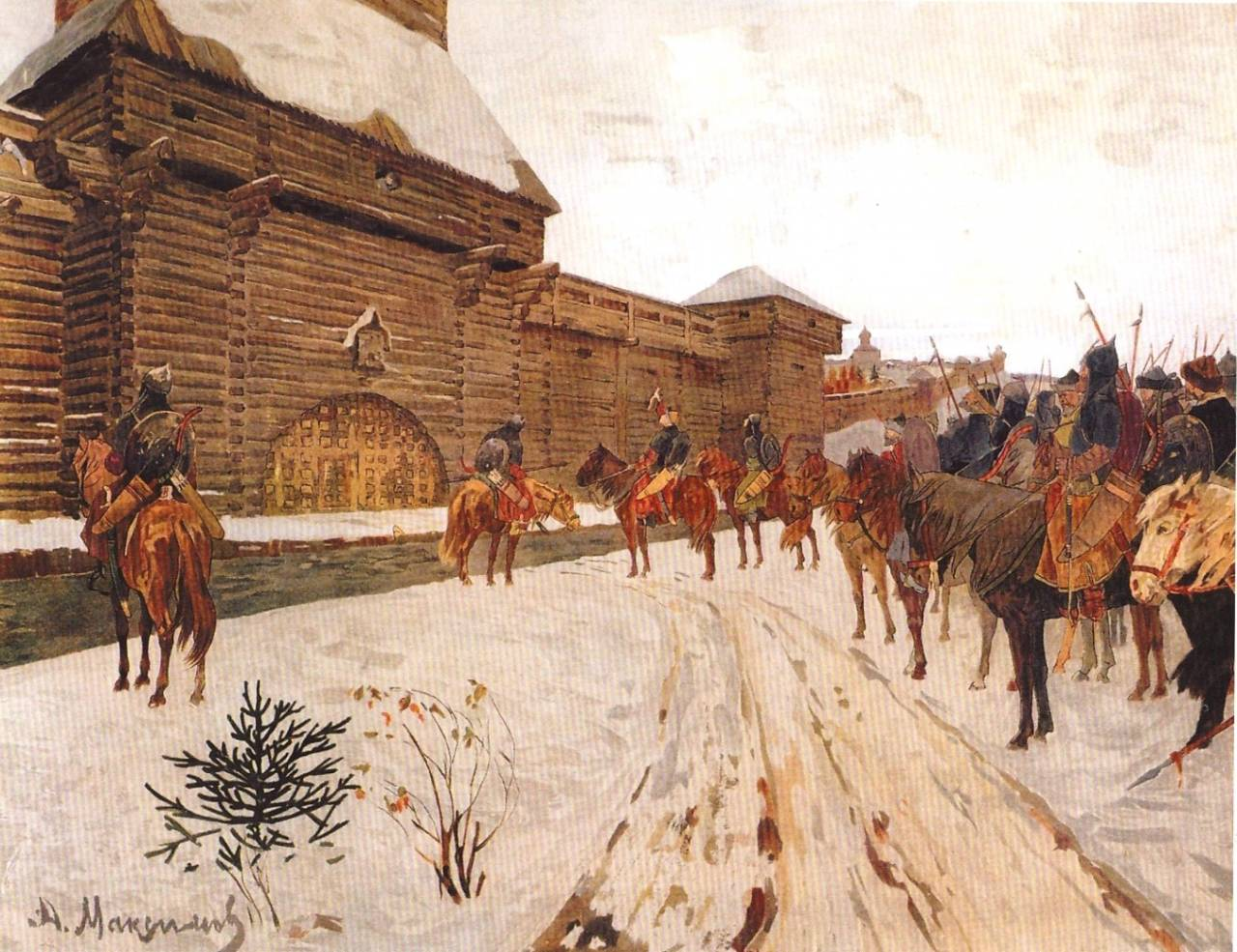
المغول عند أسوار مدينة ڤلاديمير.

كانت فاتحة أعمال هذه الحملة العسكريَّة تدمير مملكة البُلقار التُركيَّة الواقعة على نهر كامة، في خريف سنة 634هـ المُوافقة لِسنة 1236م، وإحراق عاصمتها بُلقار، المدينة التجاريَّة الواقعة بِالقُرب من نهر الڤولغا في الجهة الجنوبيَّة عند التقائه بِنهر كامة، ويذكر ابن العبري أنَّ باطو خان أمر بِأن تُقطع الأُذُن اليُمنى لِكُلِّ قتيلٍ بُلقاري وروسي وأُحصي عددها فكان مائتين وسبعين ألف أُذُن. والواضح من واقع الأعمال العسكريَّة أنَّ المغول أرادوا أن يتخذوا من منطقة جنوبي نهر الڤولغا مركزًا لِعمليَّاتهم في الروسيا أو المناطق المُتاخمة لها. وهاجم المغول في ربيع سنة 634هـ المُوافقة لِسنة 1237م القفجاق وأخضعوهم، وهُم العُنصُر التُركي الذي أضحى أساس سُكَّان خانيَّة القبيلة الذهبيَّة، وتحوَّلت المنطقة الواقعة في جنوبيّ نهر الڤولغا، بين جبال الأورال وشبه جزيرة القرم، إلى السيطرة المغوليَّة، وتمركزت القُوَّات المغوليَّة في هذه المنطقة لِتنطلق منها في عمليَّاتها العسكريَّة المُقبلة. وتوجَّهت فرقة عسكريَّة مغوليَّة في سنة 635هـ المُوافقة لِسنة 1238م، بِقيادة بركة، أخو باطو، لِغزو المنطقة الشرقيَّة حيثُ يوجد نهر الأورال وقبائل الباشقورط والمنطقة الغربيَّة الواقعة شماليّ بحر البنطس (الأسود)، حيثُ توجد قبائل قفجاقيَّة، فهزمت قبائل الباشقورط وأكلمت إخضاع القفجاق، واضطرَّ الزعيم القفجاقي «كوتان» أن يُغادر المنطقة مع أربعة آلاف خيمة إلى المجر حيثُ اعتنق المسيحيَّة. وأكمل المغول إخضاع البراري في جنوبيّ الروسيا واستولوا على حاضرة الألان «مغاص».
وتوجَّهت فرقة عسكريَّة مغوليَّة أُخرى إلى الإمارات الروسيَّة، وكانت آنذاك مُنقسمة على نفسها ومُجزَّأة بين أُمراءٍ روس. فقد حكم الأمير يوري إمارة ريازان في حين حكم أخوه «رومان» إمارة كولومنا، فهاجم المغول أولًا الإمارة الأولى فسقطت في أيديهم ودخلوها فدمَّروها وقتلوا سُكَّانها، وكان الأمير يوري نفسه من بين القتلى. ثُمَّ تقدَّمت الجُيُوش المغوليَّة إلى الشمال واستولت على إمارة كولومنا، وكان أميرها قد التمس المُساعدة من يوري ابن ڤسيڤولود أمير ڤلاديمير سوزدال، وهو أقوى الأُمراء الروس آنذاك. ولم يتمكَّن هذا الأمير من أن يحول بين المغول وبين تدميرهم مدينتيّ سوزدال وڤلاديمير، في 27 جُمادى الآخرة 635هـ المُوافق فيه 14 شُباط (فبراير) 1238م عقابًا على مُساعدة أمير ريازان. وأجرى هؤلاء مذبحةً مُروِّعة بِحق السُكَّان الذين لجأوا إلى الكنائس وسط ألسنة اللهيب المُنبعث من إحراق المدينتين. وفرَّ يوري بن ڤسيڤولود إلى الشمال لعلَّهُ يستطيع تجميع قُوَّاته لِمُواجهة المغول مرَّة أُخرى، ولكنَّ القُوَّات المغوليَّة أسرعت بِالتقدُّم، خِلال الشهر المذكور، إلى المناطق المُجاورة، ونجحت، خِلال أسابيع قليلة، في السيطرة على عدَّة مُدن منها تڤير ومسكوب. انقسم الجيش المغولي، بعد السيطرة على ڤلاديمير، إلى ثلاثة أقسام، سار القسم الأوَّل إلى گورودتس، الواقعة على نهر الڤولغا، وزحف الثاني بِاتجاه غاليسيا، وتقدَّم الثالث نحو روستوڤ وياروسلاڤل ونجح في تدمير عدَّة مُدن تابعة لِيوري بن ڤسيڤولود، ودارت المعركة الفاصلة على ضفَّة نهر سيت، أحد روافد الڤولغا، دارت الدائرة فيها على القُوَّات الروسيَّة، ولقي الأمير يوري مصرعه. تقدَّم المغول بعد المعركة إلى نوڤغورود، واستولوا في طريقهم على ڤولوكولامسك وتوير وتورجك التي قاومتهم، فكان مصيرها مُؤلمًا حيثُ دُمِّرت في 26 رجب المُوافق فيه 14 آذار (مارس)، ولم يُنقذ نوڤغورود إلَّا ما حدث من ذوبان الجليد، فتحوَّلت الأرض إلى مُستنقعاتٍ يتعذَّر اجتيازها.

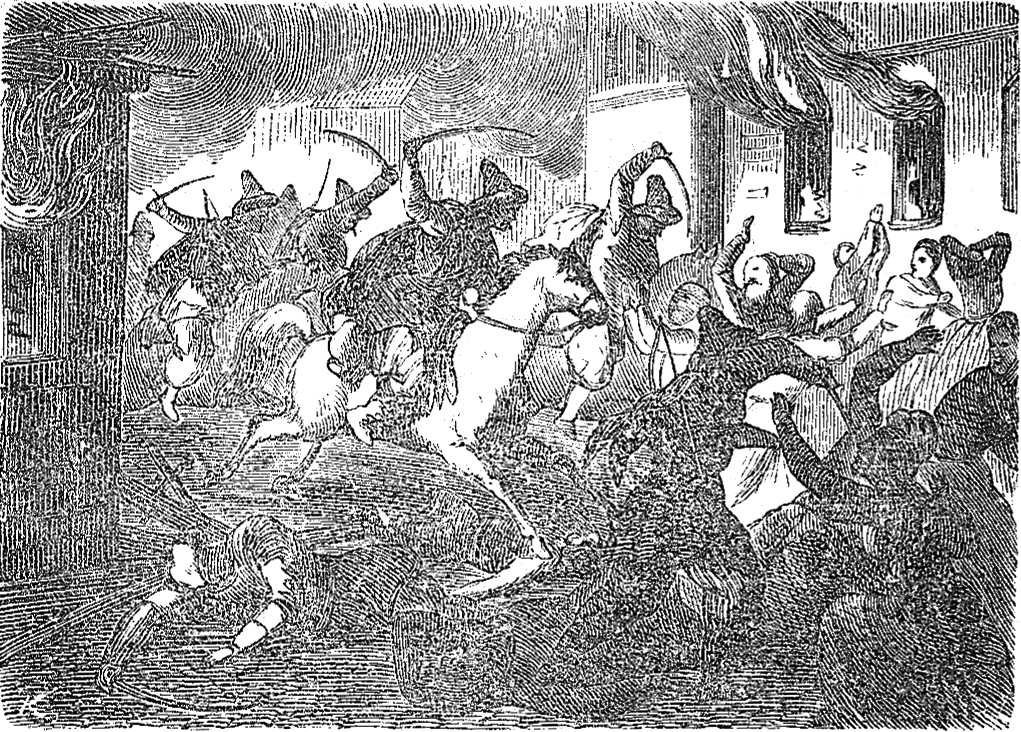
المغول يقتحمون كييڤ.

أمام هذه الصُعُوبة، عاد المغول جنوبًا، واقتحموا في طريقهم مدينة كوزلسك الواقعة إلى الجنوب الغربي من مدينة مسكوب (موسكو)، ولكنَّهم استأنفوا توغُّلهم في الأراضي الروسيَّة في أواسط سنة 638هـ المُوافقة لِنهاية سنة 1240م، ولكنَّ التوسُّع المغولي تحوَّل في هذه المرحلة ناحية الغرب، فتقدَّموا نحو كييڤ، وكانت أُم المُدن الروسيَّة، وهي واقعة على نهر الدنيپر، وكانت تحت حُكم الأمير ميخائيل الشيرنگوڤي الذي استولى عليها عقب مقتل الأمير يوري بن ڤسيڤولود. وعندما اقتربوا منها فرَّ ميخائيل إلى مملكة بولونيا مُحتميًا بِأميرها كونراد المازوڤي (بالبولندية: Konrad I Mazowiecki)، وبعد أن مكث قليلًا غادرها إلى سيليزيا. وعندما وصل المغول إلى المدينة اقتحموها، فقتلوا سُكَّانها واستولوا على كُنُوزها ثُمَّ دمَّروها، كما دمَّروا مدينتيّ بيريسلاڤ الواقعة على بُعد اثنيّ عشر ميلًا جنوبي كييڤ، وشيرنگوڤ الواقعة شماليّ كييڤ على المسافة نفسها. وفي الوقت الذي كانت فيه الجُيُوش المغوليَّة تستعد لِانتقال إلى شرقيّ أوروپَّا لِمُهاجمة بولونيا والمجر، استدعى أوقطاي خان الأُمراء فجأةً لِلعودة إلى قراقورم، فعاد گُيوك ومنكو وتوجَّها إلى بلاطه، في حين بقي باطو وإخوته والأُمراء والجُند لِيستأنفوا الزحف إلى البلاد البولونيَّة والمجريَّة، وذلك في سنة 639هـ المُوافقة لِسنة 1241م.

#### اجتياح أوروپَّا الشرقيَّة

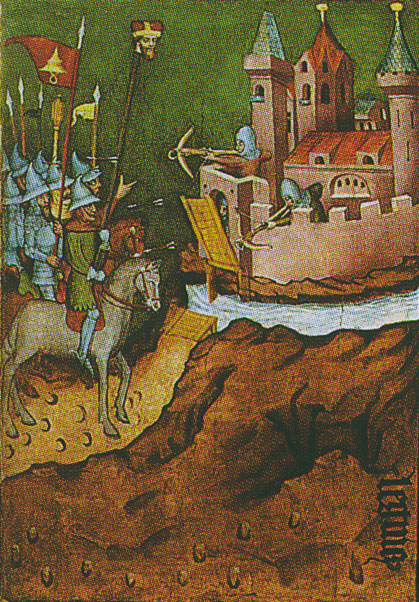
المغول يرفعون رأس الدوق هنري أثناء حصارهم إحدى المُدن لِإثباط عزيمة أهلها وحاميتها.

استغَّل المغول هجرة القفجاق التي جاءت نتيجةً طبيعيَّةً لِلحرب فواصلوا حملاتهم غربًا بعد أن أتمُّوا الاستيلاء على الإمارات الروسيَّة وبعض المُدن الواقعة على نهر الدنيپر، ووضع باطو خطَّةً عسكريَّةً تقضي بِالاستيلاء على بولونيا والمجر، لِذلك قسَّم جيشه إلى قسمين: توجَّه القسم الأوَّل شمالًا نحو بولونيا، بِقيادة أُردُو أخي باطو وبايدار بن جغتاي، فانطلق أفراده من كييڤ في أواسط سنة 638هـ المُوافقة لِأوائل سنة 1241م، فتقدموا نحو مدينة لوبلين واجتاحوها، وتابعوا تقدُّمهم نحو الجنوب على طول مجرى النهر لِمسافة ستين ميلًا، ثُمَّ عبروا النهر الذي تجمَّدت مياهه، وهاجموا مدينة ساندومير ونهبوها. وانفصلت فرقة عسكريَّة مغوليَّة بِقيادة بايدار هاجمت مدينة كراكوف الواقعة عند منابع نهر الڤستولا، وتبعد حوالي مائة ميل عن مدينة ساندومير، ونهبتها، وفرَّ الأمير البولوني بولسلاس الخامس (بالبولندية: Bolesław V) من أمامها والتجأ إلى موراڤية. وإذ فرَّ السُكَّان منها أيضًا أشعل المغول فيها النيران. وتوغَّلت قُوَّات بايدار في سيليزيا، ولم يكن أمام الأمير سوى طلب النجدة من جماعة الفُرسان التُيُوتون المُقيمين عند سواحل بحر البلطيق، وهنري دوق سيليزيا. وتقدَّمت الجُيُوش المغوليَّة إلى مدينة برسلاو الواقعة في شمالي إقليم سيليزيا وجنوبي بولونيا، وتقع على الضفَّة الغربيَّة لِنهر الأودر، وعندما وصلت إليها حاصرتها ثُمَّ أضرمت فيها النار، ولكنها انسحبت من أمامها عندما علمت أنَّ قُوَّات التحالف البولوني - التيوتوني - السيليزي قد تجمَّعت عند مدينة لگنيتسة وقوامها ثلاثون ألف جُندي. وانتقلت القُوَّات المغوليَّة إلى الجنوب حيثُ القُوَّات المُتحالفة، وجرى الصدام بين الطرفين عند قرية لگنگتسکيه پوله القريبة من مدينة لگنيتسة، حيثُ دارت رحى معركة ضارية في شهر شوَّال 638هـ المُوافق فيه نيسان (أبريل) 1241م، انتهت بِهزيمة قُوَّات التحالف، ولقي الدوق هنري مصرعه. وانتشر المغول عقب هذا الانتصار في موراڤية ينهبون ويُدمِّرون ويعيثون فسادًا، قبل أن يلتحقوا بِالقسم الآخر من الجيش العام بِقيادة باطو الزاحف نحو المجر. ونفذت الجُيُوش المغوليَّة إلى المجر من ثلاثة محاور: المحور الشمالي بين بولونيا وموراڤية، بِقيادة شيبان، أخي باطو، ومحور غاليسيا بِقيادة باطو نفسه، والثالث من البُغدان، بِقيادة «قدان».

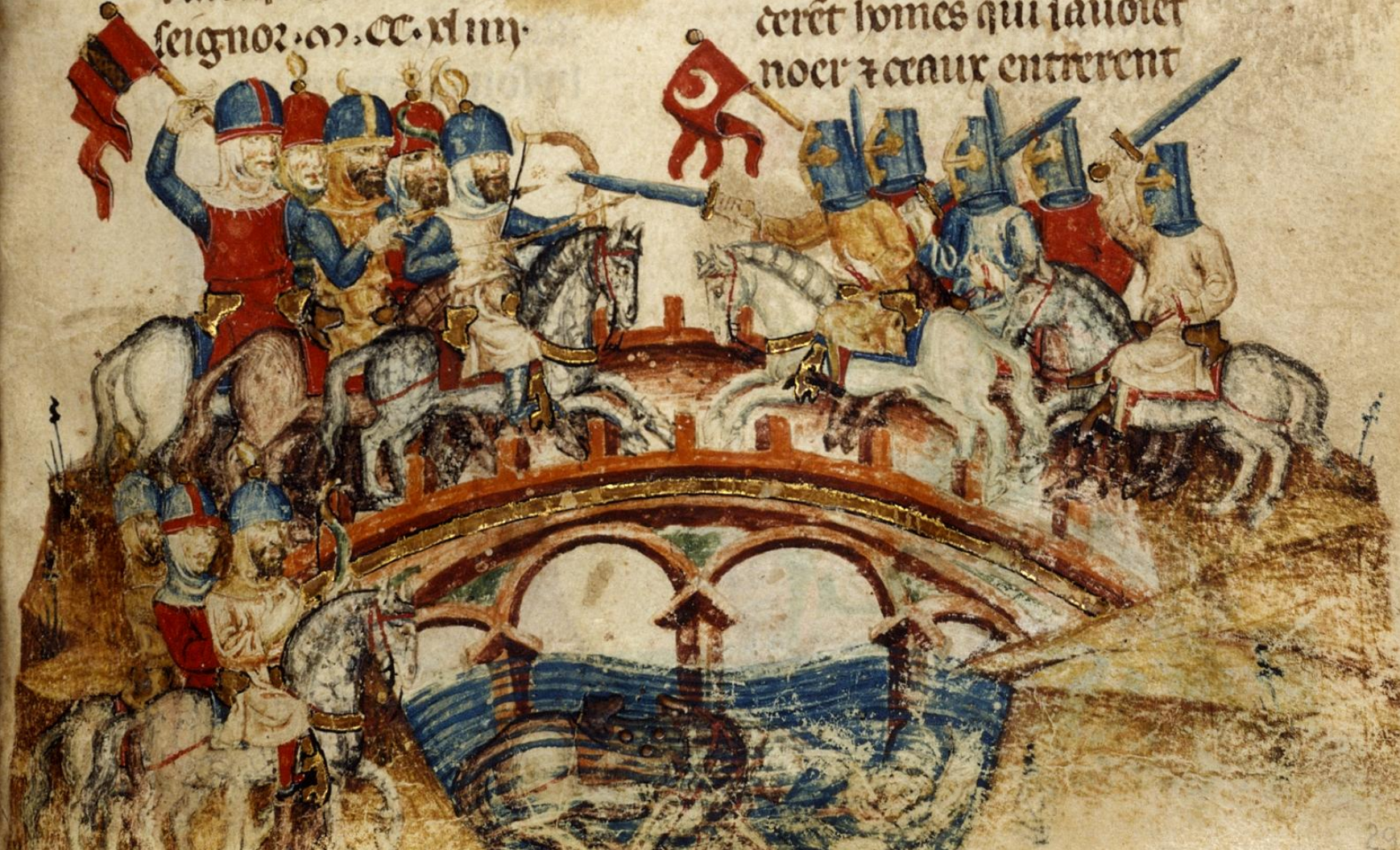
المغول والمجريُّون يتحاربون على جسر موهي.

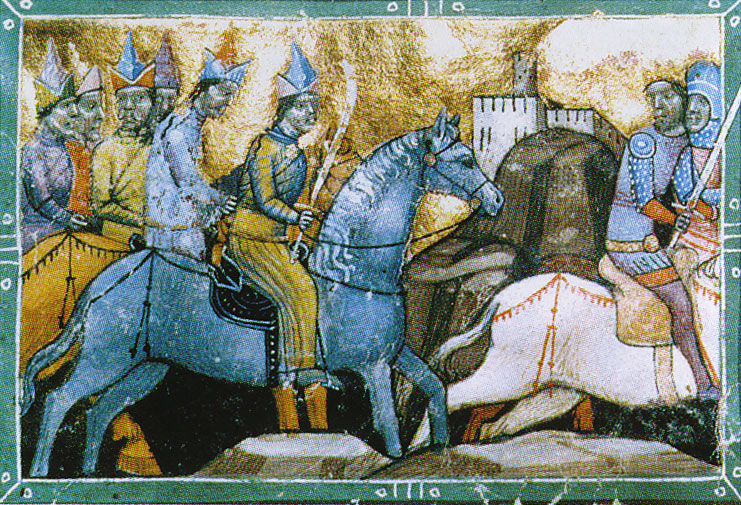
بيلا الرابع يفرُّ هاربًا من أمام المغول بُعيد هزيمته النكراء في معركة موهي، التي فتحت الباب على مصراعيه أمام تقدُّم المغول في أوروپَّا.

كان بيلا الرابع ملك المجر يتوقَّع أن يغزو المغول بلاده بِسبب إيوائه العناصر التي فرَّت من المناطق الروسيَّة، وبِخاصَّةً بعض قادة القفجاق. ويُلاحظ أنَّ مملكة المجر كانت دولةً صغيرةً محدود الإمكانات، ولكنَّ ملكها اعتمد، على ما يبدو، على قُوَّة العناصر التي فرَّت من أمام الزحف المغولي، لِذلك دعا إلى عقد اجتماعٍ عامٍّ في مدينة بودا، وقد حضر هذا الاجتماع كبار رجال الدين والنُبلاء والقادة العسكريُّون. ويبدو أنَّ بيلا الرابع لم يتمكَّن من إقناع النُبلاء بِالذهاب إلى الحرب إلَّا بعد أن أرضاهم بِتحقيق بعض مطالبهم من واقع القبض على بعض قادة القفجاق الذين عدُّوهم السبب الرئيس لِغزو المغول لِبلادهم، ولكنَّهُ رفض أن يُعيد إليهم الامتيازات التي كانت ممنوحة لهم سابقًا. وقد نتج عن التصرُّف الأوَّل نتائج عكسيَّة، إذ ثارت عناصر القفجاق وعاثت فسادًا في الأرض، وبِذلك أضحوا مصدر إزعاج بدلًا من مُساعدة الملك في محنته أمام الغزو المغولي، واضطرَّ الملك المجري إلى الفرار باتجاه دوقيَّة النمسا. دبَّت الفوضى في المملكة المجريَّة، الأمر الذي سهَّل مُهمَّة القُوَّات التي تقدَّمت عبر جبال الكربات وتجمَّعت في شهر شوَّال المُوافق لِشهر نيسان (أبريل) أمام بست، التي حشد فيها بيلا الرابع جيشه. وعاد بيلا الرابع إلى عاصمته لِيُدافع عنها، وأرسل أُسرته وثروته إلى دوق النمسا والتمس المُساعدة منه، كما التمس النجدة من بقيَّة الممالك الأوروپيَّة. ويبدو أنَّهُ لم يتلقَّ أي عون، واضطرَّ أن يخوض المعركة مُنفردًا، وكانت غير مُتكافئة لِأنَّ القيادة المغوليَّة نجحت في ضمِّ جُزءٍ كبيرٍ من القُوَّات القفجاقيَّة. وجرى اللقاء الدامي بين الطرفين بِالقُرب من جسر قرية «موهي» الواقعة على نهر سايو، أحد فُرُوع نهر الطونة (الدانوب)، وأحرز المغول انتصارًا باهرًا على الجيش المجري، وسقطت بست في أيديهم، وهرب بيلا الرابع مُلتجئًا إلى النمسا، ثُمَّ غادرها إلى زغرب فساحل البحر الأدرياتيكي، عندما شعر بِأنَّ القُوَّات المغوليَّة تتعقَّبه، وقد وصلت إلى سواحل دلماسيا على البحر المذكور، وتوغَّلت حتَّى مدينة «كاتارو». ولِعدم وُجُود قُوَّات بحريَّة لدى المغول لم يكن بِوسعهم أن يتعاملوا مع هذه المنطقة الساحليَّة. وسيطر المغول على كامل بلاد المجر حتَّى نهر الطونة. وارتاعت أوروپَّا من أخبار انتصارات المغول وتتابع زحفهم، فأرسل البابا جرجير التاسع كتابًا إلى فردريك الثاني إمبراطور الرومانيَّة المُقدَّسة، ولويس التاسع ملك فرنسا، وغيرهما من مُلُوك أوروپَّا، يحُثُّهم على التعاون والتهيُّؤ لِإعلان حربٍ صليبيَّةٍ ضدَّ الغُزاة، لكنَّ أحدًا لم يستجب.

#### تراجُع المغول شرقًا
وفي الوقت الذي كان فيه المغول يتوغَّلُون في أوروپَّا إذ بِالأنباء ترد إليهم تُعلن وفاة الخاقان الأعظم أوقطاي في سنة 639هـ المُوافقة لِسنة 1241م، واستدعاء باطو وسائر الأُمراء الذين يُرافقونه لِحُضُور القورولتاي والاشتراك في انتخاب الخاقان الجديد. وبِذلك نجا الشطر الغربي من أوروپَّا من خطر المغول. وغادر باطو الأراضي المجريَّة، بعد مُرُور سنة، مُكتفيًا بِتبعيَّتها له من الناحية الإسميَّة، وترتب على حملاته أن امتدَّ سُلطانه في غربيّ نهر الڤولغا. وأضحت هذه الأملاك الشاسعة، من الناحية القانونيَّة، لهُ ولِخُلفائه، وعلى هذا الشكل قامت خانيَّة القبيلة الذهبيَّة.

### بداية تصدُّع العلاقة مع المغول العظام

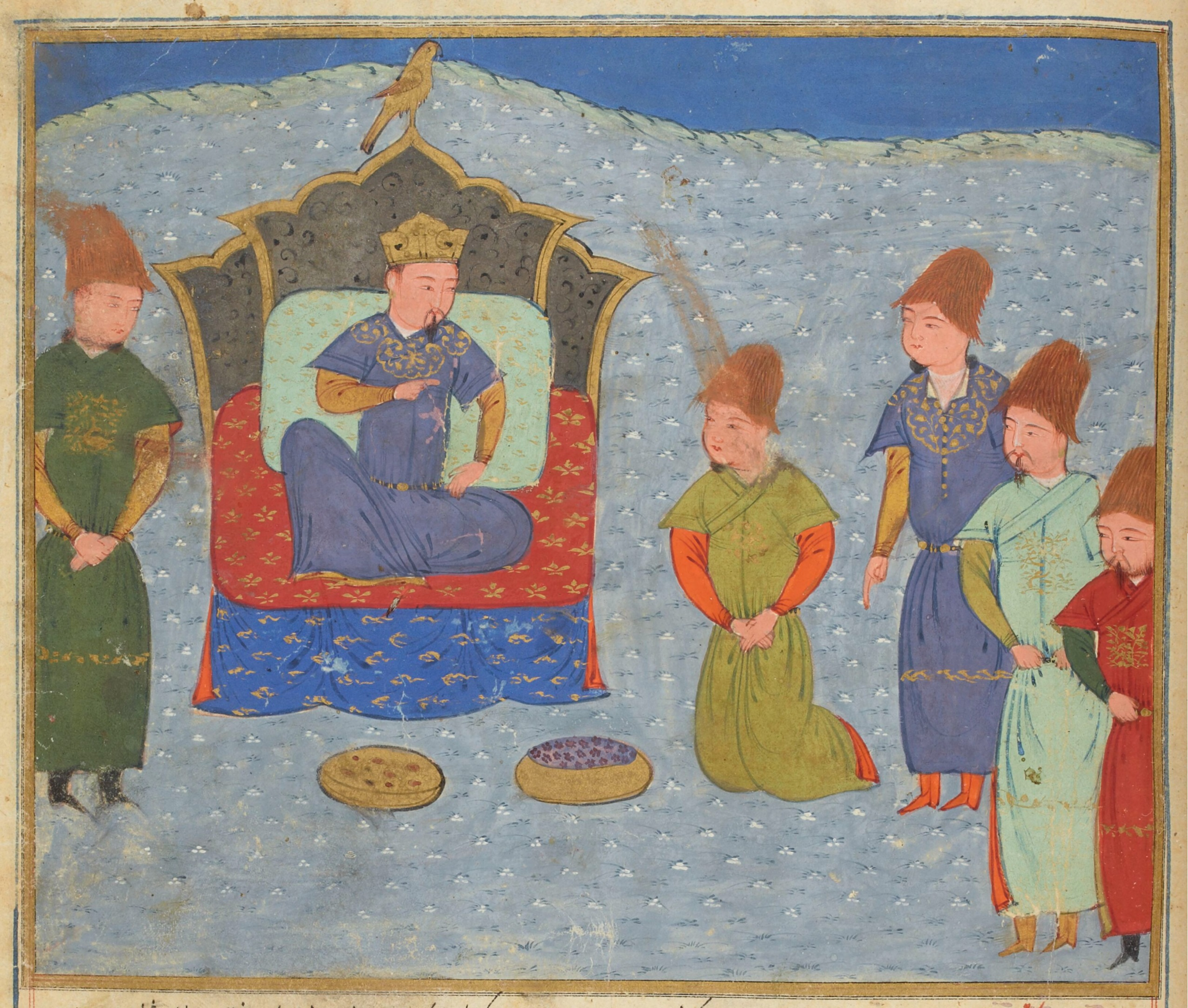
مُنمنمة فارسيَّة تُصوِّر تربُّع باطو خان على تخت مملكته الجديدة.

بعد وفاة أوقطاي خان، نشبت النزاعات الداخليَّة بين أُمراء المغول بسبب تنافسهم حول خِلافته، وانغمس باطو في هذا النزاع حيث رأى نفسه أهلًا لِهذا المنصب بِوصفه عميد أولاد جوجي أكبر أبناء جنكيز خان ومن ثم فهو عميد الأسرة الجنكيزيَّة، لِذلك توقَّف عن توسيع رُقعة بلاده وركَّز جُهُوده على شُؤون آسيا الوُسطى. والمعروف أنَّ توراكينا خاتون، أرملة أوقطاي، تولَّت الوصاية على العرش، وجاهدت لِتُؤمِّن لِابنها گُيوك خِلافة والده، إلَّا أنَّ باطو رفض ذلك لِأسبابٍ عديدة منها دينيَّة وثقافيَّة واجتماعيَّة، فقد كان باطو أرواحيًّا بينما گُيوك كانت ميوله نصرانيَّة، وأيضًا لأنَّ الأخير وبوري خان، حفيد جغتاي، كانا قد تعاركا بِعُنفٍ مع باطو في وليمة النصر التي أقاموها في جنوب الروسيا بعد تمام حملاتهم العسكريَّة، فساءت العلاقة بينهم، لكنَّ كُلًا من گُيوك وبوري لم يستطيعا شيئًا لِلإضرار بمركز باطو عندما كان عمه أوقطاي ما زال حيًّا. وفي سنة 1242م، دعت توراكينا خاتون باطو لحضور مجلس القورولتاي لِانتخاب الخاقان الأعظم الجديد، إلَّا أنَّ باطو رفض الحُضُور بِأدب، مُتعلِّلًا بِعناء الشيخوخة والمرض، بينما كان سببه الحقيقي عدم تأييده انتخاب گُيوك، فتأخَّر تعيين الخاقان عدَّة سنوات. إلَّا أنَّهُ أذعن في النهاية، وبعث إخوته لِحُضُور القورولتاي، فانتخب المغول خاقانهم الجديد سنة 1246م. خلال هذه الفترة، اعترف بالسيادة المغوليَّة جميع كبار أُمراء الروس بما في ذلك ياروسلاڤ أمير ڤلاديمير ودانيال ملك غاليسيا وسڤياتوسلاڤ بن ڤسيڤولود. ومع ذلك فقد أعدم بلاط المغول بعض الأُمراء الروس المُعادين مثل ميخائيل الشيرنگوڤي الذي قتل مبعوث المغول سنة 1240م.

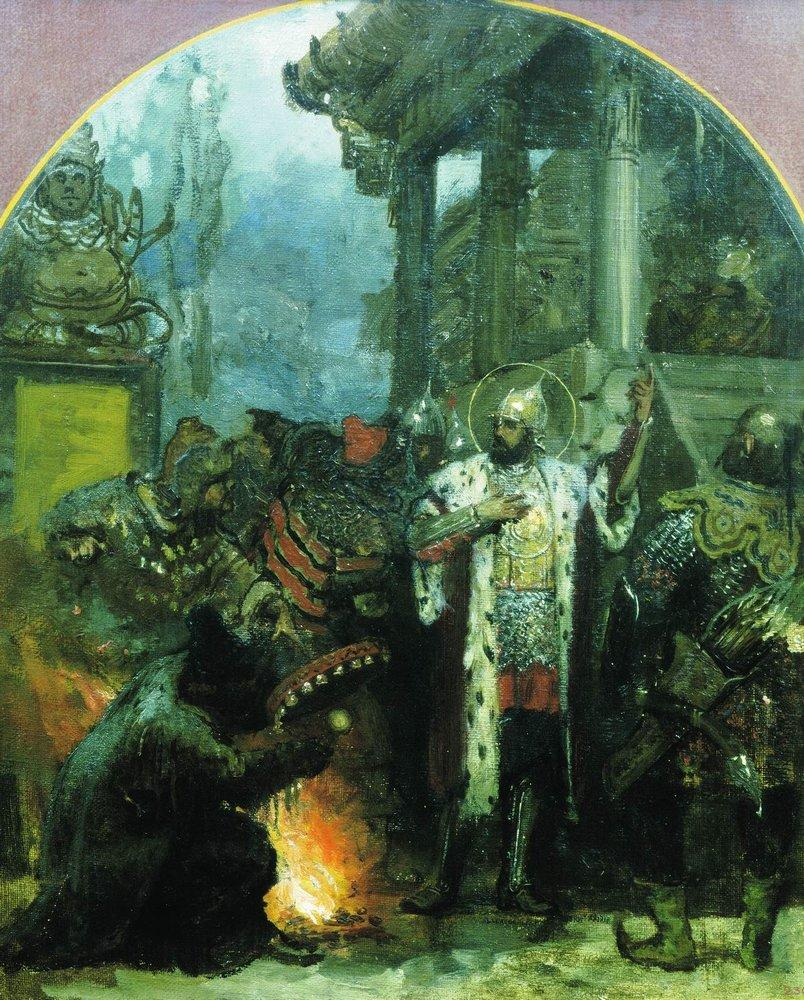
الأمير، ثُمَّ القدِّيس، الروسي ميخائيل الشيرنگوڤي بين يديّ المغول. أُعدم لاحقًا انتقامًا لِلرسول المغولي الذي قتله.

استدعى گُيوك خان باطو بعد استلامه الحكم بِفترةٍ قصيرة، ودعاه عدَّة مرَّات أن يأتي لِيُبايعه، إلَّا أنَّ الأخير لم يفعل، وبعث إليه ابنا ياروسلاڤ أمير ڤلاديمير، أندراوس وإسكندر، سنة 1247م، فعيَّن گُيوك أندراوس أميرًا لِڤلاديمير وإسكندر أميرًا لِكييڤ. وازدادت الهُوَّة اتساعًا بين باطو وگُيوك عندما استغاث بعضُ المُسلمين بِالأوَّل ضدَّ الآخر. فلمَّا كان گُيوك خان يميلُ إلى المسيحيَّة، التي تركت انطباعًا عميقًا في عقليَّته، فقد اكتسبت هذه الديانة، على المذهب النسطوري، قُوَّةً عُظيمةً في بلاده، فقرَّب النصارى وامتلأت إمبراطوريَّته بِالقسيسين والرُهبان والمطارنة، فراحوا يستغلُّون النزعات الدينيَّة لِلخاقان الأعظم لِيذلُّوا المُسلمين، وقد همُّوا بِاستئصال شأفتهم، فلم يكن أمام المُسلمين سوى الاستعانة بِباطو الذي يُكنّ العداوة لِگُيوك، فجاهره بِالعصيان حتَّى أضحت الحرب حتميَّة بينهما. وأرسل گُيوك جيشًا إلى أطراف أذربيجان وأرَّان، وهي مناطق تابعة لِباطو، بِقيادة «الجيكتاي»، وأمرهُ بِالقبض على عُمَّال باطو وإرسالهم إليه مُقيَّدين، والاستيلاء على أطراف بلاده، فأرسل هؤلاء العُمَّال يُعلمون باطو بِتطوُّر الأُمُور في مناطق الحُدُود، ويطلبون توجيهاته، ولكنَّ الجيكتاي وصل قبل وُرُود جواب باطو، فقبض على العُمَّال وقيَّدهم وتجهَّز لِلمُغادرة إلى الخاقان الأعظم. ووصل في هذه الأثناء جواب باطو ويقضي بِالقبض على الجيكتاي ومن معه وتقييدهم. فقامت طائفةٌ من أتباع باطو بِتحرير العُمَّال وتقييد الجيكتاي ورفاقه وأرسلوهم إلى باطو، فعذَّبهم بِأن صبَّ عليهم ماءً حارًّا، ولمَّا علم گُيوك بِذلك خرج على رأس ستُمائة ألف جُندي لِتأديب باطو، لكنَّهُ تُوفي بِسنجان قريبًا من سمرقند يوم 9 ربيع الآخر 647هـ المُوافق فيه 21 تمُّوز (يوليو) 1249م، وسبب الوفاة هو مزيجٌ من تأثير إدمان الخمر ومرض النقرس، كما يُحتمل أن يكون مات مسمومًا، على أنَّ بعض المُؤرخين المُعاصرين يُرجِّحون وفاته لِأسبابٍ طبيعيَّة. وبِوفاة گُيوك، تولَّت أرملته أوغل قايميش الوصاية على العرش لكنها لم تستطع إبقاء الحُكم ضمن فرعها بِالعائلة. كما صفى المُلك لِباطو واستقر، فبنى لِنفسه عاصمةً هي مدينة سراي القديمة على الجانب الشرقي لِنهر الڤولغا، في مكانٍ يُقال له «آق تپَّه» أي «التل الأبيض»، في مُنتصف الطريق بين مدينتيّ ڤولگوگراد وأستراخان المُعاصرتين، وبنى فيها القُصُور لِنفسه ورجاله، ولم يمضِ وقتٌ طويل حتَّى أضحت مركز تقارُبٍ بين المغول والقفجاق والحضارة الإسلاميَّة في غربيّ آسيا. واستقلَّ باطو بما تحت يده من أراضٍ، على الرُغم من أنَّهُ ظلَّ تابعًا، من الناحية النظريَّة، لِلمغول العظام في قراقورم، وأضحى لهُ أرضٌ وشعب وعاصمة، وهي من مُقوِّمات قيام الدولة.

### صُعُود بركة خان وبداية التحُّول الديني لِمغول القبيلة الذهبيَّة إلى الإسلام

خريطة تُظهر موقع مدينة سراي، كُبرى الحواضر الإسلاميَّة في بلاد القفجاق بدايةً من عهد بركة خان.

تُوفي باطو في أوائل سنة 654هـ المُوافقة لِسنة 1256م، بعد أن حكم مُدَّةً تقرب من ثلاثين سنة، وكان من المُتوقَّع أن يخلفه ابنه «صرتق»، بِدليل أنَّهُ عهد إليه، قبل وفاته بِقليل، بِإدارة الشُؤون العامَّة نيابةً عنه، وتفرَّغ هو لِلعيش على ضفاف نهر الڤولغا حيثُ أمضى بقيَّة حياته. وكان باطو قد أرسل ابنه صرتق، في سنة 653هـ المُوافقة لِسنة 1255م، إلى قراقورم لِحُضُور اجتماع القورولتاي، وقد علم وهو في الطريق بِوفاة والده، فتابع طريقه إلى العاصمة المغوليَّة، فاجتمع بِالخاقان منكو خان الذي عيَّنه خلفًا له، غير أنَّهُ لم يُوفَّق في الجُلُوس على عرش والده، فقد تُوفي أثناء عودته، ويبدو أنَّ عمِّه بركة أرسل من قتله في الطريق مُتذرعًا بِأنَّ منكو أمره بِذلك، والرَّاجح أنَّهُ قُتل في غمرة الصراع على السُلطة حيثُ طمع بركة بِخلافة أخيه باطو. والواقع أنَّهُ بعد وفاة باطو أضحى أخوه بركة الوريث الشرعي، وفقًا لِلقانون المغولي، كما أنَّ التقاليد في الشرق لم تكن تسمح لِلأبناء بِوراثة آبائهم في السُلطة إلَّا بعد وفاة كافَّة الأشقَّاء، وكان تعيين صرتق على غير هذه القاعدة. ومهما يكن من أمرٍ، فقد عيَّن منكو بركة خانًا على مغول القبيلة الذهبيَّة فور وفاة صرتق، فأقام الاحتفالات والولائم احتفاءً بِهذه المُناسبة، وأرسل الهدايا إلى الخاقان الأعظم.

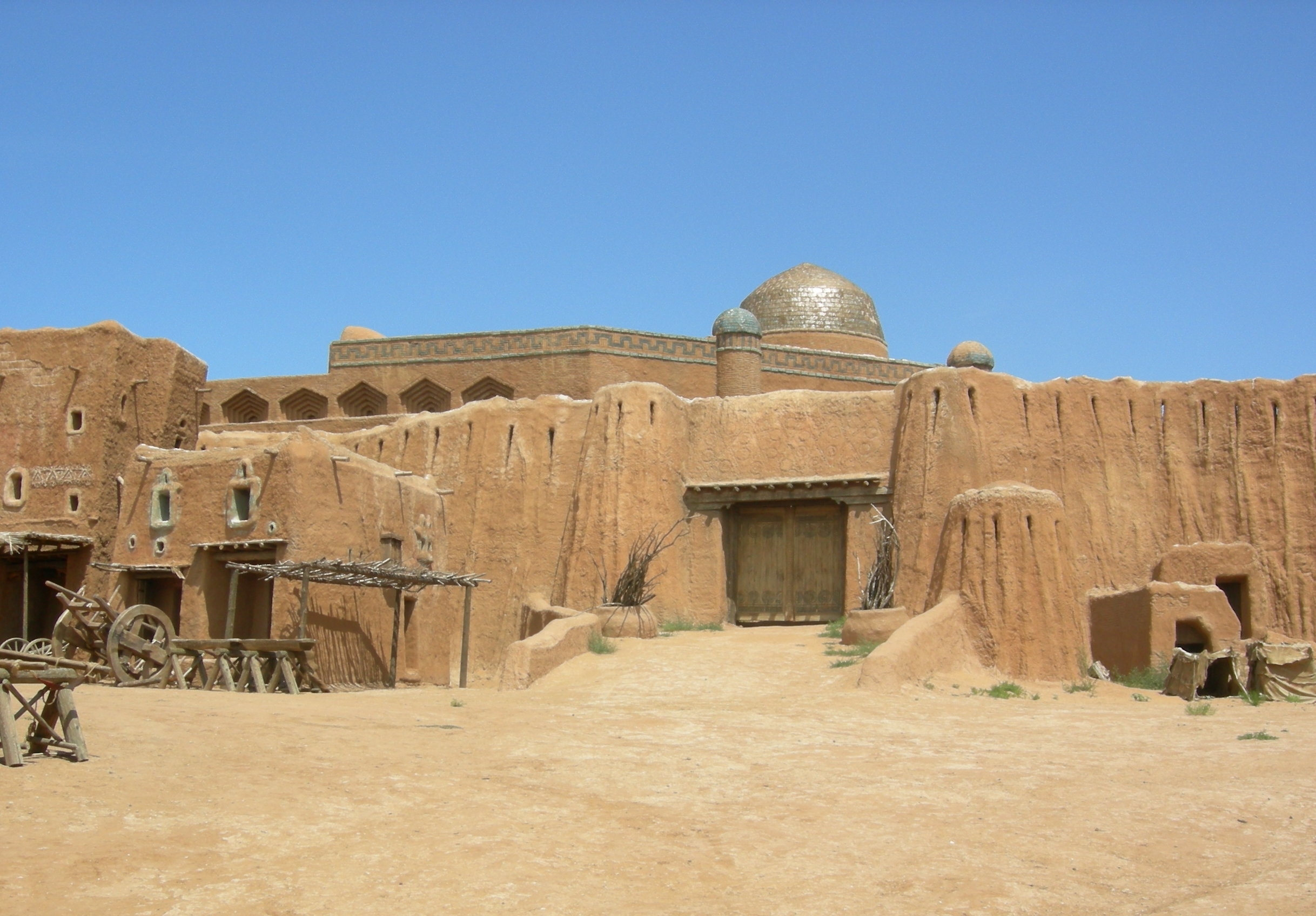
جانب من أبنية وأسوار مدينة سراي المُعاد تصميمها، وهي الحاضرة الإسلاميَّة الجديدة التي بناها باطو خان وأكملها بركة، في بلاد القفجاق.

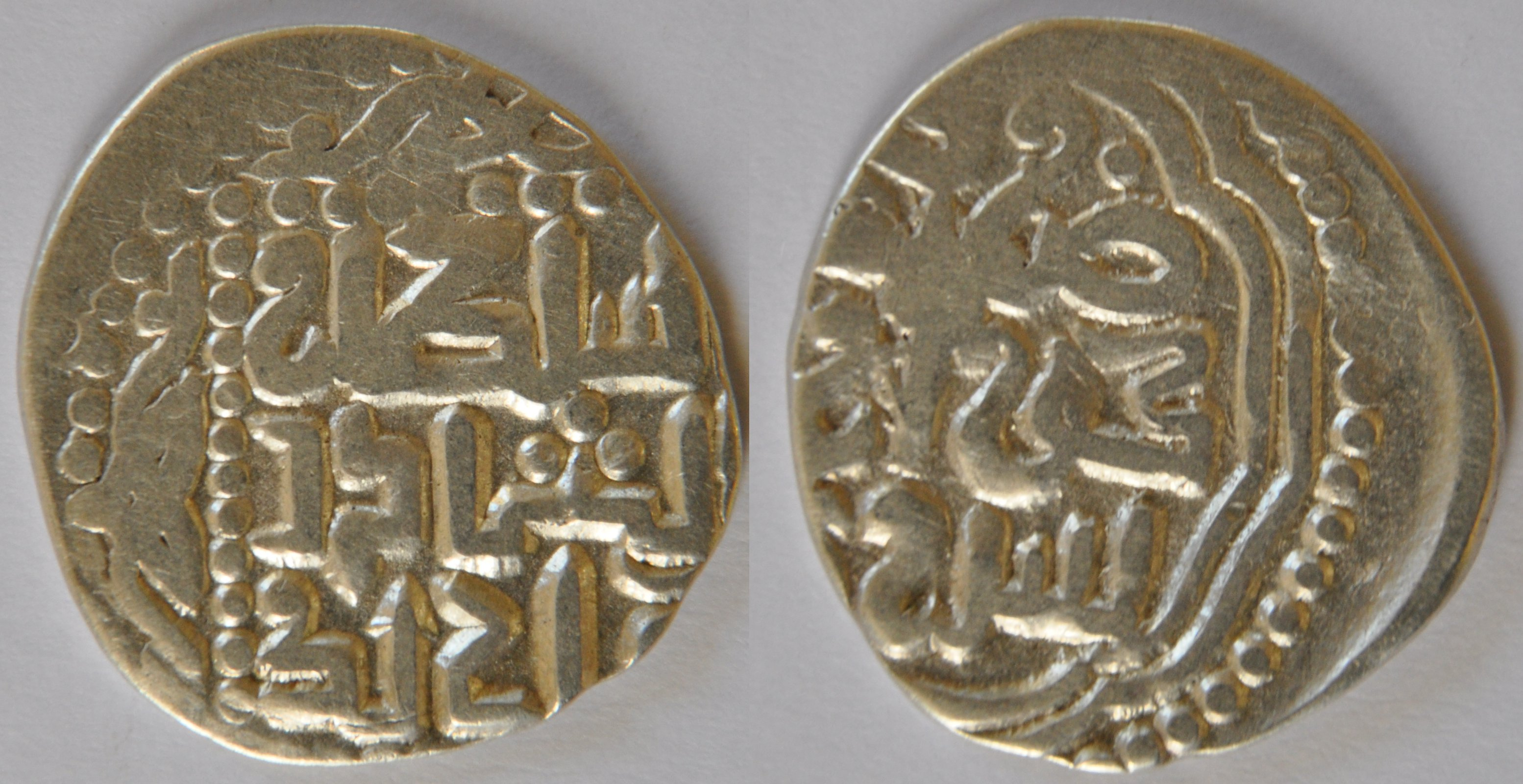
سكَّة ضُربت في عصر مغول القبيلة الذهبيَّة، تظهر عليها نُقُوشٌ بِالعربيَّة والتُركيَّة عوض المغوليَّة، في إشارةٍ إلى انصهار المغول في الحضارة الإسلاميَّة.

تحوَّلت بلاد القفجاق، بِتعيين بركة خانًا على القبيلة الذهبيَّة، تدريجيًّا إلى الإسلام، وذلك بِفضل تأثيره وهو الذي اعتنق هذا الدين مُنذُ طُفُولته، وحفظ القُرآن في شبابه على يد أحد فُقهاء مدينة خجندة، ومعنى ذلك أنَّهُ أسلم قبل أن يتولَّى عرش مغول القبيلة الذهبيَّة، وهو أوَّل من اعتنق الإسلام من أُسرة جنكيز خان. وسارع بركة خان، بِمُجرَّد جُلُوسه على تخت المُلك، بِاستدعاء العُلماء والمشايخ من الأطراف والآفاق لِيُوقفوا الناس على معالم دينهم، وأغدق عليهم الهبات، ورفع شأن العلم والعُلماء وعظَّم شعائر الإسلام. وفي رواية: أنَّ باطو أرسل أخاه بركة إلى قراقورم لِحُضُور حفل تنصيب منكو على عرش الإمبراطوريَّة المغوليَّة، والمعروف أنَّ منكو هذا قد تمَّ تنصيبه في سنة 649هـ المُوافقة لِسنة 1251م، وبعد أن حضر احتفالات التنصيب عاد إلى بلاده، ومرَّ، وهو في طريقه، بِمدينة بُخارى، فاجتمع بِالشيخ سيف الدين الباخرزي،(3) أحد مُريدي الشيخ نجم الدين الكبرى، وأسلم على يديه. كان من نتيجة إسلام بركة واعتلائه عرش خانيَّة مغول القبيلة الذهبيَّة أن بدأت هذه الخانيَّة تأخذ شكلها ووضعها كدولةٍ إسلاميَّة، وبِخاصَّةٍ بعد أن بنى فيها عاصمة إسلاميَّة هي سراي الجديدة، التي سُميت فيما بعد باسم «سراي بركة» والتي كانت مُجاورة لِسراي القديمة التي بناها أخوه باطو. وتقع المدينتان على الضفَّة الشرقيَّة لِنهر ڤولغا قُرب بحر الخزر (قزوين). ورُبما كانت المدينتان مدينةً واحدة، بدأ باطو في بنائها وأكمل بركة هذا البناء. والواقع أنَّ بركة بذل جُهدًا كبيرًا في الدفاع عن الإسلام ونشر الثقافة الإسلاميَّة بين قومه من المغول والتُّرك. فتتحدَّث المصادر أنَّهُ عادى ابن عمِّه هولاكو، إلخان إيران، الذي كاد يقضي على الإسلام كدينٍ في أراضي دولته، كما كرَّس حياته لِنشر الإسلام بين قومه من المغول في بلاد القفجاق أو بين الشُعُوب الأُخرى الخاضعة لِسُلطانه، فأسلمت زوجته «چيچيك خاتون» واتخذت لها مسجدًا مُتنقلًا من الخيم تنصبه حيثُ نزلت لِتُؤدِّي الصلاة في وقتها، كما اعتنق عساكره الإسلام، وكان الفارس يحمل معهُ سجَّادة لِلصلاة حتَّى إذا حان وقتها أدَّاها، وامتنعوا عن تعاطي المُسكِّرات. وبنى بركة المدارس والمساجد لِنشر الثقافة الإسلاميَّة بين شعبه، وقد وصفه المُؤرِّخون، من أجل هذا، بِأنَّهُ كان من «أعظم مُلُوك التتر»، ونُسبت إليه بلاد القفجاق، فصارت تُعرف بعد وفاته باسم «دشت بركة»، بدلًا من «دشت قفجاق»، كما سُمي مغول القفجاق، بعد وفاته بِحوالي قرن، باسم «تتر بركة»، وسُميت العاصمة باسم «سراي بركة»، لكنَّ الإسلام لم يتجذَّر في البيئة المغوليَّة إلَّا بعد وفاته بِنصف قرنٍ من الزمان. وكما حصل في إيران، ساعد انتشار الإسلام على دمج المغول والتُّرك بِصُورةٍ نهائيَّةٍ، والواضح أنَّ العُنصر المغولي كان أضعف تأثيرًا، ففي السجلَّات وعلى السكَّة كانت اللُغة التُركيَّة هي الغالبة وليست المغوليَّة، فعمليَّة امتزاج الطبقة الحاكمة المغوليَّة بِالقبائل التُركيَّة، التي جلبها المغول معهم، حصلت، بِالإضافة إلى الامتزاج مع السُكَّان التُّرك الأصليين في سهل القفجاق، كُل ذلك لِيُكوِّن الأُمَّة المغوليَّة الحديثة، ويشمل هذا بلقار الڤولغا، وأعدادًا كبيرةً من قبائل الڤولغا الفنلنديَّة، وسُرعان ما بدأت هذه العناصر في التأثير على النمط الفيزيولوجي لِتركيب هذه الأُمَّة المغوليَّة الناشئة.

### الاستقلال الفعلي التام عن المغول العظام

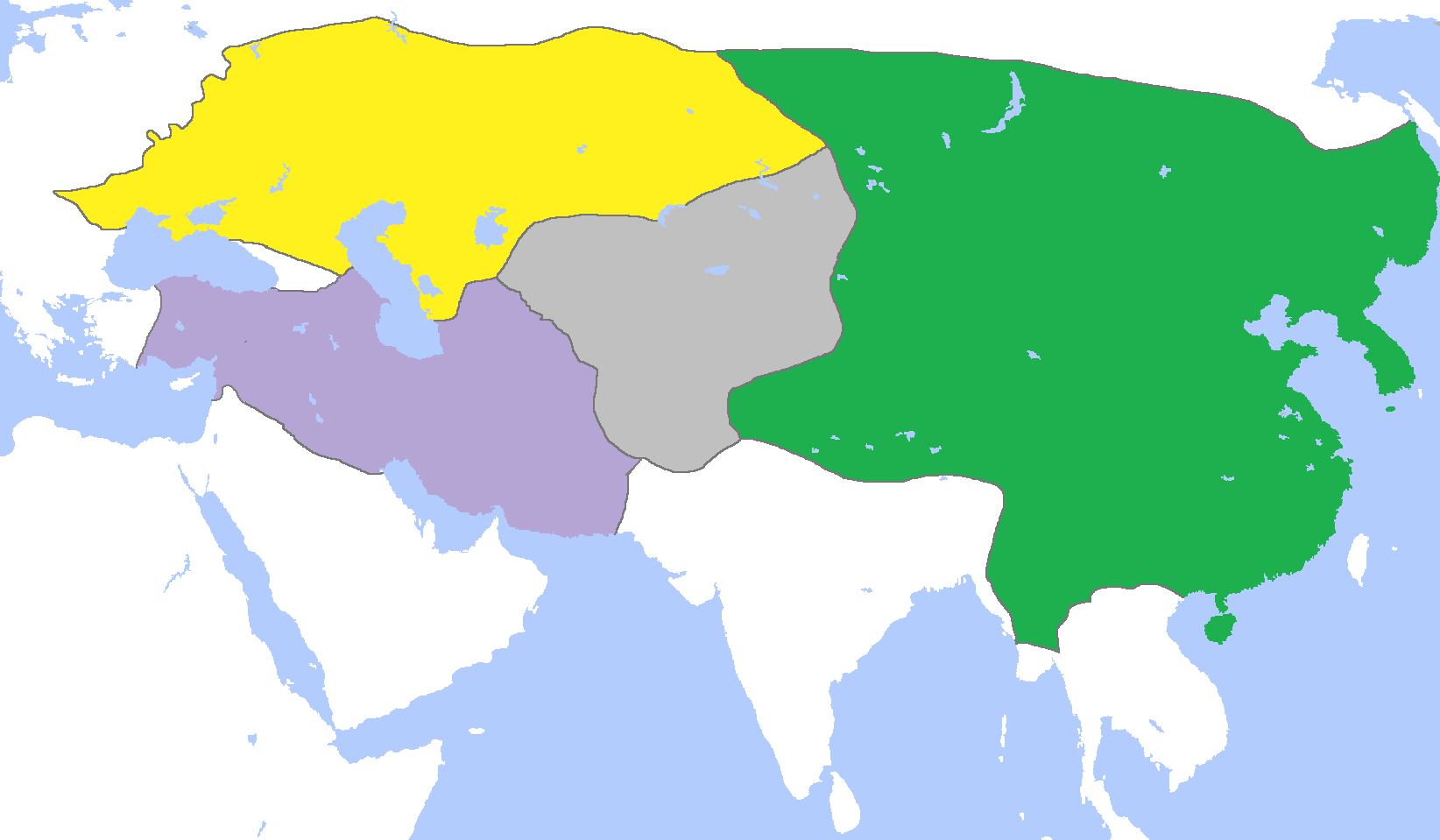
الدُول التي تكوَّنت منها إمبراطوريَّة المغول بعد انتهاء الحرب الأهليَّة بين قوبلاي وأريق بوقا: خانيَّة القبيلة الذهبيَّة (الصفراء) وإلخانيَّة فارس (البنفسجيَّة)، والدولة الجغتائيَّة (الرماديَّة) ومملكة يوان (الخضراء).

لم يرَ بركة مانعًا من عدم الإخلاص لِلخاقان الأعظم منكو طيلة حياته، على الرُغم من المرارة التي شعر بها، لِأنَّ منكو جعل بلاد القفقاس وما جاورها، وهي أصلًا تابعة لِمغول القبيلة الذهبيَّة، من نصيب هولاكو. ويُمكن استنتاج ذلك من السكَّة المضروبة في عهده، وقد ضُرب على أحد الوجهين عبارة «منكو الخاقان الأعظم» وعلى الوجه الآخر عبارة «نُقُود البُلقاري»، والمعروف أنَّ البُلقار كانت آنذاك المكان الوحيد لِضرب النُقُود في خانيَّة القبيلة الذهبيَّة. وعندما تُوفي منكو في سنة 657هـ المُوافقة لِسنة 1259م اندلعت الحرب الأهليَّة في الإمبراطوريَّة المغوليَّة. فالنزاع الذي جرى على الساحة بين الأخوين قوبلاي وأريق بوقا، والذي استمرَّ أربعة سنوات (658 - 662هـ \ 1260 - 1264م)، قسَّم المغول. فقد ساند بركة أريق بوقا واعترف به وارثًا شرعيًّا لِعرش الإمبراطوريَّة المغوليَّة، في حين ساند هولاكو قوبلاي، وعندما انتصر هذا الأخير وأضحى خاقانًا أعظمًا، وقع بركة في عُزلةٍ سياسيَّةٍ تامَّة، فقطع جميع علاقاته مع عاصمة الخاقان الأعظم، وهي خان بالق، واستقلَّ عن المغول العظام، وقد نتج عن هذه الحالة ما يلي: اختفاء اسم الخاقان الأعظم من على قطع النُقُود المسكوكة في بلاد القبيلة الذهبيَّة مُنذُ سنة 658هـ المُوافقة لِسنة 1260م، ولِهذه الظاهرة أهميَّتها الخاصَّة لِأنَّ العملة في تلك الأيَّام كانت رمزًا لِوُجُود السُلطة الشرعيَّة، كما ضُربت نُقُودٌ في البُلقار تحمل اسم أريق بوقا، ولم تعد قوائم أسماء خوانين مغول القبيلة الذهبيَّة تحملُ، في مملكة يوان الصينيَّة (مقر حُكم قوبلاي خان)، اسم بركة. وبرز عداءٌ شديدٌ ومُستحكم بين بركة وهولاكو نصير قوبلاي، وشكَّلت بلاد ما وراء النهر إسفينًا حاجزًا بين دولتيّ المغول العظام في الصين والدولة الإلخانيَّة في إيران الصديقتين، الأمر الذي أدَّى إلى عزل خانيَّة القبيلة الذهبيَّة، فأضحت خارج المُجتمعات المغوليَّة بِعامَّة والمغول الإلخانيين بِخاصَّة.

### الصراع مع الروس والأوروپيين

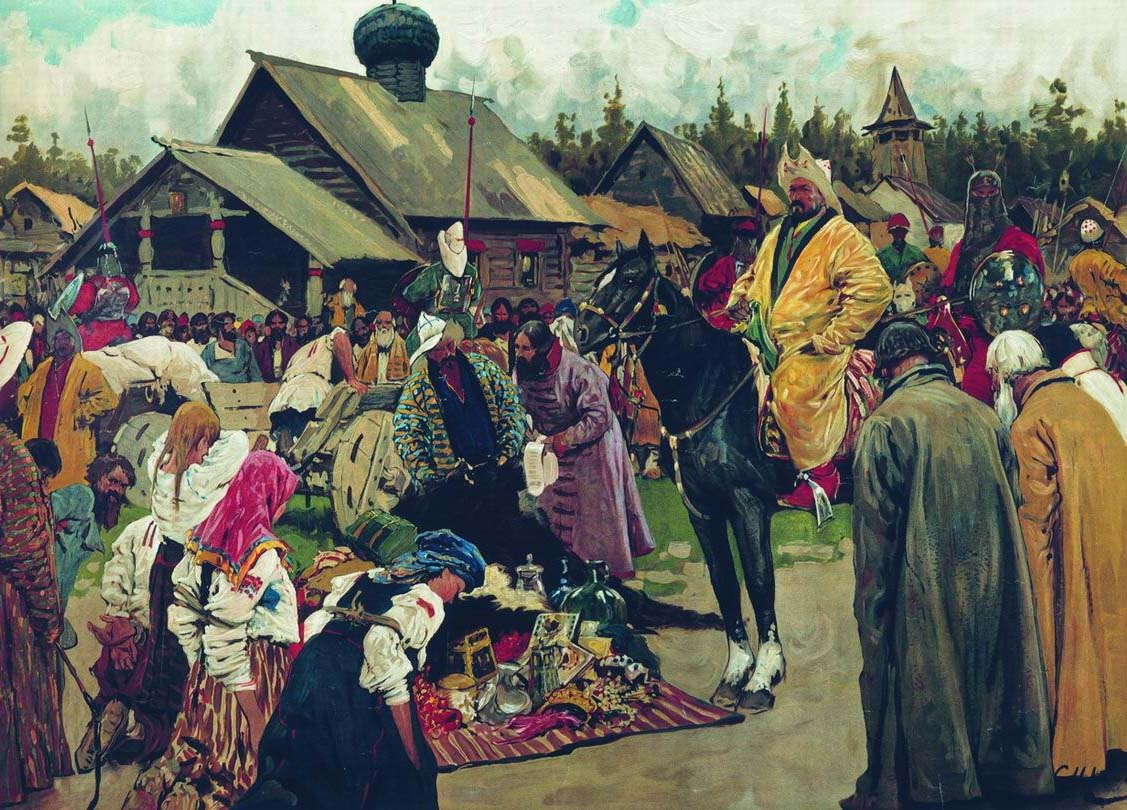
داروغجي (جابي الضرائب) مغولي في إحدى المُدن الروسيَّة.

لم يعمد المغول، بعد سيطرتهم على البلاد الروسيَّة، إلى تغيير أوضاعها الداخليَّة بِشكلٍ مُباشر، وظلَّت القوانين والأعراف الروسيَّة هي السائدة، كما أنَّهم لم يُغيِّروا حُكَّام الولايات طالما قدَّموا لهم فُرُوض الولاء والطاعة، وظلَّ مُلَّاك الأراضي على وضعهم الحُقُوقي لِأنَّ المغول، كشعبٍ بدويٍّ، فضَّلوا التمركز في السُهُول الشرقيَّة والجنوبيَّة الواسعة. والمعروف أنَّ الخواقين العظام كانوا، مُنذُ عهد گُيوك خان، يُرسلُون الجُباة إلى الروسيا لِجمع الضرائب المفروضة على الروس، ويبدو أنَّ هؤلاء كانوا يشتطُّون في تحصيلها، كما أنَّهم كانوا يستعبدون واحدًا من كُلِّ ثلاثة أولاد، بِالإضافة إلى كُلِّ الأشخاص العازبين الذين يعجزون عن دفعها، والجدير بِالذكر أنَّ ضريبة الرُؤوس كانت تُفرض على الشخص من دون تمييز بين الغني والفقير والشاب والعجوز، ولا يُشترط أن تُدفع نقدًا وإنما كانت تُدفع عينًا في بعض الأحيان، ومقدارها خمسة أردية من جلد دُبٍّ قُطبيّ أو ثعلبٍ أسود. استنزفت هذه السياسة الضريبيَّة موارد الأهالي الروس، وأرهقت كافَّة الطبقات الاجتماعيَّة، ولم يلبث الوضع أن انفجر في سنة 660هـ المُوافقة لِسنة 1262م، فقد ثار سُكَّان مُدُن ڤلاديمير وسوزدال وروستوڤ ضدَّ جامعي الضرائب من المغول، وقبض سُكَّان مدينة ياروسلاڤ على أحدهم ويُدعى «زوزيموس»، وهو راهبٌ مسيحي اعتنق الإسلام، وقتلوه ورموا بِجُثَّته لِلكلاب، الأمر الذي أغضب بركة خان، ودفع كبير أُمراء الروس إسكندر بن ياروسلاڤ نيڤيسكي إلى الذهاب إلى سراي لِمُعالجة الموقف المُتفجِّر وتجنيب بلاده ويلات الانتقام، وإذ قدَّم اعتذارًا لِلخان وأقنعه بِأنَّ سبب الحادث يعود إلى التعصُّب الديني وليس التمرُّد على السُلطات المغوليَّة؛ فقد أعفاه بركة من الغرامات المطلوبة، وبِذلك أنقذ هذا الأمير إمارته من انتقام المغول وجنَّب بلاده ويلات الحُرُوب. 

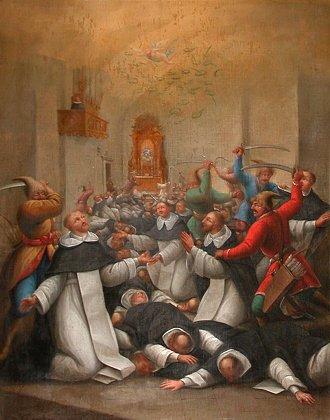
المغول يفتكون بِالرُهبان الدومينيكان بعد اقتحامهم مدينة ساندومير خلال حملتهم على بولونيا، ردًا على الدعوة إلى حملةٍ صليبيَّةٍ ضدَّهم.

أمَّا في أوروپَّا، فقد كان دانيال ملك غاليسيا يُهاجم جيرانه النصارى مُحققًا النصر تلو الآخر، ولمَّا اغترَّ بنجاحه قرَّر نقل نشاطه شرقًا لِمُحاربة المغول الذين كانوا يُغيرون على بولونيا وغاليسيا بين الحين والآخر، وسانده حُلفاؤه البولونيُّون والمجريُّون. والمعروف أنَّ المغول دخلوا پودوليا السُفلى واحتلُّوا باكوتا قبل أن يطردهم ليون بن دانيال منها. وقد شجَّع هذا الانتصار الملك الغاليسي فاحتلَّ المُدُن الواقعة بين نهر البوغ وتتاريڤ الخاضعة لِحُكم المغول، وحصَّنها، وحاول حصار كييڤ. لم يتأخَّر الرد المغولي، فقاد «بورونداي»، أحد القادة الذين صحبوا باطو في حملاته ضدَّ المجر، حملةً عسكريَّةً اصطدمت بِدانيال وأجبرته على طلب الصُلح، فأرسل أخاه «ڤازيلكو» وابنه وأُسقُف كولم، المدعو يُوحنَّا، إلى القائد المغولي، يحملون الهدايا، فطلب القائد المغولي أن يقوم دانيال بِتدمير المُدن التي بناها حديثًا، ومنها دانيلوڤ وستوباك وكرمنتس ولوتسك ولڤيڤ، فدمَّرها وأحرق تحصينات ڤلاديمير في ولاية ڤولينيا. خشي الأُمراء البولونيُّون من طوفان الجُيُوش المغوليَّة الذي راح يُهدِّد بلادهم، فاستنجدوا بِالبابا إسكندر الرابع، فأصدر هذا منشورًا في 22 جُمادى الآخرة 656هـ المُوافق فيه 26 حُزيران (يونيو) 1258م طلب بِموجبه من الدومينيكان في ألمانيا وبوهيميا وموراڤية وپوميرانيا بِتجهيز حملةٍ صليبيَّةٍ ضدَّ المغول، كما أصدر في 19 ذي الحجَّة المُوافق فيه 17 كانون الأوَّل (ديسمبر) منشورًا مُماثلًا حثَّ بِموجبه الفُرسان التُيُوتون في مملكة ليتوانيا على الاشتراك بِالحملة. والواقع أنَّ الحملة الصليبيَّة لم تُؤدِّ إلى نتيجةٍ إيجابيَّةٍ بِفعل نُشُوب النزاعات الداخليَّة بين المُشتركين فيها. وهاجم في هذه الأثناء جيشٌ مغوليّ، بِقيادة «نوقاي» و«تلابوقا»، بولونيا، وانضمَّت إليه قُوَّة غاليسيَّة بِقيادة ابنيّ دانيال ليون ورومان وأخيه ڤازيلكو، وحاصر هذا الجيش مدينة لوبلين، ثُمَّ عبر نهر الڤستولا ودمَّر تحصينات زاڤيكوست وليسن، واقترب من مدينة ساندومير، فعرض المغول على قائد حاميتها «بُطرس أوكريمبن» المُحافظة على أرواح السُكَّان مُقابل الاستسلام، فوافق على عرضهم، إلَّا أنَّهم نكثوا بِوعدهم، وارتكبوا مذبحةً مُروِّعة بِحق الأهالي عندما دخلوا المدينة في 6 صفر 657هـ المُوافق فيه 2 شُباط (فبراير) 1259م، كما هاجموا مدينة كراكوف ودمَّروها. نتيجةً لِهذا التطوُّر العسكري السلبي، دعا أساقفة بولونيا إلى تشكيل حلفٍ صليبيٍّ آخر لِلتصدِّي لِلزحف المغولي، وأجبروا الفُرسان التُيُوتون الذين كانوا يُحاربون الليتوانيين والبروسيين على الاشتراك فيه. اختار المغول شتاء سنة 662هـ المُوافقة لسنتيّ 1263 و1264م لِبدء عمليَّاتهم العسكريَّة حيثُ الأنهار مُجمَّدة ويسهل العُبُور عليها، فاجتاحوا بولونيا، غير أنَّهم تعرَّضوا لِلهزيمة في معركة بوستان على يد بُطرس أمير كراكوف. عند هذه المرحلة، وصلت قُوَّة مغول القبيلة الذهبيَّة إلى الذُروة في صراعها مع أوروپَّا.

### حرب المغول الإلخانيين

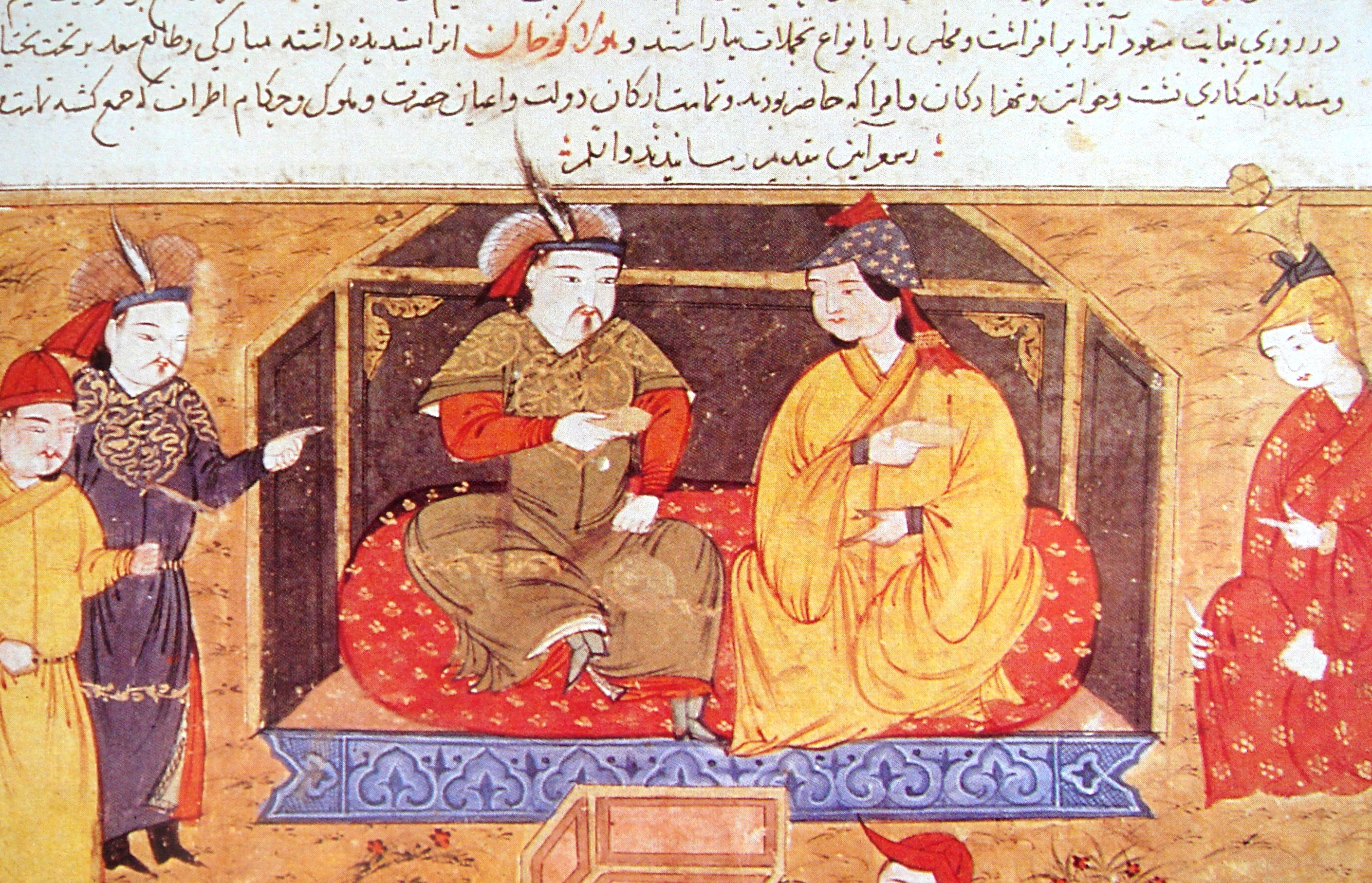
هولاكو وزوجته دوقوز خاتون مُتربعان على تخت المُلك.

اتَّسمت العلاقة بين بركة وهولاكو بِالعدائيَّة، وكان لِذلك علاقة بِمدى ما شجر بين دولتيهما من نزاعٍ حول امتلاك الأطراف المُتاخمة لِبحر الخزر (قزوين) وأذربيجان، وكان من المُتوقَّع أن تكون من أملاك أبناء جوجي، استنادًا إلى التقسيم الذي نفَّذه جنكيز خان. وعندما أرسل منكو خان أخاه هولاكو، على رأس حملةٍ إلى فارس، كوَّن هُناك مملكةً مُستقلَّةً هي الدولة الإلخانيَّة، ضمَّت بلاد أذربيجان وما جاورها، ورفض هولاكو التنازل عنها والاعتراف بِحُقُوق أولاد جوجي فيها، ما دفع هؤلاء إلى انتزاع حُقُوقهم بِالقُوَّة. وعندما انتهى هولاكو من الاستيلاء على بقيَّة إيران والمشرق الإسلامي، وجَّه اهتمامه لِلقضاء على أعدائه ومُناوئيه، وفي مُقدِّمتهم ابن عمِّه بركة خان، وكان هذا قد اغتمَّ عندما انتصر خصمه على ممالك الشرق الإسلامي واستولى على العراق ودمَّر بغداد وقتل الخليفة العبَّاسي المُستعصم بِالله من دون أن يستشير أحدًا من أُمراء المغول، وقرَّر أن ينتقم من هولاكو ويُطالبه بِدماء الأبرياء، متى سنحت له الفُرصة. وممَّا زاد الطين بلَّة اتهام هولاكو لِأحد أُمراء فرع جوجي المُنضوين إلى جيشه بِمُمارسة السحر والشعوذة ضد هولاكو نفسه. فأُعدم بعد الحُصُول على إذنٍ من بركة خان، كما تُوفي اثنان من الأُمراء الذهبيين في الجيش الإلخاني بِشكلٍ مُثيرٍ لِلريبة، إذ أنَّ بركة خان كان قد أرسل لابن عمِّه - مُضطرًّا - فرقةً عسكريَّةً اشتركت في الحملة على العراق. وحتَّى يُقوِّي موقفه، تقرَّب بركة من المماليك، الذين كانوا يُمثلون آنذاك القُوَّة الإسلاميَّة الرئيسة في المشرق، ورحَّب السُلطان سيف الدين قُطُز بِالتحالف ضدَّ عدوُّهما المُشترك، الذي تمثَّل في مغول فارس، فسحب بركة فرقته العسكريَّة من العراق وأرسلها إلى القاهرة لِدعم المماليك، مُشكلًا اتحادًا غير مُتوقَّع، ولِأوَّل مرَّة، مع قُوَّةٍ أجنبيَّةٍ ضدَّ إخوانه المغول، الأمر الذي سهَّل انتصار المُسلمين في معركة عين جالوت، هذا في الوقت الذي تشدَّد فيه هولاكو في مُساندته لِلنصارى، مدفوعًا من زوجته النُسطُوريَّة دوقوز خاتون. أضف إلى ذلك، كانت شواطئ بحر البنطس (الأسود) الشماليَّة تُشكِّلُ مراكز تصدير الرقيق الأبيض إلى مصر، الأمر الذي أمَّن استمرار تدفُّق القُوَّة البشريَّة والعسكريَّة لِلنظام المملوكي، وقد أدرك هولاكو هذا الأمر وطالب بركة خان بوقف بيع المماليك إلى مصر، فلَم يلقَ طلبه آذانًا صاغية. وشكَّل امتناع هولاكو عن إرسال خُمس الغنائم التي يحصل عليها، والتي كان جنكيز خان قد قرَّرها لِأُسرة جوجي، عاملًا آخر لِدفع النزاع بين مغول إيران ومغول القفجاق باتجاه الصدام.

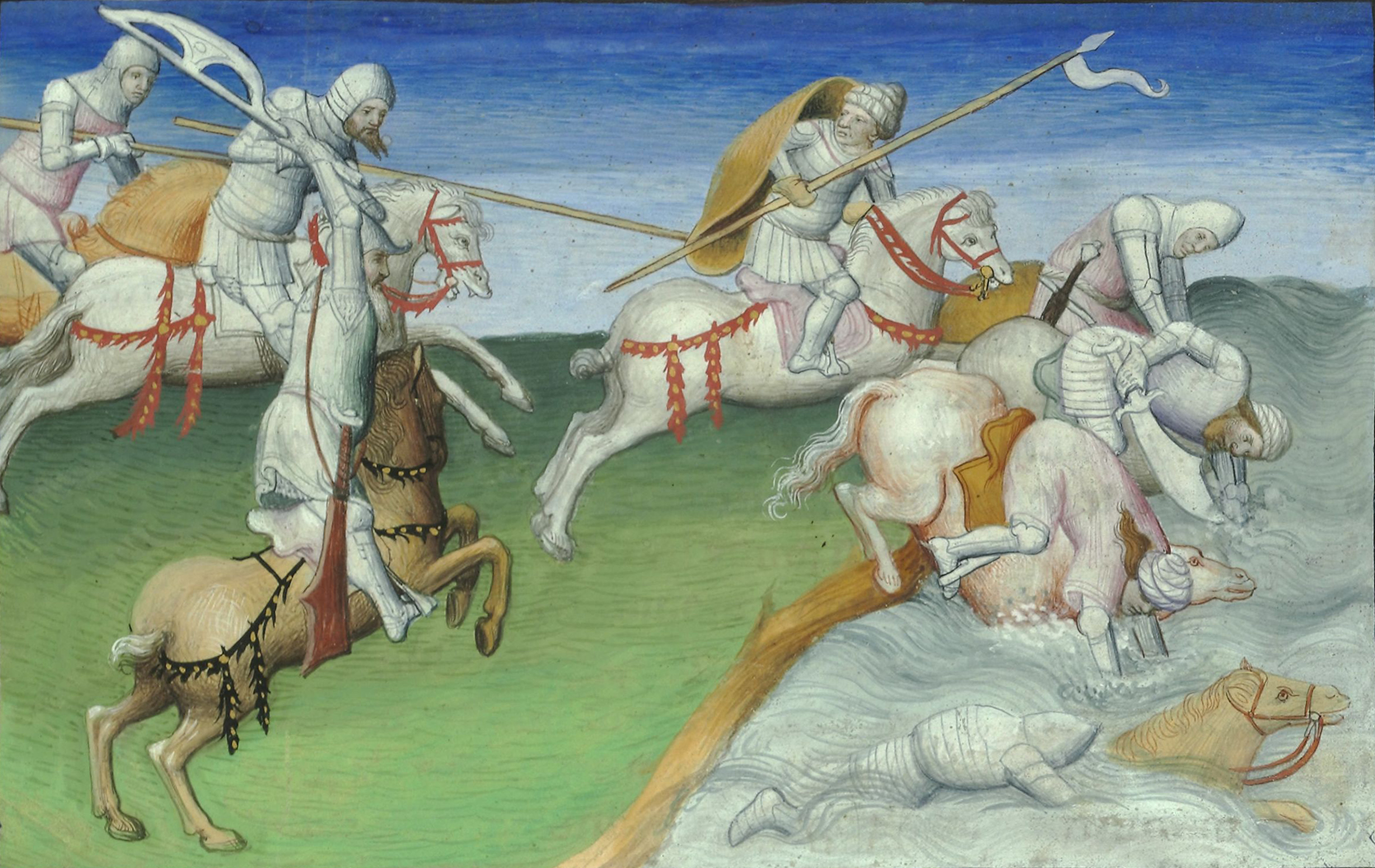
رسمٌ أوروپيّ يُصوِّرُ واقعة نهر ترك بين مغول القفجاق والإلخانيين.

أرسل بركة خان في سنة 660هـ المُوافقة لِسنة 1262م جيشًا كبيرًا مُؤلَّفًا من ثلاثين ألف مُقاتل بِقيادة قريبه «نوقاي»، لِمُحاربة هولاكو، فعبر باب الأبواب وعسكر في ظاهر شروان. فلمَّا بلغ هولاكو ذلك خرج من مصيفه في ألاطاغ على رأس جيشٍ مُؤلَّف من فرقٍ عسكريَّةٍ من مُختلف أنحاء الإلخانيَّة، وجعل على طليعته شيرامون بن جُرماغُون، ولمَّا وصل إلى حُدُود شروان تصدَّى لهُ نوقاي وهزمه وقتل كثيرًا من أفراد طليعته وعاد إلى مُعسكره مُنتصرًا. عند هذه المرحلة من المُواجهات أرسل هولاكو مددًا لِقُوَّاته المُقاتلة بِقيادة ابنه أباقا، فهاجم قُوَّات نوقاي وانتصر عليها، مما أتاح لِقُوَّات هولاكو أن تتقدَّم إلى شماخى وسيطرت عليها، في شهر مُحرَّم 661هـ المُوافق فيه شهر تشرين الثاني (نوڤمبر) 1262م، وتابعت زحفها نحو باب الأبواب، فاصطدمت بِقُوَّات نوقاي وأزاحتها عن مواقعها، وعبرت باب الأبواب وطاردتها داخل أراضي القبيلة الذهبيَّة، وتوغَّلت فيها مسافة خمسة عشر يومًا من دون أن تُصادف مُقاومة. ويبدو أنَّ لِذلك علاقة بِمدى ما خطَّط له بركة من واقع السماح لِقُوَّات عدُوِّه أن تتوغَّل في أراضيه قبل أن ينقض عليها. وإذ اعتقد هولاكو أنَّهُ سيطر على بلاد عدوُّه، أرسل ابنه أباقا على رأس قُوَّاتٍ عسكريَّةٍ كبيرة لِيُغير على منازل السُكَّان، فعبر نهر ترك في شهر جُمادى الأولى 661هـ المُوافق فيه شهر آذار (مارس) 1263م، ففاجأه بركة عند النهر وانتصر عليه. ولم يستطع أباقا سوى النجاة بِنفسه مع قلَّة من فُلُول جيشه في حين سقط الآخرون قتلى تحت ضربات السُيُوف، أو غرقًا في نهر ترك. لم يتحمَّل هولاكو، الذي كان في تبريز، آثار تلك الهزيمة، وقد أثَّرت على معنويَّاته، فأقدم على قتل جميع تُجَّار عدُوِّه الذين كانوا في بلاده. ولمَّا نظر بركة خان كثرة القتلى في هذا الصراع قال: «يَعِزُّ عَلَيَّ أَن يَقتُلَ المَغُولُ بَعضَهُم بِعضًا، وَلَكِن كَيفَ الحِيلَةُ فِيمَن غَيَّرَ سُنَّةَ جَنكِيز خَان».

### توسُّع النزعات الإسلاميَّة بعد بركة خان
تُوفي بركة خان في ربيع الآخر 665هـ المُوافق فيه كانون الثاني (يناير) 1267م، وهو في طريقه لِمُحاربة أباقا بن هولاكو، وأُلغُو خان خانية جغتاي، إذ كان الأخير يُلح على هولاكو بغزو الأقاليم الخاضعة لِبركة زاعمًا أن المذكور قتل جميع أقاربه فيها سنة 1252م، وعندما أعلنت نُخب المُسلمين وكبار أفراد القبيلة الذهبيَّة في بُخارى وسمرقند ولائهم لِبركة، قام أُلغُو بِقتل كُل الذهبيين في بلاده، ثُمَّ اتجه مع هولاكو إلى خوارزم وقتلوا جميع أفراد القبيلة الذهبيَّة وباعوا أسراهم عبيدًا، ولم يتركوا على قيد الحياة سوى رجال الخاقان الأعظم قوبلاي. دفع هذا الأمر بركة خان إلى التوجُّه لِقتال أقاربه، لكنَّ وفاته جعلت عساكره ترجع من حيثُ أتت، ولم يلبث أُلغُو خان أن تُوفي هو الآخر بعد عدَّة شُهُور. خَلَف بركة «منگو تيمور بن طغان بن باطو»، وقد رشَّحهُ الخاقان الأعظم قوبلاي لِهذا المنصب، ووافق أركان الدولة على توليته. والواقع أنَّهُ كان مُرشَّحًا لِتولِّي الأمر في حياة بركة، وينحدر هذا الخان من ناحيتيّ الأب والأُم إلى جنكيز خان. ويبدو أنَّ منگو تيمور لم يكن مُسلمًا، إذ تصمت المصادر عن ذكر أيِّ شيءٍ يتعلَّق بِإسلامه، كما خلت السكَّة التي ضربها من أيِّ شعاراتٍ إسلاميَّة، وعلى الرُغم من ذلك، فإنَّهُ لم يُعادِ الإسلام والمُسلمين، ولم يقف عائقًا أمام انتشار تعاليم هذا الدين، كما أنَّهُ واصل سياسة بركة بِالتحالف مع المماليك، فتبادل معهم الرُسل والرسائل بِشأن استمرار الحلف والتنسيق ضدَّ أباقا خان ومغول فارس، وقد أثَّرت هذه العلاقة الوطيدة والمُنتظمة في نقل التأثيرات الإسلاميَّة من مصر والشَّام، فضلًا عن التأثيرات القادمة من وسط آسيا من بُخارى وسمرقند، وذلك في مضمار الدين والعقائد والفُنُون والطِّب، فشُيِّدت المساجد والأبنية والقُصُور في شبه جزيرة القرم على يد المعماريين المصريين والشِّوام، وزُيِّنت قُصُور سراي بِالفُسيفساء ورُسُوم الجُدران، وظهرت البُيُوت الضخمة المبنيَّة بِالحجر والمُزيَّنة بِالزخارف، والقُبُور والأروقة، وأنظمة التدفئة المركزيَّة من خلال الأرضيَّات المُبلَّطة بِالخشب الصلب، وأُقيمت السُدُود في سراي لِتأمين المياه لِلأقنية والطاقة المائيَّة المُستعملة في المصانع.
أثمرت سياسة التعاون بين الدولتين، الذهبيَّة والمملوكيَّة، في اعتناق بعض أُمراء المغول الدين الإسلامي، كان من بينهم «نوقاي»، الذي أرسل رسالةً إلى السُلطان المنصور سيف الدين قلاوون يُخبره فيها بِاعتناقه الإسلام، وأنَّهم، هو وقومه، مُخلصون لِلسُلطان المملوكي ويأتمرون بِأمره، وهُم طوع بنانه، الأمر الذي يدُل على أنَّ التحوُّل إلى الإسلام كان ظاهرةً مُستمرَّة، هذا على الرُغم من أنَّ منگو تيمور عقد صُلحًا مع مغول فارس بعدما فرضه عليه الخاقان الأعظم قوبلاي، وسمح بِقيام نشاطٍ أرواحيٍّ ومسيحيٍّ ضدَّ الإسلام، كما صادق الإمبراطور البيزنطي ميخائيل الثامن پاليولوگ. ويبدو أنَّ منگو تيمور اضطرَّ، تحت ضغط الظُرُوف السياسيَّة، إلى انتهاج سياسة سمحت لِلمُبشِّرين النصارى بِمُمارسة نشاطهم في بلاده، أمَّا تفاهمه مع الإمبراطور البيزنطي فقد أملاه القتال الذي جرى بينهما في سنة 668هـ المُوافقة لِسنة 1289م، بعد زواج قائده «نوقاي» من ماريَّة ابنة الإمبراطور، وكان لِهذه الصداقة أثرها وبِخاصَّة عند الأخذ بِعين الاعتبار الشُكُوك حول إسلام القائد المذكور، إذ قيل أنَّهُ كان يتظاهر بِالإسلام ويُخفي عقيدته الأرواحيَّة الي كان يدينُ بها. صاحب العلاقة السياسيَّة الطيِّبة مع الدولة المملوكيَّة علاقة تجاريَّة، بِالإضافة إلى التآلف الثقافي، فكانت ترد من مصر البضائع التجاريَّة، مثل المنسوجات الناعمة الجميلة، والفواكه المُختارة، والعُطُور النادرة، وحتَّى الحيوانات الغريبة وما شابهها، وكان السُفراء المغول يجلبونها عند عودتهم كهدايا لِسيِّدهم ولِحاشيته وبطانته. وقد أمدَّت قاعدة الڤولغا وسواحل بحر البنطس (الأسود) مصر بِالمماليك، أي بِالجُنُود، مُقابل إرسال مصر الصُنَّاع والحرفيين والعُلماء المُسلمين الذين كان لِنشاطهم أثرٌ بالغٌ في تطوُّر المغول في الروسيا. وهكذا اكتسبت المعالم الحضاريَّة على نهر الڤولغا مظاهر إسلاميَّة آتية من حوض البحر المُتوسِّط بِخاصَّة، وتوطَّدت قبضة الثقافة الإسلاميَّة على الشُعُوب المغوليَّة على ضفاف الڤولغا.

### الاضطرابات والحُكم المُزدوج

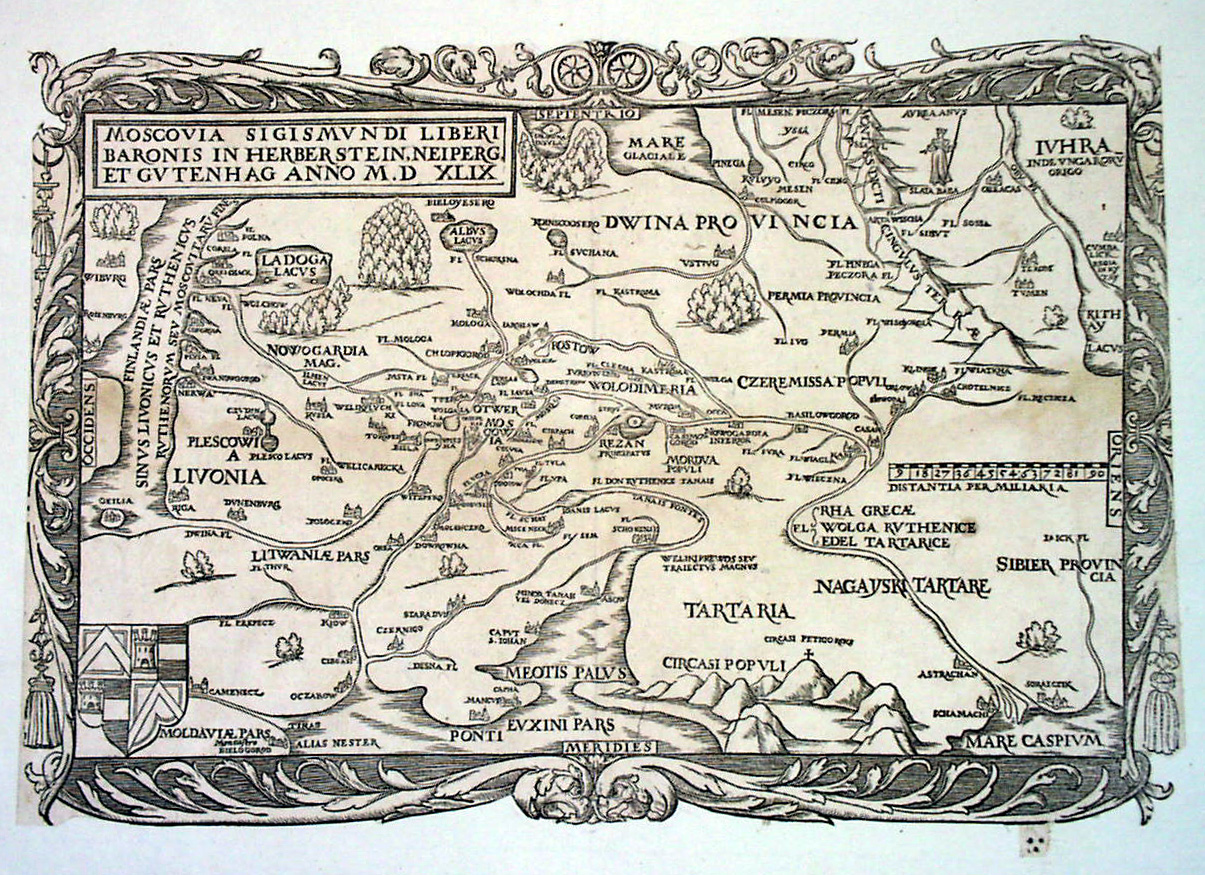
مناطق الڤولغا السُفلى التي سيطر عليها نوقاي خان وأنشأ فيها ما يُشبه المملكة المُستقلَّة.

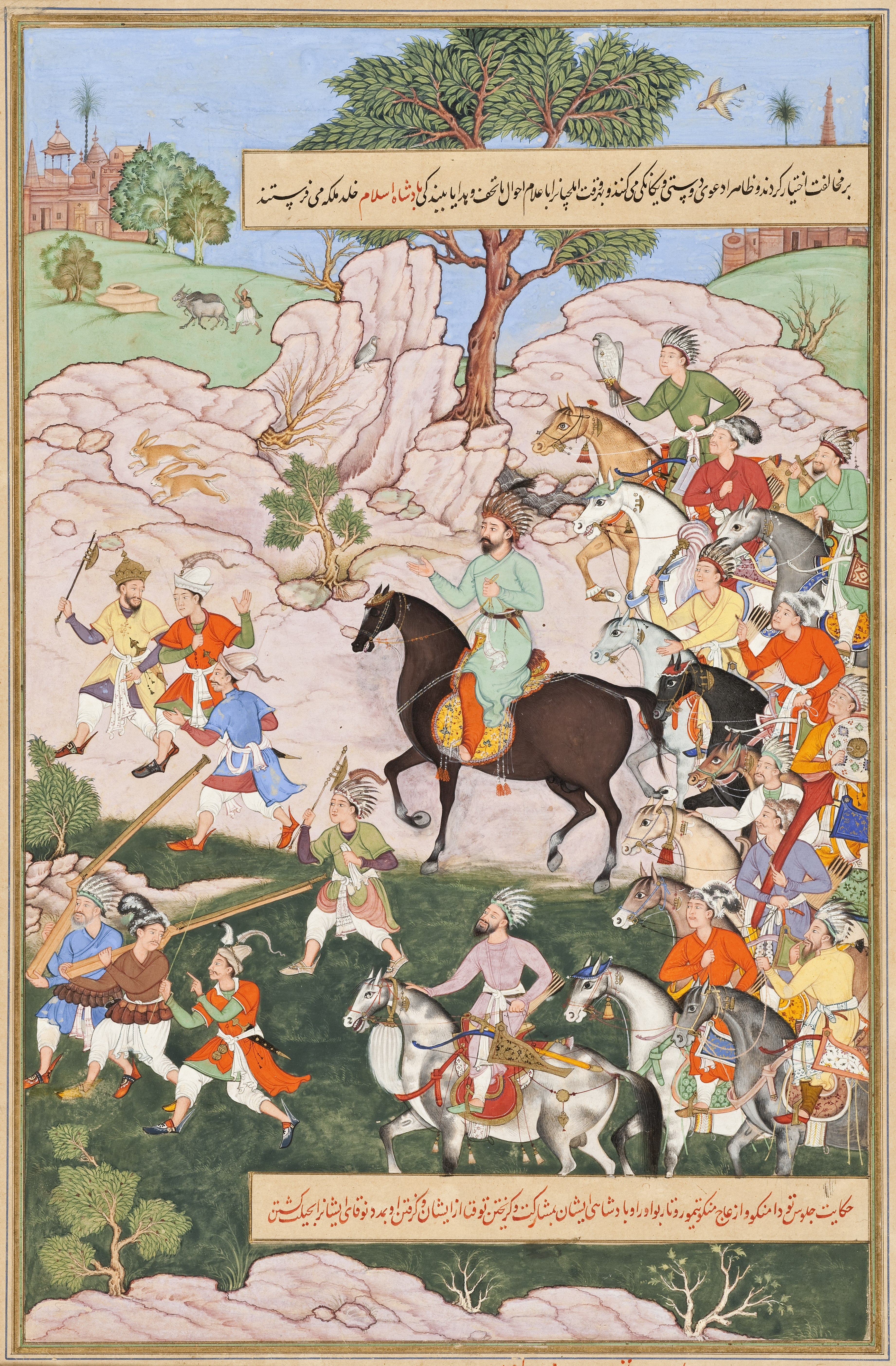
مُنمنمة مغوليَّة هنديَّة تُصوِّر تدان منگو.

تُوفي منگو تيمور في ربيع الأوَّل 679هـ المُوافق فيه تمُّوز (يوليو) 1280م، وخلفه أخوه المُسلم «تدان منگو»، وكان رجُلًا صالحًا زاهدًا في الدُنيا. وفي ذات الوقت كان القائد «نوقاي» قد استطاع أن يجمع القبائل المغوليَّة في السُهُوب الواقعة شمال وشمال شرقيّ بحر البنطس (الأسود) ويجعلها مملكة واحدة خاضعة له. وكان نوقاي شيخًا قد عركته الحياة وعمل في الشُؤون العامَّة مُنذُ زمنٍ بعيد، وخاض حُروبًا كثيرة تحت راية منگو تيمور وبركة وباطو، ولهُ خبرة ومُمارسة بِالمكائد، فاستغلَّ زُهد تدان منگو لِيُدير أُمُور البلاد بِنفسه، فأصبح وكأنَّ هُناك خانان يحكُمان القبيلة الذهبيَّة. أبرم تدان منگو صُلحًا مع الخاقان الأعظم قوبلاي، واعترف بِهيمنته، مُنهيًا حالة العداء القائمة بين مملكة يوان الصينيَّة وخانيَّة القبيلة الذهبيَّة مُنذُ أيَّام بركة خان، كما عمد نوقاي إلى مُصالحة قوبلاي أيضًا واعترف بِتقدُّمه على سائر الحُكَّام المغول. كما حرص تدان منگو على استمرار العلاقات الجيِّدة بين دولته والمماليك، إذ لم يكد يتولَّى السُلطة في سراي حتَّى أرسل سفارةً إلى القاهرة، في سنة 682هـ المُوافقة لِسنة 1283م، تتكوَّن من فقيهين قفجاقيين، هُما «مجدُ الدين آتا» و«نُورُ الدين آتا»، وحمَّلهما كتابًا يتضمَّن إبلاغ السُلطان قلاوون بِأنَّهُ أسلم وجلس على تخت المُلك وأقام شرائع الإسلام، وأنَّهُ يطلب نعتًا يُسمَّى به، من أسماء المُسلمين، وعلمًا من الخليفة العبَّاسي وعلمًا من السُلطان، ونقَّارات لِيركب بِذلك ويُقابل أعداء الإسلام، وأوصى بِمُساعدة أعضاء البعثة في أداء فريضة الحج. فاهتمَّ السُلطان بِالسفارة، وأرسل السفيرين إلى مكَّة وجهَّزهما بما يحتاجان إليه، وبعد عودتهما من بلاد الحجاز، زوَّدهما بما طلب الخان، وأحسن إليهما، وأعادهما إلى دولتهما.

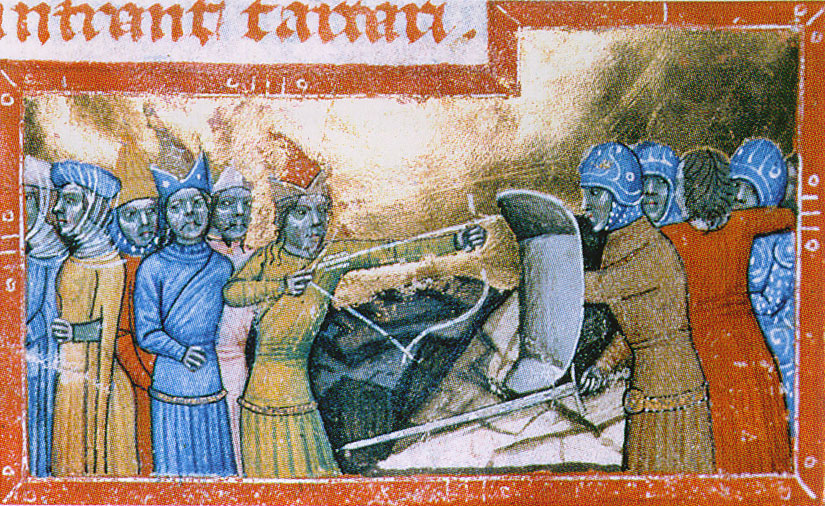
مُنمنمة أوروپيَّة تُصوِّرُ المغول ومعهم بعض السبايا (يسارًا) والمجريين ومعهم إحدى الأسيرات التي أنقذوها (يمينًا).

في سبعينيَّات القرن الثالث عشر الميلاديّ اجتاح نوقاي الإمبراطوريَّة البُلغاريَّة ومملكة ليتوانيا بِوحشيَّةٍ ظاهرة، مُستغلًّا الاضطرابات القائمة في البلاد البُلغاريَّة والصراع الدائر حول العرش، فحاصر المُدعي بِالحق فيه ميخائيل آسين في دراستر سنة 1279م، وأعدم زعيم المُتمردين والمُتسلِّط على العرش البُلغاري «إيڤاليو» سنة 1280م، وأجبر الإمبراطور الفعلي «جرجس الترتري» على اللُّجُوء إلى الإمبراطوريَّة البيزنطيَّة. وفي سنة 1284م أدخل نوقاي بلدة «إسحٰقجة» تحت الحُكُم المغولي بعد غزوةٍ كبيرةٍ لِلبلاد، وضُربت فيها السكَّة باسم الخان. وفي سنة 1292م، دعم نوقاي أحد النُبلاء البُلغار المدعو «سميلتز» حتَّى تربَّع على العرش وأطاح بِجرجس الترتري، فمثَّل عهد سميلتز ذروة الهيمنة المغوليَّة في بُلغاريا. كما أجبر المغول الملك الصربي «أسطفان ميلوتين» على الخُضُوع لهم، وأن يُرسل ابنه «أسطفان ديانسكي» رهينةً إلى بلاط نوقاي سنة 1287م. وفي سنة 684هـ المُوافقة لِسنة 1285م، رغب تدان منگو بِمُجاهدة وقتال الممالك المسيحيَّة المُجاورة لِدولته، فأرسل قائده نوقاي على رأس حملاتٍ عسكريَّةٍ لِغزو بعض البُلدان الأوروپيَّة، فغزا المجر بِالاشتراك مع «تلابوقا»، وأجبرا الأُمراء الغاليسيين على السير معهما إلى الحرب، غير أنَّ الحملة انتهت بِكارثة، إذ تعرَّض الجيش المغولي لِلدمار على يد المجريين بحيثُ اضطرَّ تلابوقا إلى الانسحاب مع النساء والأطفال سيرًا على الأقدام. في ذلك الوقت ازداد تأثير نوقاي وسُلطته داخل خانيَّة القبيلة الذهبيَّة، فقد لجأ إليه الأمير ديمتري بن إسكندر الپيريسلاڤلي لِطلب المُساعدة ضدَّ أخيه أندراوس، المدعوم من طرف الخان تدان منگو، الذي أجلسه على عرش إمارته وفرَّق شمل جُنُود ديمتري، فطلب الأخير من نوقاي أن يتدخَّل لِمصلحته، فاستجاب لِطلبه وأرسلهُ على رأس حملةٍ عسكريَّةٍ تمكَّنت من خلع شقيقه وتنصيبه مُجددًا على عرش إمارة ڤلاديمير، واضطرَّ تدان منگو، الذي كان يخشى سطوة نوقاي، إلى الاعتراف به حاكمًا على سوزدال، وخضع لهُ سُكَّان نوڤغورود.

راية نوقاي خان.

وفي سنة 686هـ المُوافقة لِسنة 1287م، اعتزل تدان منگو الحياة السياسيَّة وانقطع لِلعبادة والزُّهد ومُصاحبة الدراويش والمشايخ والصالحين، وقنع بِاليسير من الرزق، ورشَّح ابن أخيه تلابوقا بن منگو تيمور لِخلافته، فوافق أركان الدولة والأُسرة الحاكمة على ذلك. انغمس تلابوقا في الأحداث السياسيَّة التي جرت في الدولة الإلخانيَّة، فعلى أثر مقتل الإلخان المُسلم أحمد تكودار واعتلاء أرغون خان البوذي عرش الدولة، تصادمت التوجُّهات الدينيَّة لِكُلٍّ من الدولتين المغوليتين، ورغب تلابوقا بِالثأر لِنسيبه المُسلم، فأرسل حملتين عسكريتين إلى إيران، خرجت أوَّلها في 14 ربيع الآخر 688هـ المُوافق فيه 7 أيَّار (مايو) 1289م، والأُخرى في جُمادى الأولى 689هـ المُوافق فيه أيَّار (مايو) 1290م، لكنَّها فشلت في تحقيق أيِّ نصرٍ على الإلخانيين. وغزا تلابوقا بلاد الشركس بِالاشتراك مع نوقاي، فنهب وقتل ثُمَّ عاد، بِفعل دُخُول فصل الشتاء حيثُ تساقط الثلج وتعذَّر سير الجيش على الطُرُقات، فانفصل نوقاي بِقُوَّاته عن الجيش الرئيس وسار إلى مشتاه فوصل سالمًا، في حين عانى تلابوقا وعساكره من وعورة الطُرُق ومسالكها، فهلك مُعظمهم من شدَّة البرد ونفاذ المُؤن، واضطرُّوا إلى أكل دوابهم وكلاب صيدهم ولُحُوم من مات منهم، ولم يسلم منهم إلَّا القليل، فعزَّ ذلك على تلابوقا وتوهَّم أنَّ نوقاي إنَّما فعل ذلك به مكرًا ومكيدةً لِيُهلك عساكره ويُبيد عشائره حتَّى يستقل بِالبلاد، لِذلك أضمر لهُ الغدر وأبطن لهُ الشر، وصمَّم على الفتك به، فاستدعاه بِحُجَّة استشارته في أمرٍ ما. لكنَّ نوقاي فطن لما يُحاك له بِحُكم خبرته في الحُكم والحياة عُمومًا، فأرسل إلى والدة تلابوقا بِأنَّ عنده نصائح يودُّ لو ألقاها إلى الخان في خلوة. فانخدعت المرأة بِمضمون الكِتاب وأشارت على ابنها بِالمُوافقة والاجتماع بقائده والإصغاء إلى نصائحه، فاستجاب لها وفرَّق عساكره، وأرسل إلى نوقاي لِلحُضُور أمامه، فأعدَّ لهُ الأخير كمينًا وفاجأه أثناء الاجتماع بِعساكره، فطوَّقوه وقبضوا عليه، وسلَّمه نوقاي مع إخوته الذين كانوا معه إلى طُقطاي بن منگو تيمور، فقتلهم بِحُجَّة أنَّ تلابوقا اغتصب مُلك أبيه، وكان ذلك في سنة 690هـ المُوافقة لِسنة 1291م. عندما انتهى نوقاي من أمر تلابوقا، أجلس طُقطاي على تخت المُلك ورتَّب أُمُور دولته، وعيَّن إخوته «برلك» و«سراي بُغا» و«تدان» مُساعدين له، ثُمَّ عاد إلى أملاكه لِيستريح من عناء الصراع، غير أنَّهُ خشي من انتقام الأُمراء الذين ساندوا خصمه، فأمر طُقطاي بِالتخلُّص منهم، وكانوا ثلاثة وعشرين أميرًا، فقتلهم جميعًا، فاطمأنَّ بِذلك على وضعه السياسي.

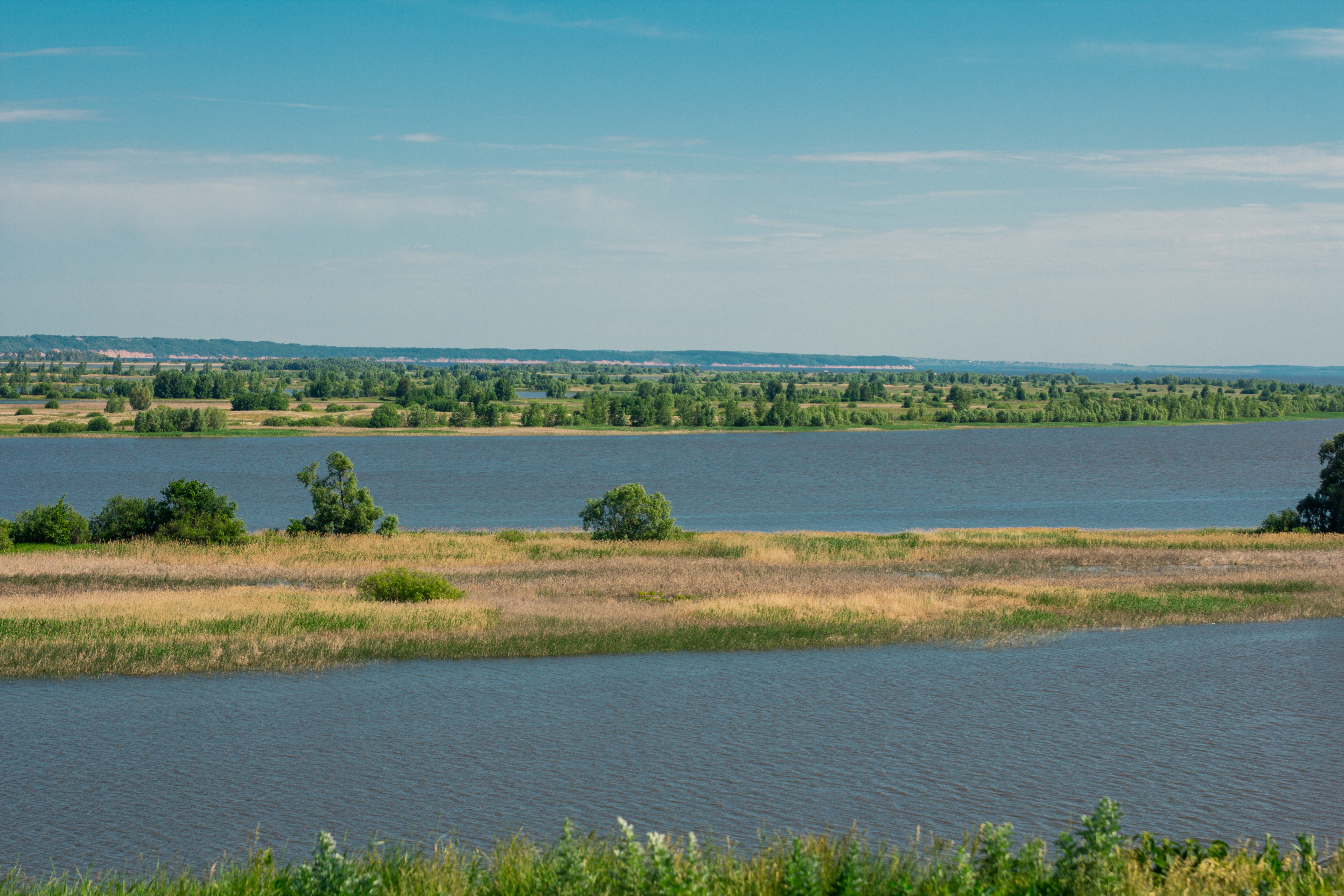
جانبٌ من نهر يصي.

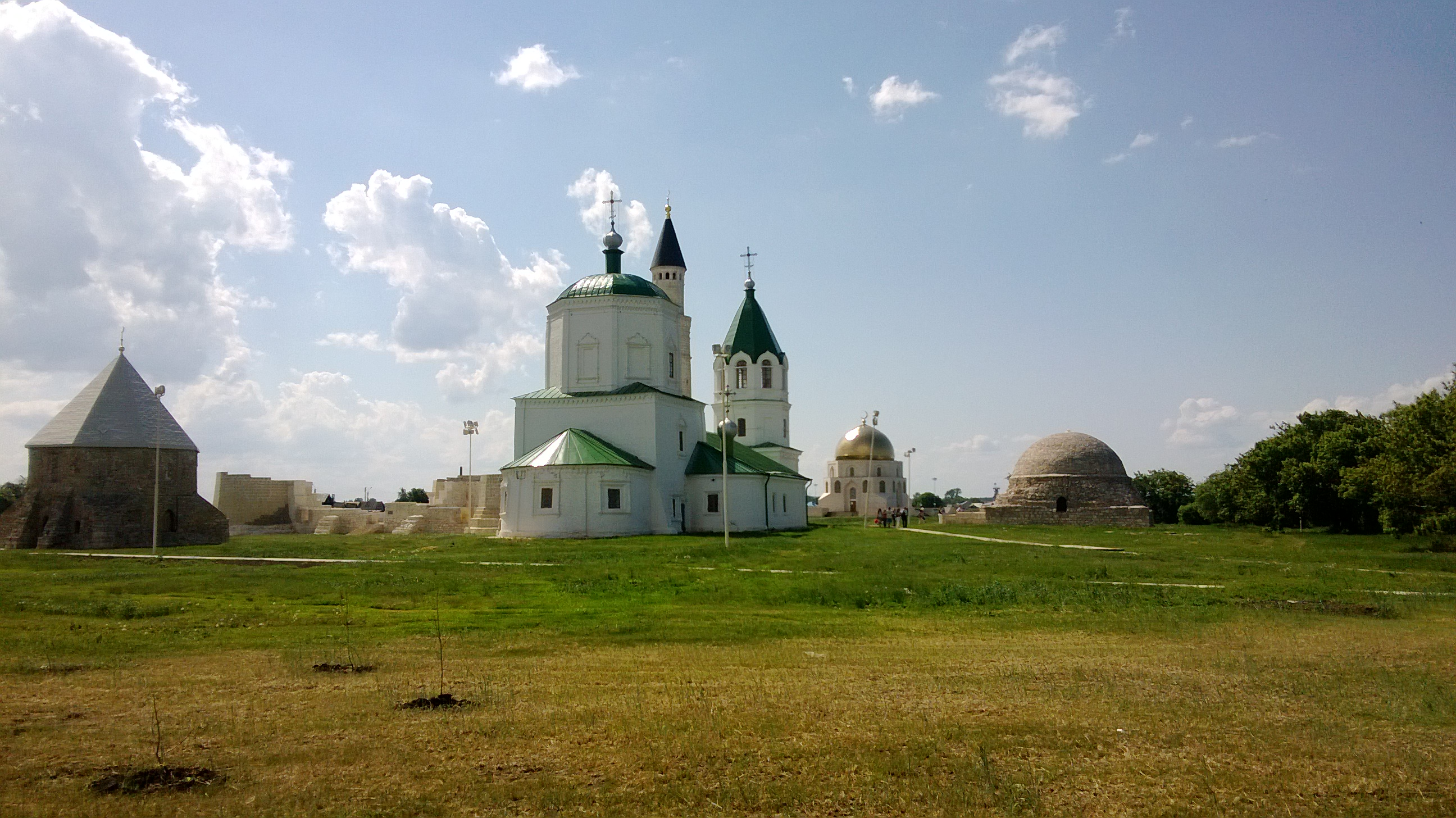
تُخُوم بلدة بُلقار حيثُ وقعت المعركة الأولى بين قُوَّات الخان طُقطاي وقُوَّات نوقاي.

لم تلبث الأوضاع أن انفجرت في خانيَّة القبيلة الذهبيَّة خِلال سنواتٍ قليلةٍ من اعتلاء طُقطاي العرش، وتحوَّل الأمر إلى حربٍ أهليَّةٍ بِفعل الصراع على النُفُوذ بين طُقطاي ونوقاي المُستبد بِشُؤون الدولة. والواقع أنَّ الخان لم يكن راضيًا عن تصاعد نُفُوذ أميره ولو كان يدين له بِالوُصُول على سُدَّة المُلك، وحتَّى يُضعف من سُلطته عليه تخلَّص من عبء إخوته الذين تطفَّل عليه بهم وجعلهم شُركاءه في الحُكم. وأجَّج هذا الصراع ما أقدم عليه نوقاي من قتل أرملة منگو تيمور في سنة 693هـ المُوافقة لِسنة 1294م بِحُجَّة أنها كانت تتحكَّم بِالمغول في عهد زوجها، وخِلال حُكم تدان منگو وتلابوقا، بِالإضافة إلى سوء مُعاملة ابنيه «جكا» و«تكا» لِزوجة طُقطاي، بيلق خاتون، فأوغرت صدر زوجها عليه وحرَّضته على قتله. وانتفض مُعظم الأُمراء، خِلال هذا الصراع، من حول طُقطاي بِفعل سوء مُعاملته لهم، وانضمُّوا إلى نوقاي الذي آواهم وأحسن إليهم، ولمَّا طلب طُقطاي منه إعادتهم لِيُحاكمهم، رفض الطلب، فغضب طُقطاي وقرَّر االتخلُّص منه. وفي سنة 697هـ المُوافقة لِسنة 1298م، أرسل طُقطاي رسولًا إلى نوقاي يحملُ محراثًا وسهم نشَّاب وحفنة من التُراب، فلمَّا وصل الرسول وعرض عليه ما يحمل، أدرك فورًا هدف طُقطاي. فالمحراث يرمز إلى اقتلاع نوقاي وأصحابه من الأرض، ويرمز السهم إلى إنزلهم به إلى الأرض إن هم صعدوا إلى الجو، أمَّا التُراب فيرمز إلى اختيار أرض القتال. وردَّ نوقاي بِرسالةٍ أعلن فيها استعداده لِلحرب. اشتبك الطرفان عسكريًّا على مرحلتين: جرت الأولى في سنة 697هـ المُوافقة لِسنة 1298م على نهر يصي عند كندلان في بلاد سقسين وبُلقار، وأسفرت عن انتصار نوقاي. وتراجع طُقطاي في جو الهزيمة القاتم باتجاه نهر الطونة (الدانوب)، فعبره مع من نجا من جُنده، فغرق بعضهم في النهر، ولم يُطارده نوقاي، وأمر بِعدم الإجهاز على الجرحى، واكتفى بِأخذ الغنائم والسبايا وعاد إلى بلاده، غير أنَّهُ ثبَّت أقدامه في شبه جزيرة القرم ونواحيها. وحدث في سنة 699هـ المُوافقة لِسنة 1300م أن دبَّ الخلاف بين نوقاي وبين أُمرائه، فانحازت جماعة منهم إلى طُقطاي ومعهم ثلاثون ألف مُقاتل، وقد شكَّلوا قُوَّةً ذات بأس، الأمر الذي أعطى طُقطاي مزيدًا من القُوَّة، فاستغلَّها، وجدَّد الحرب لِلأخذ بِثأره واسترداد ما استولى عليه نوقاي من أراضيه في الجولة الأولى. وجرى قتالٌ بين الطرفين انتهى بِهزيمة نوقاي وتفرُّق جُنده، وقُبض عليه بعد المعركة وقُتل على يد مُقاتلٍ روسيٍّ في صُفُوف طُقطاي. بعد هذا أقدم طُقطاي على قتل أبناء نوقاي الذين حاولوا استرداد مُلك أبيهم، واستصفى أملاكهم ووزَّعها على ولديه، مُعيدًا بِذلك الوحدة السياسيَّة إلى بلاد القبيلة الذهبيَّة. كان اعتلاء طُقطاي واستقراره على العرش المغولي في بلاد القفجاق حدثًا نوعيًّا في تاريخ مغول القبيلة الذهبيَّة، كونها كانت المرَّة الأولى التي يُرفع فيها الخان إلى السُلطة نتيجة حربٍ أهليَّة، وشكَّلت هذه الظاهرة مدخلًا لِلصراعات الداخليَّة في المُستقبل، الأمر الذي أدَّى إلى ضعف الدولة ومن ثُمَّ زوالها.

### بُرُوز الإمارة المسكوبيَّة على المسرح السياسي

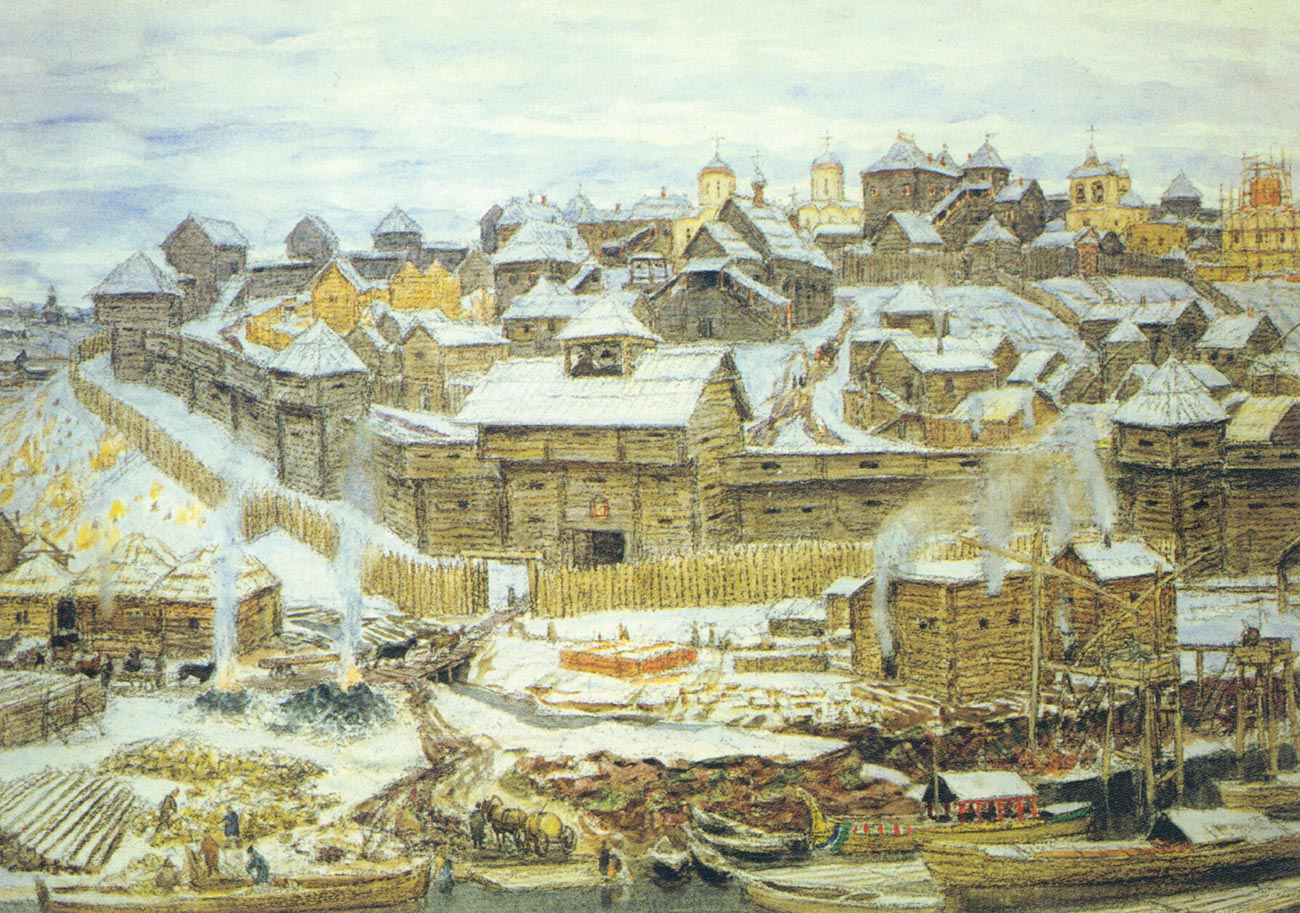
رسمٌ لِما كانت عليه مدينة مسكوب (موسكو) عاصمة عُمُوم الروس فيما بعد.

نعمت الإمارات الروسيَّة، في ظل حُكم المغول، بشيءٍ من الاستقلال الداخلي من دون أن يتنكَّر حُكَّامها لِماضيهم أن يبتعدوا عن تقاليدهم، على عكس ما جرى في الولايات الواقعة في الجنوب والجنوب الغربي. وقد نشبت بين هذه الإمارات نزاعات داخليَّة حادَّة، دفع بعضها إلى التماس المُساعدة إمَّا من المغول أو من البولونيين والليتوانيين، غير أنَّ المغول، وخُرُوجًا على توجُههم السياسي، لم يُشجِّعوا كثيرًا حركة الانقسام هذه، وفي ظل هذه الظُرُوف فتُرت العلاقة المغوليَّة - الروسيَّة، لِأنَّ الأُمراء الروس راحوا يهزأون بِالمُوظفين المغول، وكثُر اللُصُوص الذين كانوا يُمارسون أعمال السلب والنهب بِشكلٍ واسعٍ، فكان نتيجة ذلك، أن قلَّت الضرائب والعائدات التي كان يُحصِّلها الجُباة المغول الذين لم يعد لديهم القُوَّة الكافية لِتنفيذ طلبات الخوانين. وهكذا برزت فكرة إدارة شُؤون الضرائب وإعطائها لِلروس أنفسهم، وتبسيطًا لِلأُمُور، أن يختاروا من هذه الإمارات واحدة تتولَّى الصدارة وتُمارس السيطرة، فتنعم بِعطفهم ومُؤازرتهم، ويعهدون إليها بِجباية الضرائب والرُسُوم المفروضة وتحصيل الجزية، شرط أن تُخلص لهم. وقد أوتي أُمراء المسكوب من الكياسة السياسيَّة والمهارة في السُلُوك والإدارة ما أكسبهم عطف المغول، فسلَّموهم جباية الضرائب والجزية، كما أقنعوهم بِتثبيتهم أُمراء وراثيين لِمسكوب، بعد أن أجبروا بقيَّة الأُمراء الروس على الخُضُوع التام لهم، هذا على الرُغم من أنَّ إمارة المسكوب لم تكن الأقوى ولا الأكبر من بين الإمارات الروسيَّة، ولم يُعارض أي خانٍ مغوليّ هذا الإجراء، بعد أن شعر الخوانين المغول بِالاطمئنان، في ظلِّ هؤلاء الأتباع المسكوبيين، وكان دانيال، الأخ الأصغر لِأندراوس، يحكم إمارة المسكوب، وكان شُجاعًا، حسن التدبير. وفي سنة 701هـ المُوافقة لِسنة 1302م تُوفي إيڤان، أمير بيريسلاڤ وديميتروڤ، وكانت إمارته الثانية من حيث القُوَّة وعدد السُكَّان بعد إمارة دانيال الذي ضمَّ، إلى إمارته مسكوب، إمارة ريازان إثر تغلُّبه على أميرها قُسطنطين، والمعروف أنَّهُ قبض عليه وسجنه مُدَّة ستَّة أعوام إلى أن تُوفي في سجنه في سنة 707هـ المُوافقة لِسنة 1308م.
أثار توسُّع إمارة المسكوب الأمير أندراوس، حاكم نوڤغورود، فرأى أن يستعين بِالمغول ضدَّ أخيه، فذهب إلى سراي من أجل هذه الغاية، وبعد مُكُوثه مُدَّة سنة في البلاط المغولي عاد ومعهُ منشورٌ من الخان بِتحقيق السلام بين الإمارات الروسيَّة، وذلك في سنة 702هـ المُوافقة لِسنة 1303م. وحدث في سنة 703هـ المُوافقة لِسنة 1304م أن تُوفي أندراوس الذي اتصف عهده بِالمحن والشدائد التي ألمَّت بِالإمارات الروسيَّة، إمَّا على يد المغول أو نتيجة النزاعات الداخليَّة، وشكَّل موته حدثًا أكثر إيلامًا بِفعل نُشُوب حرب الوراثة بين حفيده يوري أمير المسكوب وعمِّه ميخائيل أمير تڤير. واستنادًا إلى نظام الوراثة الروسي، فإنَّ الآخر هو الوريث الشرعي، غير أنَّ الأوَّل لم يعترف بِذلك. ورُفعت القضيَّة إلى المغول لِلفصل فيها، فجاء القرار لِمصلحة ميخائيل، فسار هذا إلى مسكوب لِحرب ابن أخيه وحاصرها مرَّتين من دون جدوى، حتَّى أقنع نفسه أخيرًا بِحُكم إمارته. وهكذا بدأت إمارة المسكوب تشق طريقها نحو البُرُوز على مسرح السياسة في الروسيا، لِتتزعَّم بعد ذلك الإمارات الروسيَّة وتُوحِّدُها، في خُطوةٍ مُلفةٍ، لِطرد المغول من البلاد.

### عودة السلام العام وبُلُوغ الإسلام ذُروته بين المغول

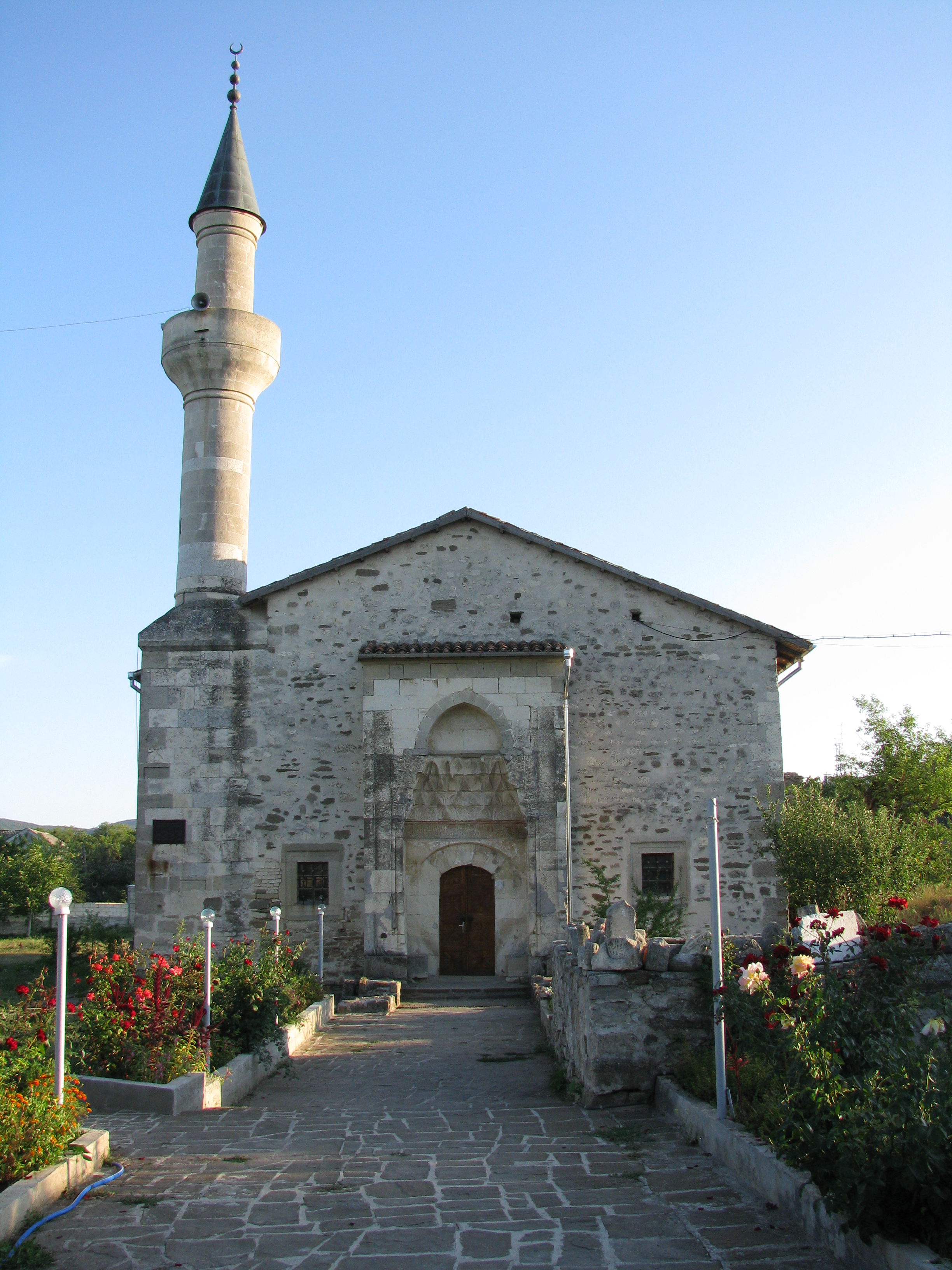
مسجد أوزبك خان بِالقرم، بُني سنة 1314م.

ضرب جفافٌ شديد المناطق المُحيطة بِبحر البنطس (الأسود) بدايةً من سنة 1300م إلى سنة 1303م، فسمح طُقطاي لِأتباع نوقاي السابقين العيش في أرضه، وطالب نسيبه إلخان فارس محمود غازان وخليفته مُحمَّد أولجايتو بِإرجاع أذربيجان إلى خانيَّة القبيلة الذهبيَّة، لكنهما رفضا ذلك، فطلب المُساعدة من المماليك ضدَّ الدولة الإلخانيَّة، لكنَّ السُلطان الناصر مُحمَّد بن قلاوون رأى أنَّ مصلحة بلاده تقضي عليه بِرفض الطلب لِأنَّهُ عقد صُلحًا حديثًا مع أولجايتو، وليس من المصلحة أن ينقضه، وأنَّهُ إن حدث ما يستوجب ذلك عمل على تلبية طلب طُقطاي. أمام هذا الواقع، أوفد طُقطاي بعثة سلامٍ إلى إيران وصالح نسيبه الإلخان، واستمرَّ الصُلح قائمًا بين الدولتين دون انقطاع حتَّى سنة 1318م. وفي سنة 1304م، أعلن سُفراء الحُكَّام المغول الجغتائيين واليوانيين رغبة بلادهم بِإحلال السلام العام مع القبيلة الذهبيَّة، فقبل طُقطاي على الفور، وأقرَّ بِسيادة الخاقان الأعظم وإمبراطور يوان تيمور خان، فأُعيد فتح جميع طُرق اليام (التناوب البريدي) والشبكات التجارية عبر الدُول المغوليَّة. ويبدو أنَّ تأثير مملكة يوان الصينيَّة ازداد خِلال هذه الفترة في بلاد القبيلة الذهبيَّة، لأنَّ بعض عملات طُقطاي كانت تحملُ نُصُوصًا تبتيَّة مغوليَّة بالإضافة إلى الكتابة المغوليَّة التقليديَّة والأحرف العربيَّة. تُوفي طُقطاي في رمضان 712هـ المُوافق فيه كانون الثاني (يناير) 1313م إثر مرضٍ ألمَّ به، ولم يخلفه أحدٌ من أولاده، بل آل الأمر إلى ابن أخيه مُحمَّد أوزبك بن طُغرل شاه، الشهير اختصارًا بِأوزبك خان. أثَّرت الظُرُوف الدينيَّة التي شهدتها خانيَّة القبيلة الذهبيَّة في العُهُود السابقة على أوزبك خان إلى توسيع دائرة انتشار الدين الإسلامي، وتعميق الشُعُور الديني في المُجتمع المغولي، فاعتنق غالبيَّة المغول الإسلام بِمن فيهم مُعظم أُمرائهم، وقد ساعد ذلك، أوزبك على أن يقضي على كُل الديانات غير الإسلاميَّة في بلاده ويجعل من الإسلام دين الدولة الرسمي بِشكلٍ نهائيّ. وكان أوزبك قد اعتنق الإسلام قبل أن يتولَّى عرش خانيَّة القبيلة الذهبيَّة على يد أربعة فُقهاء من الفُرس هم: سيِّد شيخ مُحمَّد، والشيخ قولقات، والشيخ أحمد، والشيخ حسن قرقان، وفي روايةٍ أنَّهُ اعتنق الإسلام بعد تولِّيه العرش من واقع الاتفاق الذي جرى بينه وبين نائب السلطنة «قطلقتمر»، الذي كان تولَّى تدبير الخانيَّة في حياة طُقطاي خان، فلمَّا مات عمل على تنصيب أوزبك بعد أن عاهده على اعتناق الإسلام، فدخل في هذا الدين راغبًا، واتخذ مسجدًا يُصلِّي فيه الصلوات الخمس في أوقاتها.

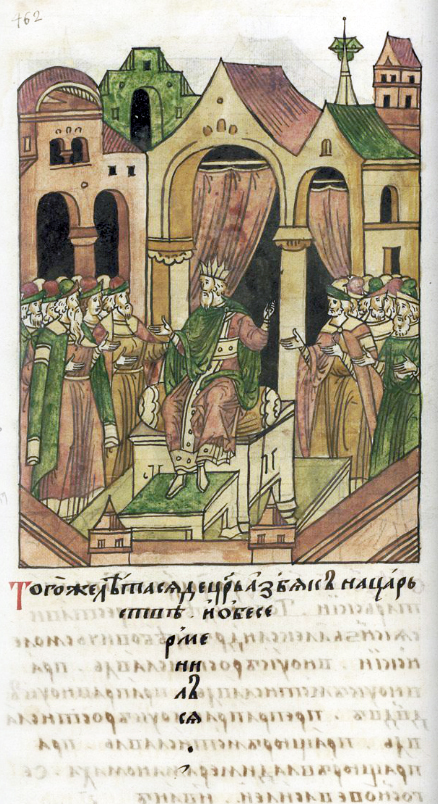
مُنمنمة روسيَّة تُصوِّر تربُّع مُحمَّد أوزبك خان على عرش خانيَّة القبيلة الذهبيَّة.

بلغت الحركة الإسلاميَّة في بلاد القبيلة الذهبيَّة مراحل مُتقدِّمة من النُموِّ والانتشار مع تربُّع أوزبك خان على تخت المُلك، وأصبحت قاب قوسين أو أدنى من إحراز النصر النهائي على الديانات الأُخرى. فما أن اعتلى أوزبك خان عرش الخانيَّة، حتَّى أظهر حماسًا شديدًا لِنشر الإسلام، وحرص على تحويل من ظلَّ على البوذيَّة والأرواحيَّة من قومه إلى هذا الدين، وفي خلال سنةٍ واحدةٍ من حُكمه، أرسل رسالةً إلى القاهرة يذكر فيها خُلُوّ بلاد القفجاق من أي وثني. وأضحى أوزبك أوَّل حاكمٍ مُسلمٍ في سلسلةٍ كاملةٍ من الخوانين المُسلمين، وكان عمله هذا خُطوة حاسمة لم يسبق لها مثيل في تاريخ المغول مُنذُ نُشوئهم، لِأنَّ انتصار الإسلام في بلاد القفجاق يختلف في أثره عن انتصاره بين مغول إيران، فبينما شارك الحُكَّام المغول في إيران شعبهم وسايروه في اعتناق هذا الدين، يُلاحظ أنَّ حُكَّام القبيلة الذهبيَّة لم يفعلوا ذلك. أراد أوزبك أن يجعل من نفسه ومن أُسرته مثالًا يحتذي به المغول كافَّةً في حُبِّهم لِلإسلام والإخلاص له، والعمل على نشره وتطبيق تعاليمه، فتمسَّك بِالشريعة الإسلاميَّة، وداوم على الصلاة والصيام، واتَّخذ لِنفسه اسمًا ولقبًا إسلاميًّا ظهر على العملة التي سكَّها في عهده، مُنذُ سنة 713هـ المُوافقة لِسنة 1314م، ونقش عليها «غيَّاثُ الدين أوزبك خان»، و«مُحمَّد أوزبك خان»، و«أوزبك خان العادل»، كما اتخذ لِنفسه زيًّا إسلاميًّا، وخلع السرآجوقات(4) ولبس حزامًا من الفولاذ عوض الذهب، وأجبر زوجته «بليون خاتون»، ابنة الإمبراطور البيزنطي أندرونيقوس الثاني على اعتناق الإسلام. وعهد إلى السيِّد الشريف ابن عبد الحميد بِالإشراف على تربية ابنه «جاني بك» حتَّى يشبّ على الإسلام، ويُنشَّأ نشأة دينيَّة. كما أنَّ زوجته «كيك خاتون» كانت تقرأ القُرآن، وقد رآها ابن بطُّوطة تفعل ذلك عندما زارها، وهذا معناه أنها كانت تعرف العربيَّة، ثُمَّ إنَّ مجلس «إيت كُجُك»، ابنة أوزبك، لم يكن ينعقد إلَّا بِحُضُور القُضاة والسيِّد الشريف ابن عبد الحميد وطلبة العلم والمشايخ والفُقهاء. وكان مجلس الخان مُحمَّد أوزبك نفسه، ومجالس وُلاة دولته، لا يتم انعقادها إلَّا بِحُضُور الفُقهاء والعُلماء والأشراف، ولا يتم التقاضي إلَّا بِحُضُورهم. فكان القاضي يحكم في القضايا الشرعيَّة، ويحكم الأُمراء في غير ذلك من القضايا. والمعروف أنَّ ابن بطُّوطة زار بلاد القفجاق أثناء حُكم أوزبك خان ووصف بلاده وما رآه فيها من التزام الناس وتمسُّكهم بِالإسلام ومُداومتهم على الصلاة وتطبيق تعاليمه، وحُبِّهم لِشعائره.
والواقع أنَّ الحركة الإسلاميَّة وصلت إلى ذُروتها في عهد أوزبك خان، وانتشر الإسلام بين مغول القبيلة الذهبيَّة، سواء في المُدُن أو في الريف أو في الصحراء. ودخل الإسلام في عهده إلى جنوبي الروسيا، وأسلم في عهده كثيرٌ من سُكَّان سيبيريا، بِفعل نشاطة في نشر الإسلام، بِالإضافة إلى عوامل أُخرى تتعلَّق بِالنشاط الإسلامي المُتنامي في بلاد ما وراء النهر وتُركستان، ومن المُحتمل أنَّ قبائل الأوزبك، التي تعيش وراء جبال الأورال، تحوَّلت إلى الإسلام في عهده وتسمَّت باسمه. كما أثَّر اعتناق أوزبك الدين الإسلامي، بِشكلٍ كبير، في استمرار وتطوير العلاقة الوديَّة بينه وبين السُلطان المملوكي الناصر مُحمَّد، فتوطَّدت العلاقة بينهما بِالمُصاهرة، إذ تزوَّج السُلطان الناصر بِـ«دُلنبية خاتون» وقيل «طولونية خاتون»، المُتحدرة من نسل بركة خان، ووصلت إلى ثغر الإسكندريَّة في ربيع الأوَّل 720هـ المُوافق فيه نيسان (أبريل) 1320م، وعقد السُلطان عليها في قلعة الجبل يوم الإثنين 6 ربيع الآخر 720هـ المُوافق فيه 15 أيَّار (مايو) 1320م.

### ضم أذربيجان

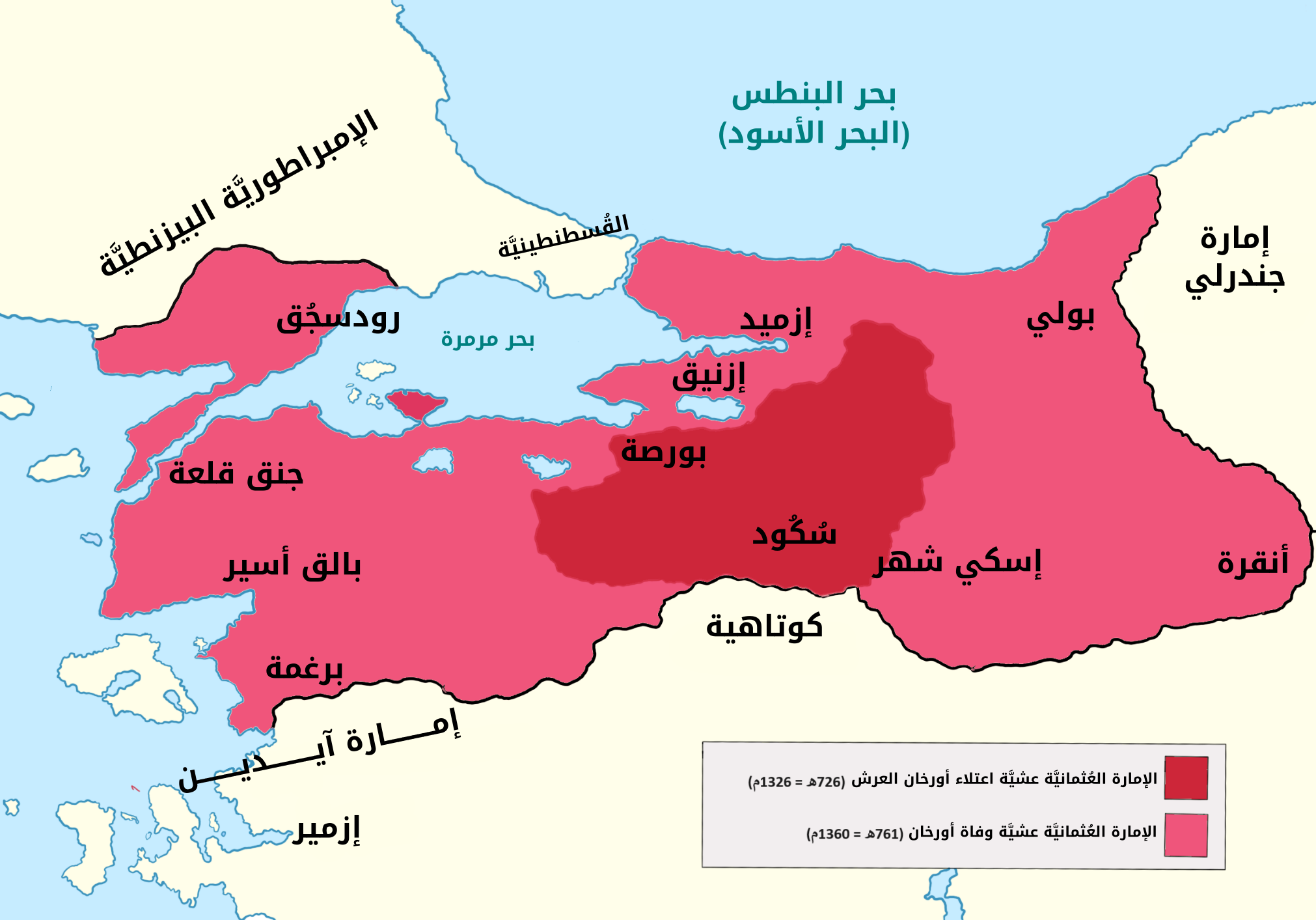
خريطة تُصوِّرُ المدى الذي بلغته الدولة العُثمانيَّة في عهد أورخان بن عُثمان، وسيطرتها التامَّة على الدردنيل.

تُوفي أوزبك خان سنة 630هـ المُوافقة لِسنة 1330م، وخلفه ابنه جاني بك الذي حقَّق النصر النهائي لِلإسلام في بلاد القبيلة الذهبيَّة، فاتخذ اسم «جلال الدين محمود جاني بك»، وأصرَّ على أن يلبس جميع المغول في بلاده عمائم وفرجيَّات كالتي يلبسها المُسلمون في مصر والشَّام، ولم يكن لِلمغول قبل ذلك عادة بِلبس هذا الزي، كما أظهر تعاطفًا وحُبًّا لِلعُلماء، فكان يحضر مجالسهم، وأصبحت بلاده مأوى لهم ولِلفُقهاء من كُلِّ أنحاء ديار الإسلام، فامتلأت سراي بهم. وكانت الدولة الإلخانيَّة، حينما تولَّى جاني بك عرش آبائه وأجداده، قد انهارت وتفكَّكت إلى عدَّة دُويلات بعد وفاة آخر حُكَّامها أبو سعيد بهادُر خان، ومن تلك الدُويلات الدولة الجوبانيَّة في أذربيجان. وفي سنة 758هـ المُوافقة لِسنة 1357م، قام جاني بك بِحملةٍ على أذربيجان لِانتزاعها من أيدي الأُمراء الجوبانيين، ولعلَّ لِذلك علاقة بِنُمُوِّ الدولة العُثمانيَّة وتوسُّعها في أوروپَّا وسيطرتها عسكريًّا على مضيق الدردنيل في عهد أورخان بن عُثمان. حصل ذلك في الوقت الذي تدهورت فيه أوضاع الإمبراطوريَّة البيزنطيَّة بعد وفاة الإمبراطور أندرونيقوس الثالث في سنة 742هـ المُوافقة لِسنة 1341م حيثُ عانت من الحُرُوب الأهليَّة والصراع الداخلي على السُلطة بين زُعماء اعتراهم الوهن، وفقدت بيزنطة نُفُوذُها في السيطرة على التجارة وحركة المُرُور في مضيق الدردنيل، الأمر الذي أثَّر سلبًا على أوضاع مغول القبيلة الذهبيَّة الذين حُرموا من الوُصُول إلى البحر المُتوسِّط، والاشتراك في التجارة الدُوليَّة مع أوروپَّا بعد أن تقاطعت مصالحهم مع مصالح العُثمانيين.

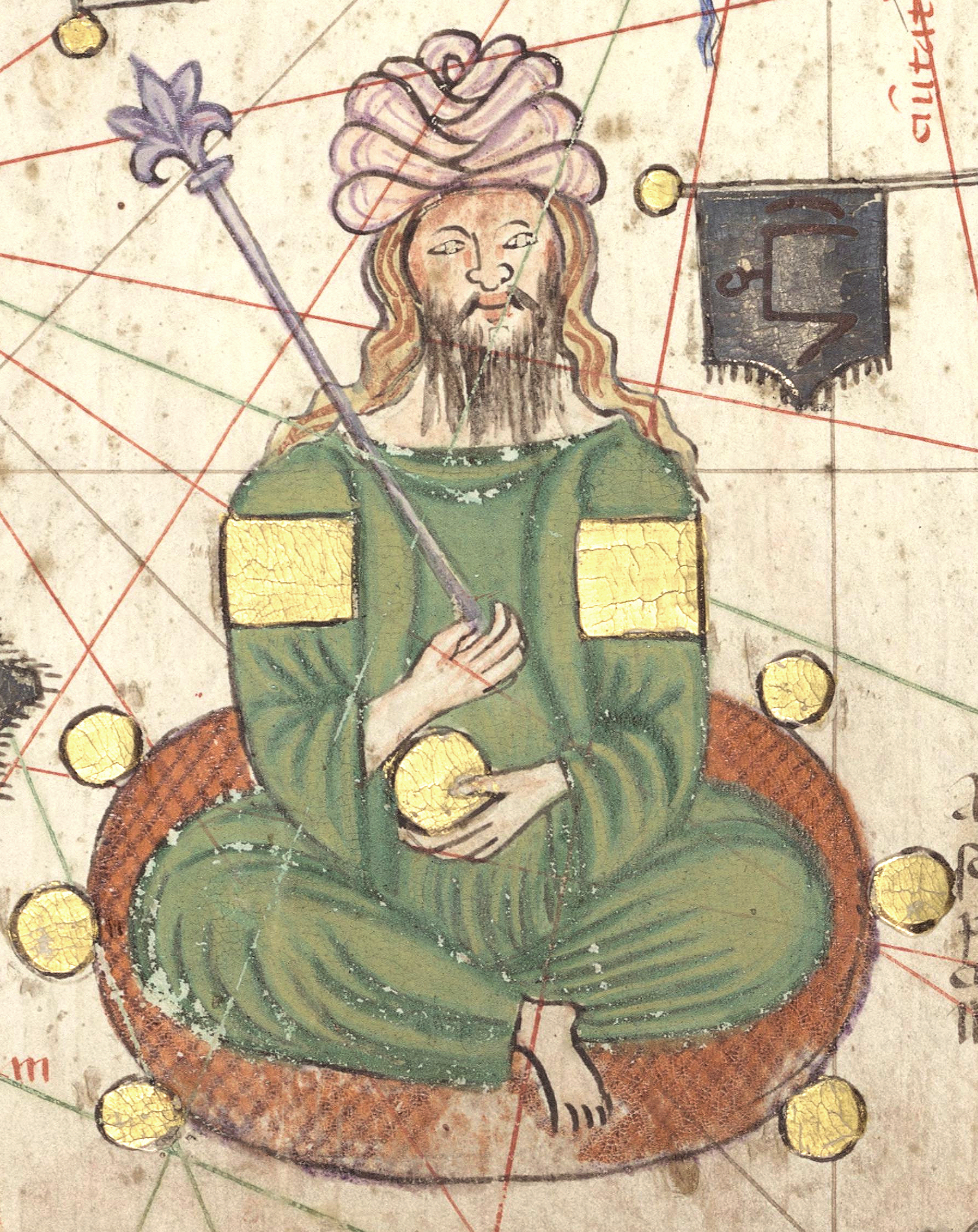
مُنمنمة قطلونيَّة تُصوِّرُ جاني بك.

لم يكن جاني بك مُستعدًا أن يتقبَّل، بِسُهُولة وبِدون تحدٍّ، الخسارة الفادحة لِلجنوب، وإمكان الوُصُول إليه، لِذلك تطلَّع إلى تأمين منافذ أُخرى لِلوُصُول إلى البحر المُتوسِّط. وكانت البلاد الإيرانيَّة تمُرذُ آنذاك بِمراحل تشرذم إثر تفكُّك دولة المغول الإلخانيين، حيثُ الصراع على أشُدَّه بين أُمراءٍ تقاسموا إرث هذه الدولة. وكان الملك الأشرف بن تيمورطاش بن جوبان يحكم أذربيجان، وقد اتصف بِالظُلم، وقتل العباد، ونهب الأموال، وإهانة العُلماء والزُّهَّاد، الأمر الذي أدَّى إلى هجرة كثيرٍ منهم إلى مناطق الأطراف، كان من بينهم القاضي مُحي الدين البردعي الذي ذهب إلى مدينة سراي والتجأ إلى الخان المغولي، ثُمَّ راح يحُثُّه على مُهاجمة أذربيجان وانتزاعها من الملك الأشرف، وتخليص العباد من ظُلمه. رأى جاني بك في دعوة القاضي فُرصة طيِّبة لِتحقيق تطلُّعاته، فخرج من سراي على رأس جيشٍ بلغ تعداده ما بين ثلاثُمائة إلى سبعُمائة ألف جُندي، قاصدًا مدينة تبريز، فعبر باب الأبواب ونزل في «شنب غازان». وعندما علم الملك الأشرف بِخُرُوجه، توجَّه مع عساكره، البالغ عددهم تسعين ألفًا، إلى أوجان لِلتصدي له، ونزل بِساحل نهر مهران، المعروف أيضًا بِنهر «تلخه رود» أو «آجی چای». ولمَّا تقابل الجيشان، هال جُنُودُ الملك الأشرف كثرة عدد جُنُود عدُوِّهم، فخشوا أن يصطدموا بهم، وآثروا الفرار من أرض المعركة. ولحق بهم الملك الأشرف الذي ذُعر هو الآخر، ولحق بِأُسرته في «مرند سوي»، ثُمَّ توجَّه إلى خوي، والتجأ عند أحد أصدقائه، الشيخ مُحمَّد البالقجي، لكنَّ هذا الشيخ أخبر سرًا جاني بك بِوُجُود الملك الأشرف في منزله، فأرسل الخان المغولي من قبض عليه وقتله. ودخل جاني بك مدينة تبريز، فمكث فيها أربعين يومًا ثُمَّ غادرها إلى أوجان ومنها عاد إلى بلاده، واصطحب معه «تيمورطاش»، ابن الملك الأشرف، وابنته «سُلطان بخت»، وعيَّن ابنه «بردي بك» حاكمًا على المدينة، وترك معهُ حاميةً عسكريَّةً مُؤلَّفةً من خمسة عشر ألف جُندي. والواقع أنَّ الاستيلاء على أذربيجان مهَّد لِجاني بك السبيل لِلاتصال المُباشر بِالشَّام والعراق، ولكنَّهُ مع ذلك لم يستغل انتصاره، وترك المنطقة عائدًا إلى بلاده. والراجح أنَّ مُغادرته المنطقة كانت بِسبب تفشِّي وباء الطاعون، بِدليل أنَّ صحَّته اعتلَّت أثناء عودته إلى سراي مُباشرةً، واشتدَّ عليه المرض، وتُوفي فور وُصُوله إلى عاصمته. وفي روايةٍ أنَّ ابنه «بردي بك» قتلهُ خشيةً من شفائه لِأنَّهُ كان طامعًا في الحُكم.

### بدء الاضطرابات السياسيَّة والانحدار

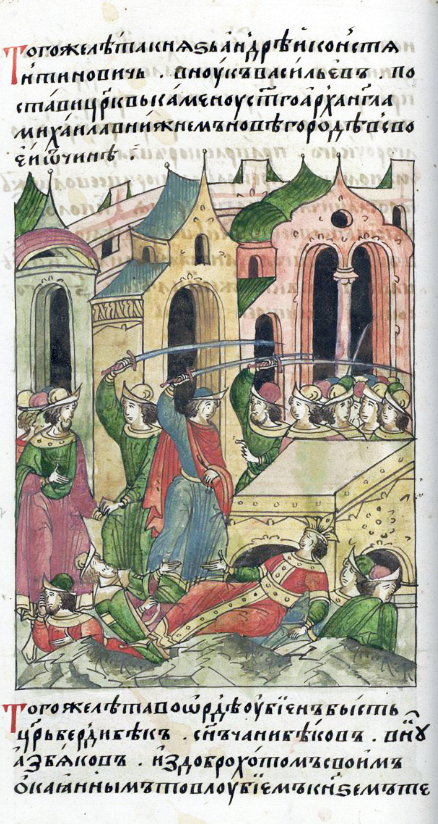
مُنمنمة روسيَّة تُصوِّرُ اغتيال بردي بك.

عندما علم بردي بك بِوفاة والده، غادر تبريز عائدًا إلى سراي على وجه السُرعة لِيخلفه في الحُكم، وعيَّن «أخي جوق» نائبًا عنه في حُكمها، وخشيةً من مُنافسة إخوته الكثيري العدد، وعندما وصل جلس على عرش مغول القبيلة الذهبيَّة. وفي عهد هذا الخان تراجع النُفُوذ المغولي القفجاقي عن أذربيجان، وتلاشت إنجازات جاني بك التي حقَّقها في البلاد الإيرانيَّة وذلك على يد الشيخ أويس الجلائري، سُلطان الدولة الجلائريَّة، الذي طرد «أخي جوق» من تبريز، وضمَّ المدينة وكامل أذربيجان إلى أملاكه. أمَّا على الصعيد الداخلي، فلم يكن بردي بك محمود السيرة أبدًا، فقد اتصف بِالظُلم والقسوة والفسق، فما ترك أحدًا من إخوته وأقاربه إلَّا قتله خوفًا من أن يُنافسوه على الحُكم، وقيل أنَّ عدد إخوته القتلى بلغ اثني عشر، كما كلَّف الروس من الجزية والخراج ما لا يُطاق، فلم يمر على حُكمه سوى سنتين حتَّى ثار عليه الأُمراء، فوثب أحدهم، ويُدعى «قولپا»، عليه وقتله وجلس مكانه، وذلك في سنة 760هـ المُوافقة لِسنة 1359م. وانتهى، مُؤقتًا، بِمقتله، العصر الذهبي لِمغول القبيلة الذهبيَّة، وانقطع نسب باطو خان لِأنَّ بردي بك لم يخلف ولدًا، وسرى في المُجتمع المغولي القول: «انقطعت رقبة الجمل العربي في بردي بك» وكأنَّهم شبَّهوا النسب بِرقبة الجمل من حيث القُوَّة أو الطول. وبِموت بردي بك، وقع الاختلال في خانيَّة القبيلة الذهبيَّة، وأُصيب البلاط المغولي والدوائر الحاكمة بِاضطرابٍ شديدٍ على مدى أكثر من عشرين عامًا ظهر خِلالها خطر تمزُّق الدولة، فرفع أعدائها رؤوس الاستقلال من كُلِّ جانبٍ لِعدم وُجُود حاكمٍ مُوحَّدٍ يرجعون إليه، واستبدَّ قادة الجُيُوش وأُمراء الأجناد ووُلاة النواحي بِالمُلك في كُلِّ بلدةٍ من تلك البلاد وكُلُّ ناحيةٍ من تلك النواحي، وعظُم نُفُوذُهم حتَّى فاق نُفُوذ الخوانين، فتغلَّب «الحاج شركس» على أستراخان ونواحيها، و«خضر بك» بِأعالي جايق، والبكلربك «ماماي» بِالقرم. وتولَّى العرش عددٌ من الخوانين لم يكن أحدٌ منهم على مُستوىً يُؤهله لِأن يُمارس الحُكم ويجمع شتات المغول. وكثُر عزل وتولية الخوانين، فلا يكاد الخان يبقى في منصبه أشهُرًا، بل أيَّامًا، حتَّى تُدبَّر مُؤامرة ضدَّه ويتولَّى آخر الحُكم. والواقع أنَّ هذا الوضع المُتدهور نتج عن أسبابٍ منها ما يتصل بِالوضع الداخلي ومنها ما يتعلَّق بِالوضع الخارجي. فعلى الصعيد الداخلي، واجه مغول القبيلة الذهبيَّة ثلاث مُشكلاتٍ خطيرة أثَّرت سلبًا على قُدراتهم، ولم يتمكنوا من تجاوُزها إلَّا بِشق النفس. وأوَّلُ تلك الأسباب هو انتشار مرض الطاعون، خلال مُددٍ زمنيَّةٍ مُتقاربة، ففي سنة 754هـ المُوافقة لِسنة 1353م، تعرَّض وسط آسيا وبلاد الروسيا بِعامَّة لِموجةٍ من تفشِّي هذا المرض الذي أدَّى إلى وفاة كثير من السُكَّان، وبِخاصَّةً في مدينة سراي، وتجدَّد تفشِّي هذا المرض في سنة 765هـ المُوافقة لِسنة 1364م، وأودى بِحياة الكثير من السُكَّان وشلَّ الحياة السياسيَّة والاقتصاديَّة.

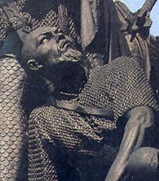
تمثالُ البكلربك (أمير الأُمراء) ماماي، المُستبد بِحُكم خانيَّة مغول القفجاق لِحوالي عشرين سنة.

وأدَّى الانتشار المُتكرِّر لِمرض الطاعون في المنطقة إلى انكماش الحركة التجاريَّة، إذ أحجم التُجَّار الغربيين على سُلُوك القسم الشمالي الغربي من طريق الحرير التجاري القادم من الصين، الذي كانت خانيَّة القبيلة الذهبيَّة تُسيطر عليه مُنذُ تأسيسها ممَّا أنعش الحركة التجاريَّة لها وقوَّى اقتصادها، كما أنَّ أُسرة مينگ كانت قد أمسكت بِناصية الحُكم في الصين في سنة 769هـ المُوافقة لِسنة 1368م، وقام الصينيُّون بِطرد كافَّة المغول من بلادهم وقلَّصوا حركة التجارة مع العالم الخارجي. كما دبَّ النزاع بين الجنويين والبنادقة حول مدينة آزاق الساحليَّة، في الوقت الذي سيطر فيه العُثمانيُّون على مدينة گليپولي المُهمَّة في الروملِّي في سنة 758هـ المُوافقة لِسنة 1357م، وهدَّدوا حركة التجارة في المضائق. وأثَّرت التراجُعات السُكَّانيَّة والاقتصاديَّة على الوضع السياسي العام، فشهدت البلاد مُنذُ سنة 761هـ المُوافقة لِسنة 1360م صراعًا حادًّا على السُلطة، وكثُر المُدَّعون والطامعون في الحُكم، وكان في مُقدِّمتهم الأمير «ماماي» سالف الذِكر، الذي نصَّب صبيًّا ادَّعى أنَّهُ من ولد أوزبك خان يُدعى عبد الله، وزحف إلى سراي لِلاستيلاء عليها وتنصيبه خانًا. كان على عرش الخانيَّة آنذاك توقتمش خان، الذي تصفه بعض الروايات بِأنَّهُ ابن بردي بك، فلمَّا علم بِزحف ماماي، هرب منها ولحق بِمملكة أوروس خان في ناحية جبال خوارزم، ثُمَّ انتقل إلى مملكة بني جغتاي في سمرقند مُحتميًا بِالأمير تيمور بن طرقاي الشهير بِتيمورلنك. ودخل ماماي العاصمة المغوليَّة ونصَّب عبد الله خانًا على المغول، لكن نازعه أحد الأُمراء الذي ساند خانًا آخر هو «قُتلُغ تيمر»، فتغلَّب عليهما ماماي وقتلهما. ثُمَّ تنافس الأُمراء المُتغلِّبون، فهاجم الحاج شركس سراي واستولى عليها، وطرد ماماي منها، واستغلَّ «أيبك خان» الصراع الدامي بين الأميرين المذكورين، فهاجم سراي واستولى عليها واستبدَّ بها أيَّامًا ثُمَّ تُوفي، فخلفه ابنه «قارن خان»، غير أنَّهُ تعرَّض لِهُجُومٍ من قِبل أوروس خان، فاستولى هذا على العاصمة وتربَّع على العرش، وهرب قارن خان منها عائدًا إلى أراضي مملكته.
وادَّعى، في غُضُون ذلك، أشخاص عديدون النسب الملكي على أنَّهم أبناء جاني بك أو من سُلالته، طمعًا في اعتلاء العرش المغولي في سراي، وحاول أحدهم ويُدعى «كلدي بك» فِعل ذلك، لكنَّهُ واجه مُعارضة من الميرزا مريد، أخو خضر خان، الذي دخل سراي وقبض عليه وقتله. وفي نفس الوقت طمحت نفسُ توقتمش، المُقيم في البلاط التيموري، إلى مُلك آبائه بِسراي، فطلب مُساعدة تيمورلنك لِاستعادة عرشه، فجهَّز معهُ الأخير قُوَّةً عسكريَّةً وأرسله ناحية القفجاق، فلمَّا بلغ جبال خوارزم اعترضه «قُتلُغ بوقا بن أوروس» وقاتله فهزمه واضطرَّهُ إلى الرُجُوع لِتيمورلنك، ثُمَّ مات قُتلُغ بوقا حوالي مُنتصف تلك السنة (788هـ \ 1376م)، فخرج تيمورلنك بِالعساكر مع توقتمش مددًا له إلى حُدُود بلاده، وأرسل طليعة تعدادها خمسُمائة فارس بِقيادة ثلاثة من أُمرائه لِاستكشاف مواقع العدوّ، فالتقوا بِقُوَّةٍ مغوليَّةٍ بين فاراب وسغناق مُؤلَّفة من ثلاثة آلاف فارس بِقيادة «تيمورملك بن أوروس»، فاصطدموا بها وتغلَّبوا عليها، وأُصيب تيمورملك بِسهمٍ في رجله، وانسحب أوروس على إثر ذلك عائدًا إلى بلاده، فطارده تيمورلنك وتوقتمش، لكنه تُوفي قبل أن يقبضا عليه وخلفه ابنه «توقتاقيا»، فلم يلبث هو أيضًا أن تُوفي بعد قليلٍ من الوقت وخلفه أخوه تيمورملك، فاستغلَّ تيمورلنك فُرصة تغيير الحُكَّام، وقرَّر توجيه ضربة قاضية لِتيمورملك قبل أن يُثبِّت أقدامه في الحُكم، فأرسل توقتمش إلى القفجاق لِمُحاربته، ووضع بِتصرُّفه قُوَّة عسكريَّة، وعاد هو إلى سمرقند. ولمَّا سمع تيمورملك بِرُجُوع تيمورلنك إلى سمرقند نهض وتصدَّى لِتوقتمش وهزمه، فالتجأ هذا الأخير مُجددًا إلى تيمورلنك، فواساه وأرسله إلى سغناق، وكان ذلك في 1 مُحرَّم 778هـ المُوافق فيه 21 أيَّار (مايو) 1376م.

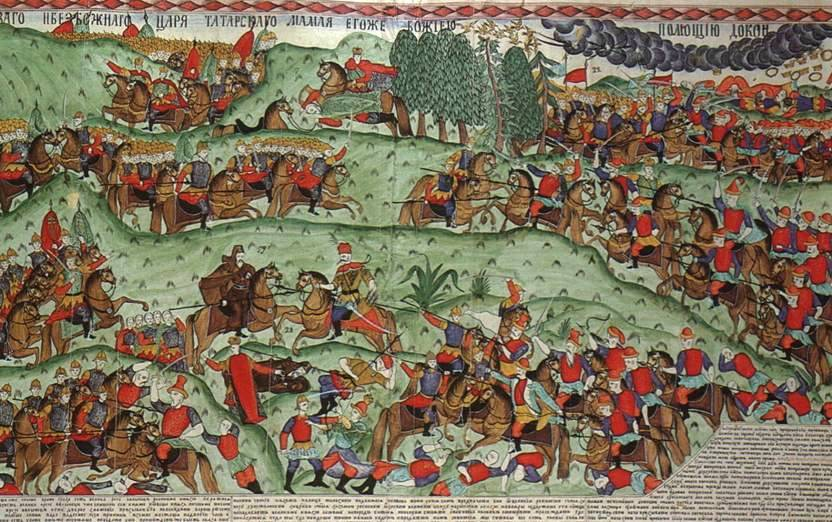
«ميدان كوليكوڤو»، لوحة تُصوِّرُ المعركة الكُبرى بين المغول والروس.

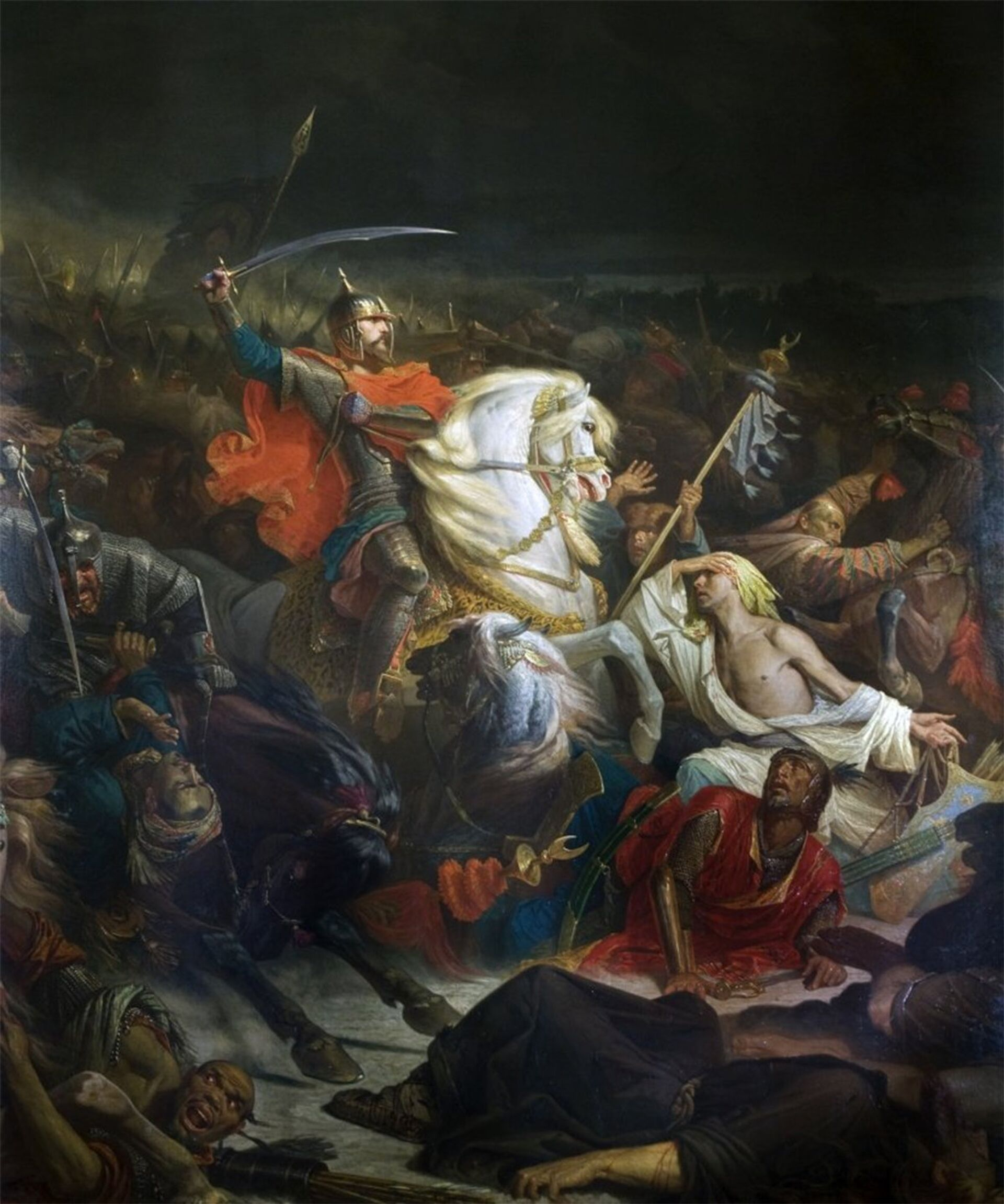
دميتري الرابع يُقاتلُ مع جُنُوده في خضم المعركة.

ولم يمر ضعف المغول وتفرُّق كلمتهم مُرور الكرام عن جيرانهم المسيحيين، وتصادف ذلك مع نُمُوّ الإمارة المسكوبيَّة وقيام غراندوقيَّة ليتوانيا، التي بدأت مُنذُ نشأتها بِالتوسُّع أكثر فأكثر إلى الجنوب الشرقي، فانتزعت من المغول پودوليا، وحقَّقت عليهم انتصارًا هامًّا في معركة المياه الزرقاء سنة 763هـ المُوافقة لِسنة 1363م، وانتزعت منهم مدينة كييڤ وأعمالها في سنة 771هـ المُوافقة لِسنة 1370م. واستغلَّ الأمير المسكوبي دميتري الرابع الاضطرابات التي عصفت بِالخانيَّة، وتوقَّف عن تسديد الضرائب المفروضة على الروس، والمُكلَّف بِتحصيلها منهم، في خُطوةٍ لِلانعتاق من السيطرة المغوليَّة وطرد المغول من البلاد الروسيَّة، وأقدم في سنة 779هـ المُوافقة لِسنة 1377م على احتلال بُلقار بِمُساعدة دميتري بن قُسطنطين أمير نبشني نوڤغورود وسوزدال، فسيطر بِذلك على منطقة وسط الڤولغا، وحرم المغول من مصادر دخلها. أثار هذا الاستفزاز والتوسُّع الروسي البكلربك ماماي، المُستبد بِخانيَّة القبيلة الذهبيَّة، فأرسل قُوَّةً عسكريَّةً بِقيادة الأمير «عربشاه»، لِلتصدِّي لِأطماع دميتري الرابع، فدخل الأراضي الروسيَّة وأحرق وخرَّب ونهب بعض المُدن والبلدات والقُرى، وفتك بالروس وأخذ منهم الكثير من الأسرى، وأرغم دميتري على الهرب والتراجع إلى سوزدال، ثُمَّ قفل وانسحب عائدًا إلى بلاد المغول. ولمَّا علم دميتري بِعودة المغول، نهض لِيثأر لِهزيمته، فهاجم جيرانه الموردوڤيين، حُلفاء ماماي ورعاياه، وقتل منهم خلقًا كثيرًا؛ وخرَّب بلادهم وأسر نساءهم وأطفالهم ونكَّل بِالعامَّة. ولمَّا سمع ماماي بِذلك، استشاط غضبًا وقرَّر الرد سريعًا على هذه الأحداث، فأرسل جيشًا آخر إلى الروسيا لِتأديب دميتري الرابع، غير أنَّ الروس فاجأوا قُوَّاته وهزموها وأجبروها على الفرار. وتتابعت المعارك بين المغول والروس وكانت الغلبة فيها لِلأخيرين غالبًا، ممَّا أثار ماماي، فقرَّر مُهاجمة الروسيا بِنفسه لِلأخذ بِالثأر، فجهَّز جيشًا جرَّارًا خرج على رأسه وأرسل إلى الأُمراء الروس يُهددهم ويتوعَّدهم. وخرج الأمير المسكوبي على رأس جيشه البالغ عدده مائة وخمسين ألف جُندي بِاتجاه مناطق الحُدُود مع المغول في 24 جُمادى الأولى 782هـ المُوافق فيه 26 آب (أغسطس) 1380م، وعسكر على ضفَّة نهر الدون في مُواجهة الجيش المغولي على الضفَّة الأُخرى. وفي 6 جُمادى الآخرة المُوافق فيه 7 أيلول (سپتمبر)، عبرت العساكر الروسيَّة النهر وعسكرت في مُقابل الجيش المغولي. وفي اليوم التالي، اشتبك الجيشان في معركةٍ شديدةٍ قاسيةٍ عُرفت بِمعركة معركة كوليكوڤو، أي «حقل صيد الأعداء»، وقاد دميتري الرابع قُوَّاته بِنفسه، في حين قبع ماماي في قلعةٍ مُجاورةٍ يُراقبُ سير القتال، ودارت الدائرة في هذه الوقعة على المغول، فانفرط عقد صُفُوفهم ووقعوا تحت سُيُوف الروس يقتُلُونهم كيف شاؤوا، وفرَّ من نجا من أرض المعركة، فيما لقَّب الروس الأمير دميتري بِـ«دونسكوي»، أي «بطل نهر الدون».
عندما وصلت أنباء الهزيمة الكُبرى إلى تيمورلنك وحليفه توقتمش، بِالإضافة إلى تذمُّر الأعيان من تيمورملك الذي كان يُدمن شُرب الخمر ويغفل عن إدارة شُؤون الحُكم، طلب تيمورلنك من حليفه أن يزحف إلى سراي وينتزع الحُكم من تيمورملك، فجمع جيشًا من قبائل القفجاق الشماليَّة والمُوالية له، وعزَّزهُ بِقُوَّةٍ عسكريَّةٍ من الجيش التيموري، وتوجَّه نحو خصمه وقاتله وانتصر عليه. ولم يركن تيمورملك لِهذه الهزيمة، فجمع جيشًا آخر من قومه وأتباعه، وقاتل توقتمش مرَّةً أُخرى، فانهزم جيشه مُجددًا وتفرَّق، وسقط تيمورملك صريعًا في أرض المعركة، فصفا الجو لِتوقتمش الذي جلس على عرش القبيلة الذهبيَّة واستعاد جميع ما كان بِأيدي المُتغلِّبين، ووحَّد البلاد تحت زعامته.

### صراع الدولة التيموريَّة ومغول القبيلة الذهبيَّة

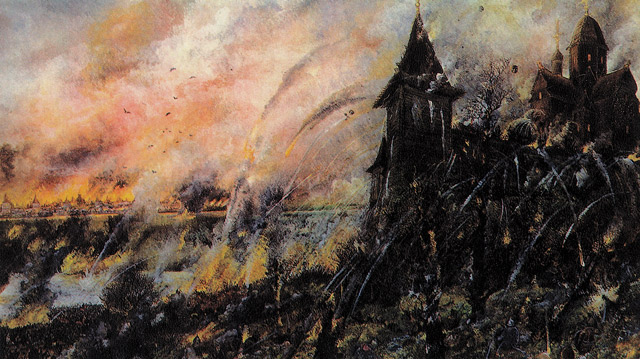
المغول والروس يتراشقون بِالنيران عند أسوار مسكوب.

بعد أن تمكَّن توقتمش من لمِّ شمل مغول القبيلة الذهبيَّة، سعى إلى استعادة هيمنة المغول على الروسيا، فحاصر مسكوب في 12 جُمادى الآخرة 784هـ المُوافق فيه 23 آب (أغسطس) 1382م، لكنَّ سُكَّانها صدوا الهُجُوم بِاستخدام الأسلحة الناريَّة لأوَّل مرَّة في تاريخ الروس، وأدرك الخان المغولي، بعد ثلاثة أيَّامٍ من الحصار والضرب والتراشُق، صُعُوبة اقتحام المدينة، فعمد إلى الحيلة، وأقنع ابنا الأمير ديمتري السوزدالي، أحد مؤيدي توقتمش - وهما الدوق ڤاسيلي أمير سوزدال وسمعان أمير نيجني نوڤغورود الموجودين مع جيش توقتمش - سُكَّان مسكوب بِفتح بوَّابات المدينة، ووعدوهم بأنَّ الجيش لن يمُسَّهم بِسوء. أمام هذا الوعد، وافق سُكَّان المدينة على فتح الأبواب، فدخل المغول مسكوب واستباحوها، فقتلوا السُكَّان ونهبوا أموالهم ومُمتلكاتهم، ثُمَّ أمر توقتمش  بِإحراق المدينة وعاد إلى بلاده مُحمَّلًا بِالغنائم والأسرى، وقُدَّر عدد القتلى الروس في هذه الغزوة بأربعةٍ وعشرين ألفًا. ويبدو أنَّ توقتمش أراد، بعد عودته إلى سراي، أن يُبرِّد الجبهة الروسيَّة لِيتفرَّغ لِلجبهة الشرقيَّة حيثُ بدت بوادر التوتُّر بينه وبين تيمورلنك، فأرسل سفيرًا إلى دميتري الرابع يدعوه إلى المُسالمة، فاستجاب له، وأرسل ابنه ڤاسيلي إلى سراي مع عددٍ من أُمرائه وحمَّلهم الهدايا التي تليق بِمقام الخان، واحتاط أن يذهب بنفسه، فقنع توقتمش بِذلك.

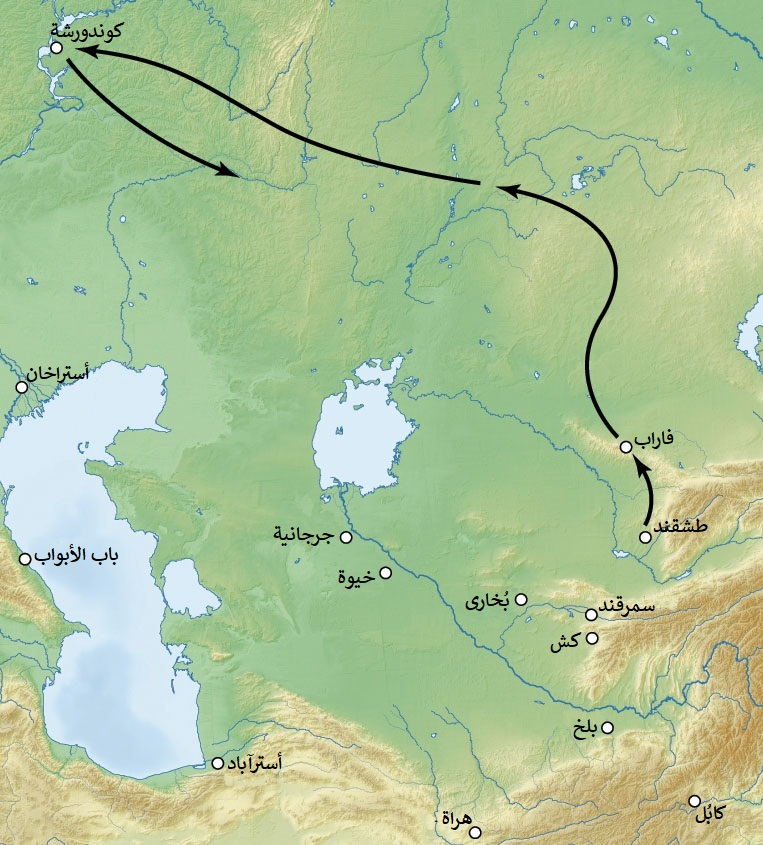
مسار تيمورلنك وجيشه من طشقند إلى كوندورشة حيثُ دارت المعركة الكُبرى بينه وبين توقتمش.

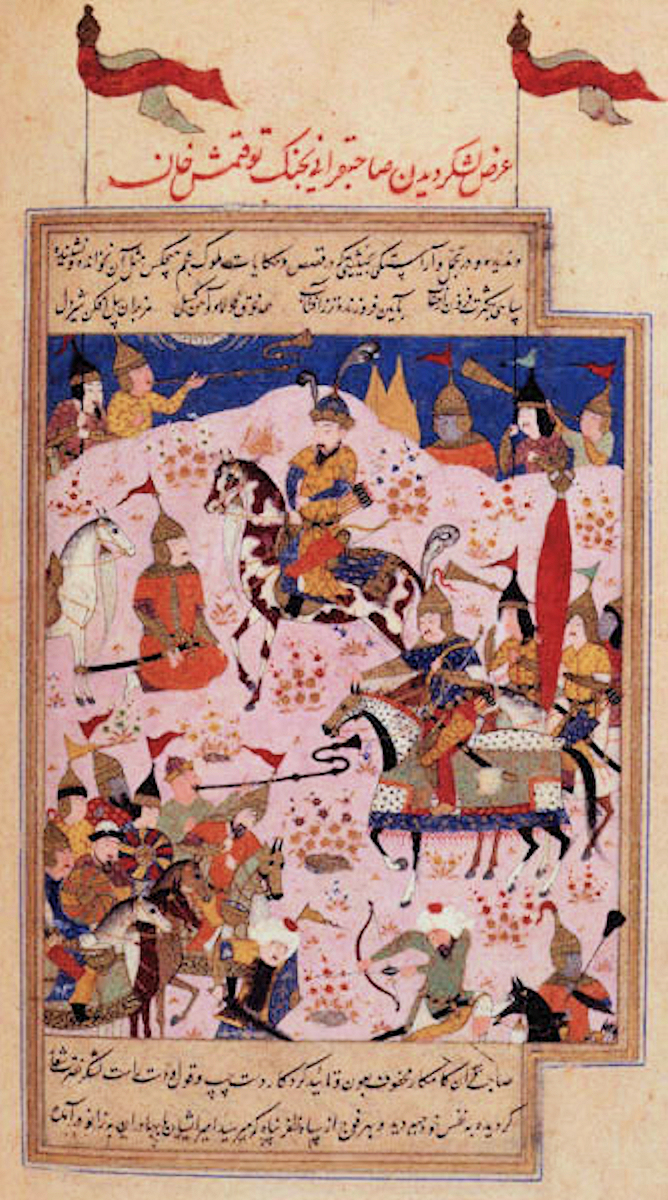
مُنمنمة فارسيَّة تُصوِّرُ مسير تيمورلنك على رأس جُيُوشه لِقتال مغول القبيلة الذهبيَّة.

أمَّا سبب الخلاف والنزاع بين تيمورلنك ومغول القبيلة الذهبيَّة فسببه أنَّ توقتمش رغب باسترداد أذربيجان التي ضمَّها جاني بك بُعيد انهيار الدولة الإلخانيَّة ثُمَّ خرجت من تحت جناح مغول القفجاق في عهد خليفته بردي بك، كما أُسلف، فأرسل جيشًا إلى تبريز وحاصرها مُدَّة أُسبُوع ثُمَّ اقتحمها ونهبها. وكان تيمورلنك يعُدُّ أذربيجان من أملاكه بِوصفها تابعةً لِلدولة الجغتائيَّة التي ورثتها دولته وقامت على أنقاضها، فعدَّ اعتداء توقتمش  على تبريز تحديًا لهُ ونُكرانًا لِلجميل. والحقيقة أنَّ بلاد أذربيجان كانت في الماضي مثار نزاعٍ بين الإلخانيين وبين مغول القبيلة الذهبيَّة، وليس لِلجغتائيين أيُّ حقٍ فيها، لكنَّ تيمورلنك كان يبحث عن ذريعةٍ لِمُباشرة الحرب. وأمَّا نُكران الجميل فلِأنَّ توقتمش اعتلى عرش خانيَّة القبيلة الذهبيَّة بِمُساعدة تيمورلنك ومُساندته له ضدَّ خُصُومه. والواقع أنَّ تيمورلنك كان يأمل أن يبقى توقتمش رجُله المُخلص على الدوام ومُنفِّذ سياسته في بلاد القفجاق، فلمَّا هاجم أذربيجان رأى أنَّ مشروعه القاضي بِإخضاع هذه البلاد لسُلطته قد تعرَّض لِلخطر، وعليه أن يحرص على تنفيذه بِنفسه. ومهما يكن من أمر فقد استغلَّ تيمورلنك هذه الحملة على تبريز واتَّخذها ذريعةً لِشنَّ الحرب، فجهَّز جيشًا كثيفًا وخرج على رأسه من سمرقند في ربيع سنة 788هـ المُوافقة لِسنة 1386م، قاصدًا بلاد إيران والقفجاق، فاستولى على أذربيجان والكرج ووصل إلى تفليس، وعاث تخريبًا في تلك المناطق، ووقعت مُناوشة يسيرة بين جُنُوده بِقيادة ابنه ميرانشاه وبين بعض حاميات الحُدُود أسفرت عن انتصار الأوَّل، وأُسر عددٌ من الجُنُود المغول، فلمَّا عاد بهم إلى والده، أطلق سراحهم وأعادهم إلى سراي، وحمَّلهم رسالة عتاب شفهيَّة إلى توقتمش قال فيها أنَّ بينهما حُقُوق الأُبُوَّة والبُنُوَّة، وأنَّ ما قام به توقتمش لا يليقُ بمكانته. توجَّه تيمورلنك بعد تلك الوقعة إلى طرف أرضروم لِمُحاربة العُثمانيين، ثُمَّ توَّجه إلى طرف أصفهان لِمُحاربة المُظفريين، فتآمر عليه خُصُومه وتحالفوا ضدَّه مُستغلين غيابه، وفي مُقدِّمة هؤلاء قمر الدين دوغلات صاحب كاشغر وتوقتمش، فاجتاحا البلاد التيموريَّة وعاثا فيها، وسيطر توقتمش على إقليم خوارزم وضمَّه إلى دولته. ولمَّا علم تيمورلنك بما جرى، سارع إلى عقد الصُلح مع المُظفريين وعاد إلى سمرقند واستردَّ ما أُخذ منه، وما أن استتبَّ الأمان على حُدود دولته، سارع تيمورلنك لِمُحاربة توقتمش ومُعاقبته، فزحف إلى عُمق بلاد القفجاق وتتبَّع غريمه على مدى عدَّة أشهر حتَّى التقى الجمعان يوم 15 رجب 793هـ المُوافق فيه 18 حُزيران (يونيو) 1391م في بلدة «كوندورشة» من أعمال بُلقار، واشتبكا في معركةٍ ضارية دارت فيها الدائرة على مغول القبيلة الذهبيَّة، ففرَّ توقتمش مع أركان حربه لا يلوي على شيء، وسقط الآلاف من جُنُوده صرعى في ميدان القتال.

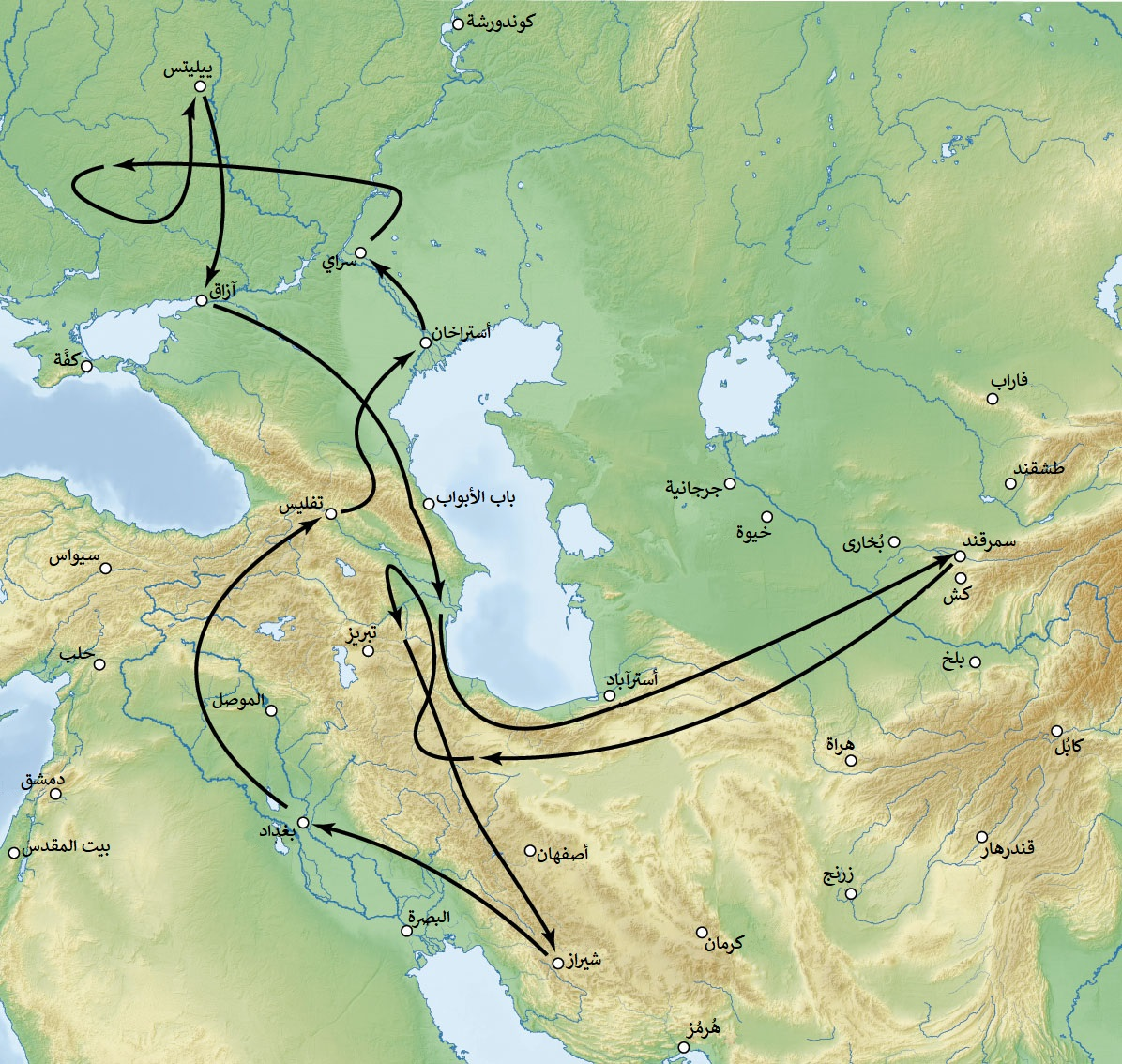
حملات تيمورلنك في فارس والقفقاس ثُمَّ في بلاد القفجاق ما بين سنتيّ 1392 و1396م، التي أفضت إلى هزيمة توقتمش هزيمةً نكراء.

سعى تيمورلنك، بعد انتصاره، إلى مُكافأة الأُمراء المغول الذين ساعدوه، فسمح لهم بِاقتطاع مناطق الأطراف والاستقلال بها، ثُمَّ ترك القبيلة الذهبيَّة لِمصيرها وعاد إلى سمرقند لِيُجهِّز حملة جديدة على فارس. فنهض توقتمش، بعد مُغادرة تيمورلنك، لِاستعادة حُكمه وإعادة توحيد البلاد تحت سُلطانه، فحارب المُتغلبين في النواحي واستخلص منهم ما اقتطعوه من أراضٍ، واستعاد سُلطته التامَّة على جميع بلاده، وأخذ يستعد لِجولةٍ أُخرى مع تيمورلنك. وحاول توقتمش التحالف مع المماليك في مصر والشَّام ضدَّ العدوِّ المُشترك، فأوفد رُسُله إلى السُلطان الظاهر سيف الدين برقوق لِيتباحثوا معه في هذا الشأن، واسقبلهم السُلطان في دمشق يوم 23 جُمادى الأولى 796هـ المُوافق فيه 29 آذار (مارس) 1394م. وكان تيمورلنك قد علم بِالمُباحثات التي جرت بين الطرفين، المملوكي والمغولي، وبِالمُراسلات بين كُلٍ من السُلطان بايزيد بن مُراد العُثماني وأحمد بن أويس الجلائري، مع السُلطان برقوق، من أجل توحيد الجُهُود ضدَّه، لِذا حرص على ضرب أعدائه مُنفردين قبل أن يتوحَّدوا، وقرَّر البدء بِتوقتمش، فهاجم بلاد الكرج، القريبة من خانيَّة القبيلة الذهبيَّة، ثُمَّ زحف شمالًا ناحية قلب بلاد القفجاق. وحاول توقتمش أن يُثني الغازي الكبير عن عزمه على غزو بلاده، فوجَّه إليه رسالة بِعباراتٍ مُنمَّقةٍ أعلن فيها عن ندمه عمَّا بدر منه من أعمالٍ عدائيَّةٍ ونسب ذلك إلى فساد أُمرائه. لكنَّ تيمورلنك أظهر عدم اقتناعه بِالحُجج التي قدَّمها خصمه، وتابع استعداداته لِلحرب. وعندما أنجز تيمورلنك استعداداته العسكريَّة، استأنف زحفه بِاتجاه الشمال والتقى بِتوقتمش الذي كان بِانتظاره على رأس جُيُوشه، على ضفاف نهر ترك، ودارت هُناك رحى معركة ضارية في 23 جُمادى الآخرة المُوافق فيه 16 نيسان (أبريل)، واستحال ميدان القتال إلى بحرٍ من الدماء، لكنَّ جُنُود تيمورلنك صمدوا وثبتوا في وجه المغول، فيأس هؤلاء من إحراز النصر، وكثُر القتلُ في صُفُوفهم، ففرَّ توقتمش إلى الغابات الشماليَّة، وكان فراره إيذانًا لِقُوَّاته أن تحذو حُذوه وتتفرَّق، ولاحق تيمورلنك خصمه دون أن يتمكَّن من القبض عليه، فاجتاح بلاد القفجاق وضمَّها إلى دولته، ثُمَّ سار على ضفاف نهر الڤولغا قاصدًا مدينة سراي، فاقتحمها وطرد سُكَّانها منها وأحرقها، ثُمَّ قفل وعاد إلى بلاده بعد أن أضعف خانيَّة القبيلة الذهبيَّة وأوصلها إلى شفير الانهيار التَّام.

### صحوة الموت
تجزَّأت بلاد القفجاق بِعامَّة إلى ثلاثة أجزاء بُعيد الحملة التيموريَّة، وتوزَّع الحُكمُ فيها بين ثلاثة خوانين حكموا في الوقت نفسه، وهم: توقتمش الذي عاد إلى عاصمته سراي بعد انسحاب تيمورلنك وسعى إلى إعادة تكوين دولته المُفكَّكة، وتيمور قُتلُغ بن تيمورملك الذي سيطر على القسم الجنوبي من الخانيَّة، وقويرجق بن أوروس الذي سيطر على الجُزء الشرقي المعروف بِخانيَّة القبيلة البيضاء، بِدعمٍ من تيمورلنك. وتصارع تيمور قُتلُغ وتوقتمش في سبيل تحقيق السيطرة المُطلفة على الخانيَّة، فهاجم الأوَّل العاصمة سراي واستولى عليها وأجبر توقتمش على الفرار من وجهه والالتجاء إلى غراندوق ليتوانيا ڤيتاوتاس. وحاول تيمور قُتلُغ إرغام الغراندوق سالِف الذِكر على تسليمه الخان الأسبق، فلم يُفلح، وتُوفي تيمور قُتلُغ في خريف سنة 802هـ المُوافقة لِسنة 1399م، وخلفه أخوه «شادي بك»، الذي وقع تحت تأثير أحد أُمرائه المُستبد بِشُؤون الخانيَّة، المدعو «إديگو». وحاول توقتمش أن يُصلح علاقته بِتيمورلنك التي رأى فيها الوسيلة الفُضلى لِاستعادة الحُكم، وقد وعده الأخير بِتحقيق رغبته، لكنَّ وفاة تيمور في شعبان 807هـ المُوافق فيه شهر شُباط (فبراير) 1405م، حالت دون تحقيق ذلك. وقضى توقتمش بقيَّة حياته مُشرَّدًا حتَّى قُتل في سنة 808هـ المُوافقة لِسنة 1406م في تيومين إحدى مُدن سيبيريا، فارًّا من وجه شادي بك، فكان بِذلك آخر الخوانين الكبار في القبيلة الذهبيَّة. استقرَّت أوضاع القبيلة الذهبيَّة بعد وفاة توقتمش، بِأيدي الأمير إديگو الذي استبدَّ بِشُؤون الخانيَّة كما أُسلف، فأعاد لها قُوَّتها وسيطرتها ما جعلها تُجبي الجزية من الأُمراء الروس، وراح يولي الخوانين ويعزلهم. ويرتبطُ تاريخ القبيلة الذهبيَّة مُنذُ ذلك التاريخ بِالتاريخ الروسي، ذلك أنَّ المُقاطعات الروسيَّة كانت تتنازع على الإمارة العُظمى، وتتسابق لِكسب ود الخان المغولي الذي كان يمنح البراءة في الحُكم، ما أدَّى إلى ازدياد تدخُّل الخوانين في شؤون الروس الداخليَّة وتصاعُد حدَّة التوتُّر، واصطدام الطرفين أكثر من مرَّة في معارك حُدُوديَّة. أبقى إديگو الخانيَّة مُتَّحدة حتَّى سنة 1410م عندما طرده ابنه نُور الدين، الذي انغمس في الصراعات على السُلطة، إلى آسيا الوسطى. ولكنَّ إديگو ما لبث أن عاد إلى الخانيَّة وتابع تعيين وعزل الخوانين كيفما شاء، وقامت بينه وبين أبناء توقتمش حُرُوب إلى أن قُتل في سنة 822هـ المُوافقة لِسنة 1419م.

### تفكُّك الخانيَّة وزوالها

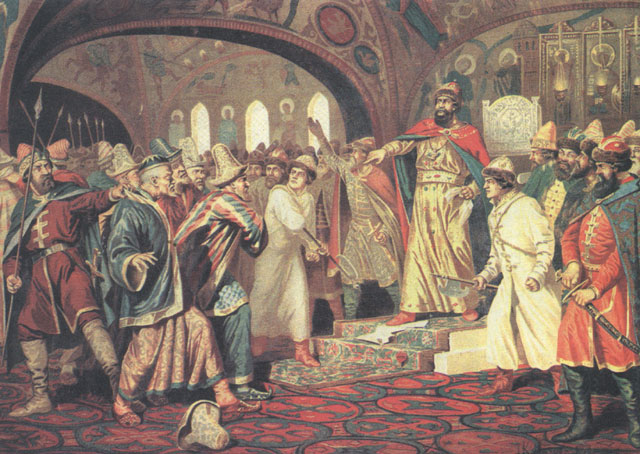
إيڤان الثالث يُمزِّقُ رسالة أحمد خان التي أرسلها إليه يُطالب بِالجزية، بِحُضُور السفارة المغوليَّة.

انقسمت بلاد القفجاق، بعد مقتل إديگو إلى أربعة أقسام مُستقلَّة ومُنفصلة وبِحالة عداءٍ دائم، نتيجة الصراع بين الأُمراء والقادة المُتوثبين على العرش، وسعي كُلٌ منهم إلى إعادة توحيد البلاد تحت رايته. فاستقلَّ بُراق خان بن قويرجق بِالشطر الشرقي من البلاد - خانيَّة القبيلة البيضاء - وراح يتطلَّع إلى ضم الشطر الغربي، الذي انقسم بِدوره إلى ثلاثة أقسام. ففي الشمال، أي في ولاية البُلقار، حكم أولوغ مُحمَّد، ونافس كُجُك مُحمَّد، الذي هو ابن إيجلكي حسن بن جغاي، أخي توقتمش، وقد اختارهُ الأُمراء والقادة خانًا بِالضرورة في المعركة ضدَّ إديگو لئلَّا ينفرط عقد الجيش. وفي الجنوب الغربي، أسَّس فرعٌ من المغول خانيَّة القرم، وحكم سيِّد أحمد بن توقتمش الغرب والمناطق الواقعة بين نهريّ الدون والدنيبر. واشتدَّت، في غُضُون ذلك، حدَّة الصراعات الداخليَّة، فاصطدم أولوغ مُحمَّد ببُراق في سنة 832هـ المُوافقة لِسنة 1429م، وانتصر عليه وقتله وضمَّ أراضيه إلى خانيَّة سراي ووحَّد بلاد القبيلة الذهبيَّة، لكن نازعهُ كُجُك مُحمَّد الذي لم يرضَ عن تعاظم نُفُوذ خصمه، فهاجم سراي واستولى عليها وطرده منها، وذلك في سنة 841هـ المُوافقة لِسنة 1437م، فهرب أولوغ مُحمَّد إلى مسكوب، لكنَّ أميرها ڤاسيلي الثاني رفض استقباله وأمره بِالمُغادرة، فذهب إلى البُلقار واستقرَّ فيها، وبنى مدينة قازان، وأسَّس دولةً مُستقلَّةً ومُنفصلةً عن سراي عُرفت باسم «خانيَّة قازان». تفرَّد كُجُك مُحمَّد بِالحُكُم في سراي بعد طرد أولوغ مُحمَّد، وخلفه بعد وفاته ابنه أحمد، الذي عُرف عنه عداوته لِلروس، وبِخاصَّةً المسكوبيين، لِأنَّهُ كان مُصرًّا على طلب الأتاوة والخِراج من ڤاسيلي الثاني، ويُهدِّده بِاجتياح بلاده إن رفض أداءهما، لكنَّ الأخير لم يعبئ بِالتهديدات المغوليَّة، فكان يُؤدِّي جُزءًا ممَّا عليه ويتباطأ في ذلك بِسبب أوضاع المغول الداخليَّة المُضطربة، فجرت بينه وبين جُيُوش أحمد خان بضعة معارك كانت الغلبة فيها لِلروس غالبًا. وتمكَّن ڤاسيلي الثاني من بناء دولته وتمكينها، بحيث عندما توفى ترك لِإبنه وخليفته إيڤان الثالث دولةً قويَّةً إلى درجةٍ تضع معها حدًا لِحُكم المغول وتقدر أن تستقل عنهم. ونظر إيڤان المذكور إلى نفسه كوريثٍ لِكُلِّ بلاد الروس وليس كأميرٍ لِمسكوب، لِأنَّ إمارته أصبحت تملك في ذلك الوقت الرُمُوز القوميَّة لِعُمُوم الروسيا. وضمَّ إيڤان الثالث الإمارات الروسيَّة المُتناثرة في الشمال المُتجمِّد والأورال، وراح يضرب المغول المُنقسمين على بعضهم كُلٌ منهم بِالآخر، فتحالف مع خان القرم حاجي كراي ثُمَّ خليفته منكلي كراي، ضدَّ أحمد خان، وعقد مُعاهداتٍ مع الأُمراء الروس الآخرين يُجبرهم بها أن يُسلِّموا الجزية التي كانوا يدفعونها لِلخان في سراي، له بدلًا من الخان. وجرت بين إيڤان الثالث وأحمد خان، وبين الأخير وخانيَّة القرم، عدَّة وقعات، إلى أن قُتل أحمد خان سنة 885هـ المُوافقة لِسنة 1480م، أثناء انسحاب جيشه من إحدى المعارك.

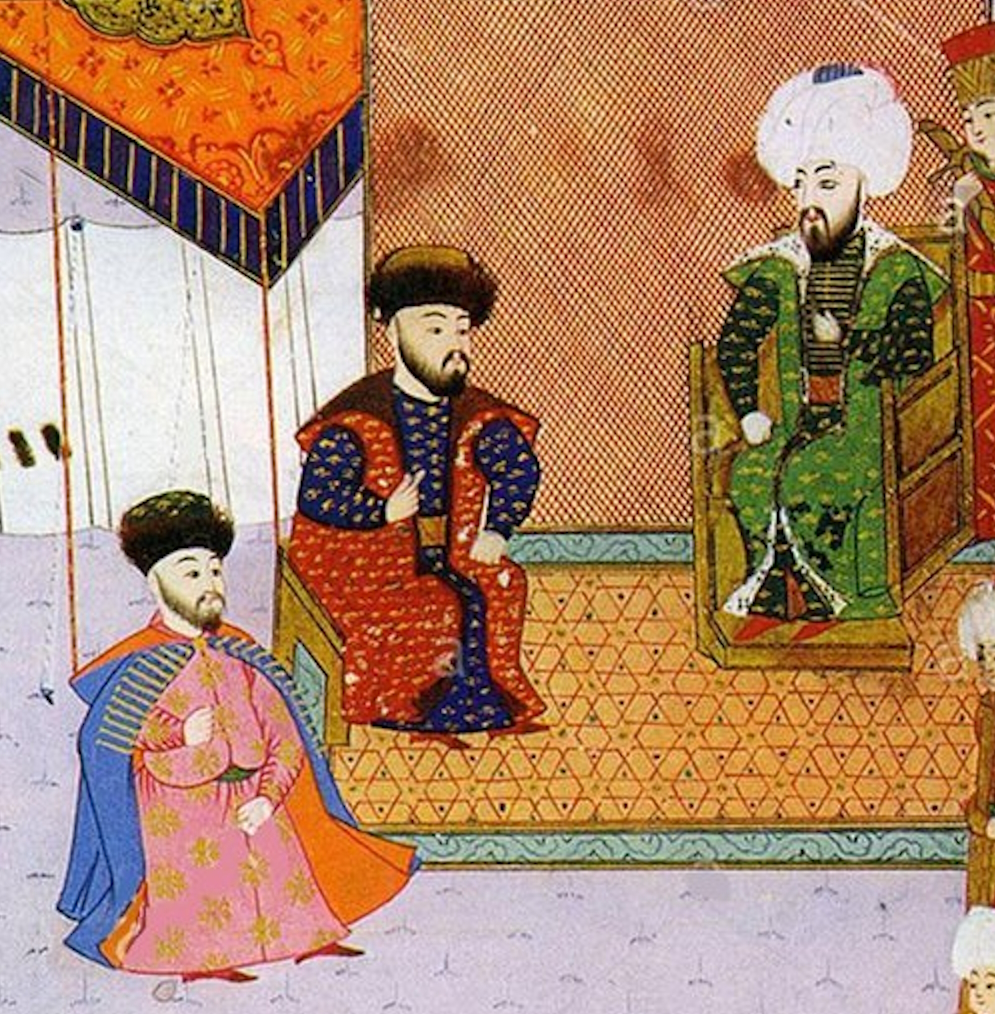
مُنمنمة عُثمانيَّة تُصوِّرُ خان القرم منكلي كراي يجلسُ في حضرة السُلطان العُثماني بايزيد بن مُحمَّد.

انقسمت خانيَّة القبيلة الذهبيَّة، بعد وفاة أحمد خان، إلى قسمين: تضمَّن القسم الأوَّل الأراضي الشماليَّة والوُسطى الواقعة بين نهريّ الدون ويايق، وحكمه أولاد أحمد خان، ودعى التُرك هذا الفرع من المغول بِاسم «تاختيل»، أي «القبيلة الكُبرى» أو «القبيلة الأولى»، وعُرف عند الروس والبولونيين باسم «ڤولگنسيس»، أي أهل ما وراء الڤولغا. واقتطع فرعٌ صغيرٌ من الأُسرة، ممن نزح عن سراي، الأراضي الجنوبيَّة وأسَّس فيها خانيَّة أستراخان الصغيرة واستقلَّ عن الدولة الأُم، وقد شكَّل هؤلاء القسم الآخر. واستمرَّت في هذه الفترة  العداوة بين خانيَّة القرم وسراي، ولعلَّ لِذلك علاقة بِمدى تدخُّل إيڤان الثالث بين الطرفين وتأجيج الخلافات بينهما لِيقضي كُلٌ منهما على الآخر، وقد حرَّض منكلي كراي على مُهاجمة سراي والقضاء نهائيًّا على القبيلة الذهبيَّة. وكان القرميُّون قد دخلوا تحت تحت جناح الدولة العُثمانيَّة خِلال عهد السُلطان مُحمَّد الفاتح مع احتفاظهم بِشيءٍ من الاستقلاليَّة الإداريَّة، ولمَّا تُوفي السُلطان مُحمَّد سالِف الذكر وخلفه ابنه بايزيد، سارع منكلي كراي إلى عقد مُحالفاتٍ وإبرام علاقاتٍ سياسيَّةٍ معه، كما عقد صُلحًا مع الغراندوق الليتواني إسكندر ياغيلون، وغايته من وراء ذلك إحكام الطوق على سراي. أمام الحماية العُثمانيَّة لِخانيَّة القرم، لم يجرؤ خان سراي «شيخ أحمد» أن يُهاجم أنسباؤه، وتناقص عديد جيشه بعدما هربت منه عدَّة فرق عسكريَّة والتحقت بِمنكلي كراي. ووقعت المعركة الأخيرة بين شيخ أحمد ومنكلي كراي في ذي الحجَّة 907هـ المُوافق فيه حُزيران (يونيو) 1502م، فقد هاجم الأخير سراي بِجيشٍ تعداده خمسة وعشرين ألف فارس، وقدَّم له إيڤان الثالث عددًا من المدافع المُتطوِّرة لِقصف أسوارها، فاقتحمها وقتل كثيرًا من سُكَّانها وأسر من بقي على قيد الحياة، ثُمَّ هدمها وسوَّاها بِالأرض، قاضيًا بِذلك على هذه الخانيَّة الكُبرى التي عمَّرت مائتين وثمانية وستين سنة، وفرَّ شيخ أحمد ناجيًا بحياته، وهام على وجهه لِفترةٍ من الزمن، وحاول الالتجاء إلى الغراندوق الليتواني، فقبض عليه وزجَّه في السجن، وبقي أسيرًا إلى أن أدركه الموت سنة 911هـ المُوافقة لِسنة 1505م، فانقرض بِوفاته خوانين القبيلة الذهبيَّة، وزال كُلُّ أثرٍ لِهذه الدولة المغوليَّة الإسلاميَّة.

## الثقافة والمظاهر الحضاريَّة

### الإدارة والتنظيم الداخلي

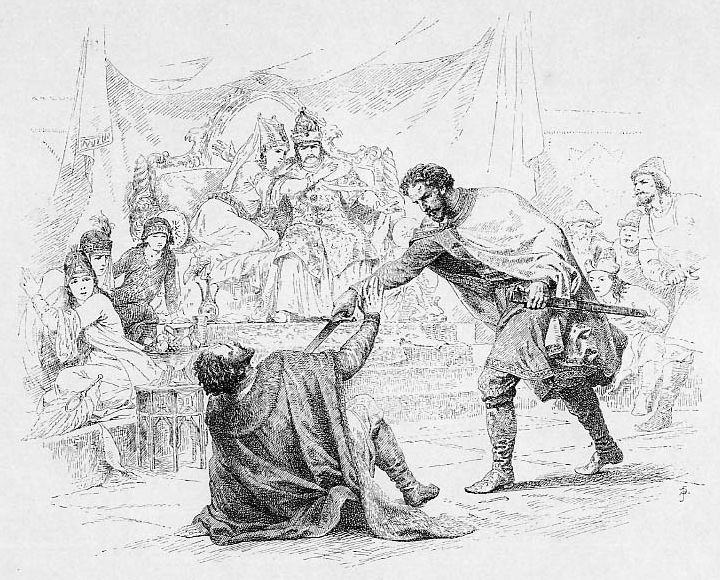
رسمٌ يُصوِّرُ أوزبك خان في مجلسه مُحاطًا بِنسائه، وهُنَّ الخواتين المذكورات في المصادر الإسلاميَّة التُراثيَّة. المُتقاتلان في مُقدِّمة الصورة هُما ديمتري بن ميخائيل التڤيري وهو يطعن يوري المسكوبي.

تحدَّرت نُخب القبيلة الذهبيَّة من أربع عشائر مغوليَّة: قيات ومانغوت وسقيفوت وقنقرات. وكان الخان حاكمها الأعلى، ويختاره مجلس القورولتاي من أحفاد باطو خان. و«قورولتاي» هو الاسم المغولي لِمجلس السلطنة الذي يختار الحُكَّام، ويدرس المسائل العويصة التي لا يُريد الحاكم أن يفعل فيها وحده، ووصفه ابن العبري بِقوله: «الْمَجْمَعُ الَّذِي تَنْقَدِحُ فِيهِ آرَاءَ جَمِيعَ الْإِخْوَانِ، وَالْإِخْوَةَ، وَالْأَوْلَاَدُ وَالْأُمَرَاءُ الْكِبَارُ، وَمُقَدَّمِيَّ الْعَسَاكِرِ، وَزُعَمَاءَ الْبِلَادِ...». وكان كبير الوزراء يُعرف باسم أمير الأُمراء أو البكلربك، واشتُرط فيه أن يكون مغوليًّا، وتبعه مجموعة من الوُزراء يُعاونوه في عمله. أمَّا الحُكَّام المحليِّين أو الوُكلاء، فكان واحدهم يُسمَّى «داروغجي»، وكانت مُهمَّته الأساسيَّة تحصيل الضرائب والتعامل مع أي استياءٍ شعبيّ. وكقاعدة عامَّة، فإنَّ الإدارتان المدنيَّة والعسكريَّة لم تكونا منفصلتين عن الحُكم. وذكر القلقشندي أنَّ خوانين القبيلة الذهبيَّة، الذين سمَّاهم سلاطين، كانوا يطَّلعون على مُجمل الأُمُور دون الاهتمام بِتفاصيلها، فإنَّهم كانوا يقنعون بِما يُحمل إليهم من واردات الدولة من دون أن يبحثوا في وُجوه القبض والصرف. ويبدو من خِلال هذا الكلام صحَّة القول بِاعتماد الخوانين على الوُكلاء والوُزراء في إدارة أُمُور الدولة. كما ذكر القلقشندي أنَّ لِخواتين هذه الدولة مُشاركة في الحُكم مع الخوانين، فكان رأيهُنَّ بارزًا وحاضرًا على الدوام، بل كُنَّ يُصدرن بعض الأُمُور عوض الخوانين: «إِنَّ تَرْتِيبَ هَذِهِ الْمَمْلَكَةِ فِي أُمُورِ جُيوشِهَا وَسُلْطَانِهَا كَمَا فِي تَرْتِيبِ مَمْلَكَةِ الْعِرَاقِ وَالْعَجَمِ فِي عِدَّةِ الْأُمَرَاءِ وَالْأَحْكَامِ وَالْخَدَمِ، وَلَكِنَّ لَيْسَ لِأَميرِ الأُلُوسِ وَالْوَزِيرَ بِهَا تَصَرُّفُ أَميرُ الأُلُوسِ وَالْوَزِيرَ بِتِلْكَ الْمَمْلَكَةِ، وَلَا لِسُلْطَانِ هَذِهِ الْمُمَلِّكَةُ نَظِيرُ مَا لِذَلِكَ السُّلْطَانِ مِنَ الدَّخْلِ والمجابي وَعَدَدَ الْمُدُنِ وَالْقُرَى، وَلَا مَشَى أهْلُ هَذِهِ الْمَمْلَكَةِ عَلَى قَوَاعِدِ الْخُلَفَاءِ مِثْلُ أُولَئِكَ؛ ولِخَوَاتِينِ هَؤُلَاءِ مُشَارَكَةٍ فِي الْحُكْمِ مَعَهُمْ وَإِصْدَارَ الْأُمُورِ عَنْهُمْ مِثْلُ أُولَئِكَ وَأَكْثَرَ... قَالَ الْمَقَرُّ الشِّهَابِيُّ بْن فَضْلِ الله: "وَقَدْ وَقَفَتْ عَلَى كَثِيرِ مَنِ الْكُتُبِ الصَّادِرَةِ عَلَى مُلُوكِ هَذِهِ الْبِلَادِ مِنْ عَهْدِ بَرَكَةَ وَمَا بَعْدَهُ، وَفِيهَا "وَاِتَّفَقَتْ آرَاءُ الخواتين وَالْأُمَرَاءَ عَلَى كَذَا" أَوْ مَا يَجْرِي هَذَا الْمَجْرَى».
شكَّل سُكَّان خانيَّة القبيلة الذهبيَّة مزيجًا كبيرًا من التُّرك والمغول الذين اعتنقوا الإسلام بِمُرُور الزمن، بِالإضافة إلى أعدادٍ أقل من الفنلنديين اليوغريين والألان والصقالبة والقفقاسيين وشعوبٌ أخرى من المُسلمين وغير المُسلمين. وشكَّل التُرك مُعظم سُكَّان الخانيَّة، وقد انقسموا إلى عدَّة شُعُوب، كالقفجاق والكومان وبُلقار الڤولغا والخوارزميُّون وغيرهم. وقد تترَّكت الخانيَّة مع مُرُور الوقت وفقدت هويَّتها المغوليَّة، على أنَّ المُحاربين المغول الأصليين أحفاد باطو خان استمرُّوا يُشكلون الطبقة العُليا في المُجتمع. وذكر القلقشندي أنَّ سُكَّان الخانيَّة كانوا مُجبرين على دفع ضرائب سنويَّة لِحُكَّامهم خشيةً من بطشهم وجبروتهم ودفعًا لِضررهم حتَّى وأن أثَّر هذا على مُستوى حياتهم المعاشيَّة الصعبة، فقال: «وَهُمْ وَإِنَّ كَانَ لهم مُلُوكٌ فَهُمْ كَالْرَّعَايَا، فَإِنْ دَارُوهُ بِالطَّاعَةِ وَالتُّحَفِ، كَفٌّ عَنْهُمْ، وَإِلَّا شَنَّ عَلَيْهُمِ الْغَارَاتِ، وَضَايَقَهُمْ، وَحَاصَرَهُمْ، وَقَتَلَ رِجَالَهُمْ، وَسَبَى نِسَاءُهُمْ، وَجَلَبَ رَقيقِهِمْ إِلَى أَقْطَارِ الْأرْضِ».

### الإنشاءات العُمرانيَّة

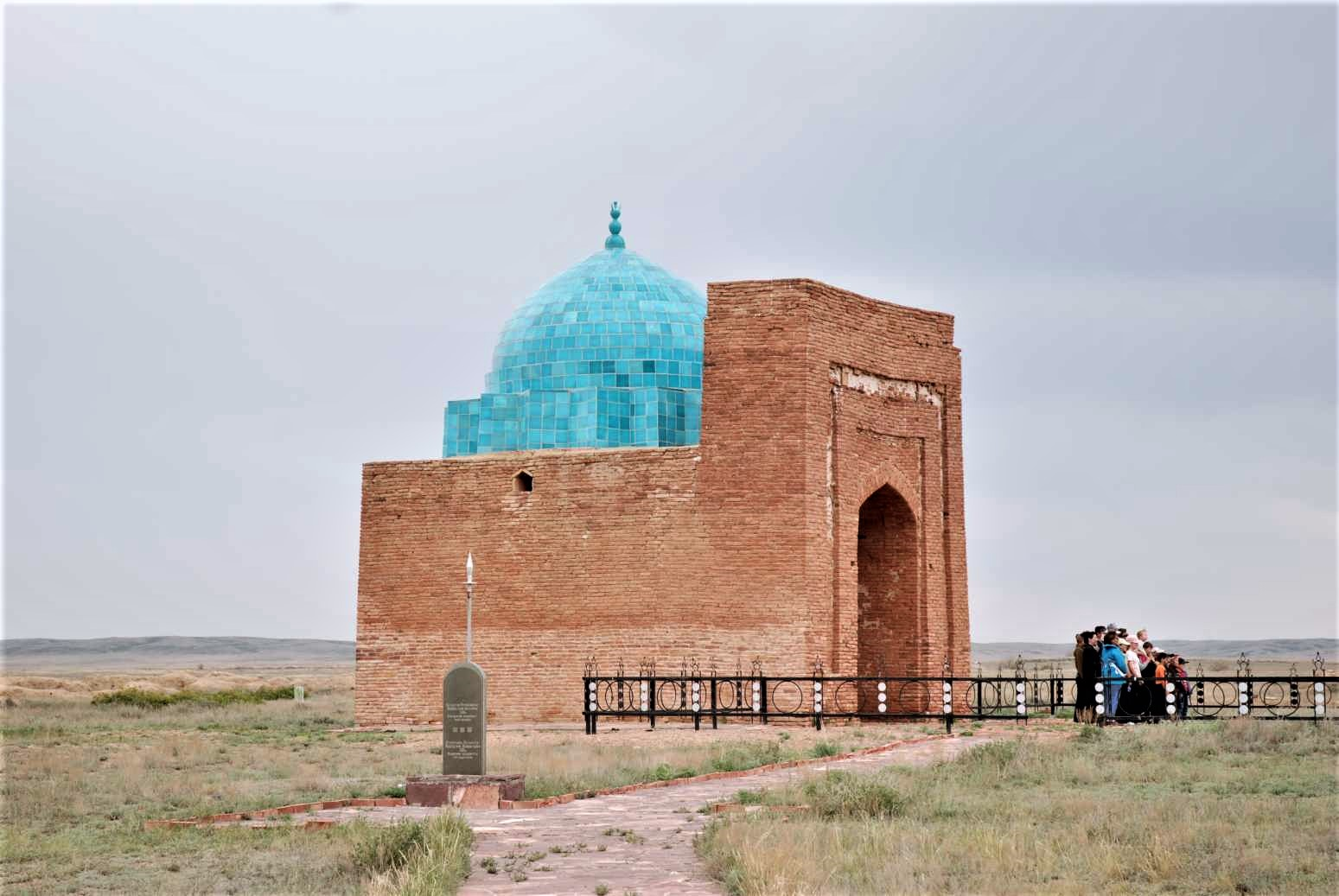
تُربة جوجي خان في قراغندي، تظهر فيها معالم العمارة الإسلاميَّة الفارسيَّة المأخوذة عن بلاد آسيا الوُسطى.

نتيجة العلاقة الوطيدة والمُنتظمة بين خانيَّة القبيلة الذهبيَّة والدولة المملوكيَّة، فقد انتقلت التأثيرات المعماريَّة الإسلاميَّة من مصر والشَّام، فضلًا عن التأثيرات القادمة من وسط آسيا من بُخارى وسمرقند، فشُيِّدت المساجد والأبنية والقُصُور في شبه جزيرة القرم على يد المعماريين المصريين والشِّوام، وزُيِّنت قُصُور سراي بِالفُسيفساء ورُسُوم الجُدران، وظهرت البُيُوت الضخمة المبنيَّة بِالحجر والمُزيَّنة بِالزخارف، والقُبُور والأروقة، وأنظمة التدفئة المركزيَّة من خلال الأرضيَّات المُبلَّطة بِالخشب الصلب، وأُقيمت السُدُود في سراي لِتأمين المياه لِلأقنية والطاقة المائيَّة المُستعملة في المصانع. وكانت العاصمة سراي تحفل بِالمعالم والمصالح العامَّة، ووصفها ابن بطُّوطة حينما زارها، فقال: «وَهِي مَنْ أَحْسَنُ الْمُدُنِ مُتَنَاهِيَةَ الْكِبَرِ فِي بَسيطٍ مِنَ الْأرْضِ تَغِضْ بِأهْلِهَا كَثْرَةً، حَسْنَةَ الْأَسْوَاقِ، مُتَّسَعَةَ الشَّوَارِعِ...» وأضاف أنَّ عمارتها مُتَّصلة الدور، لا خراب فيها ولا بساتين، «وَفِيهَا ثَلَاثَةَ عَشَّرَ مَسْجِدًا لِإقَامَةِ الْجُمُعَةِ أَحَدَّهُمَا لِلشَّافِعِيَّةِ، وَأَمَّا الْمَسَاجِدَ سِوَى ذَلِكَ فَكَثِيرَةَ جِدًّا... وَقَصْرُ السُّلْطَانِ بِهَا يُسَمَّى الطون طَاش، والطون مَعَنَاهُ الذَّهَبُ وَطَاش مُعَنَّاُهُ حَجَرٌ...». وأضاف القلقشندي معلوماتٌ أُخرى مُهمَّة عن عمارة المدينة، فقال: «وَدَارُ الْمُلْكِ بِهَا قَصْرٌ عَظِيمٌ عَلَى عَليَائِهِ هَلَاَلٌ مِنْ ذَهَبِ زَنَّتْهُ قِنْطَارَانِ بِالْمِصْرِيِّ، وَيُحِيطُ بِالْقَصْرِ سُورٍ وَأَبْرَاجٌ فِيهَا الْأُمَرَاءَ، وَبِهَذَا الْقَصْرِ يَكُونُ مَشْتَاُهُمْ؛ والسَّرَاي مَدِينَةَ كَبِيرَةَ ذَاتُ أَسْوَاقٍ وَحَمَّامَاتٍ وَوُجُوهِ بَرٍّ...». وذكر ابن بطُّوطة أيضًا أنَّهُ شاهد في سراي عدَّة مدارس للشافعيَّة والمالكيَّة، فضلًا عن وُجود زوايا عدَّة لِعددٍ من الشُيُوخ والعُلماء ممن استضافوه وأصحابه في إحداها.

### الاقتصاد

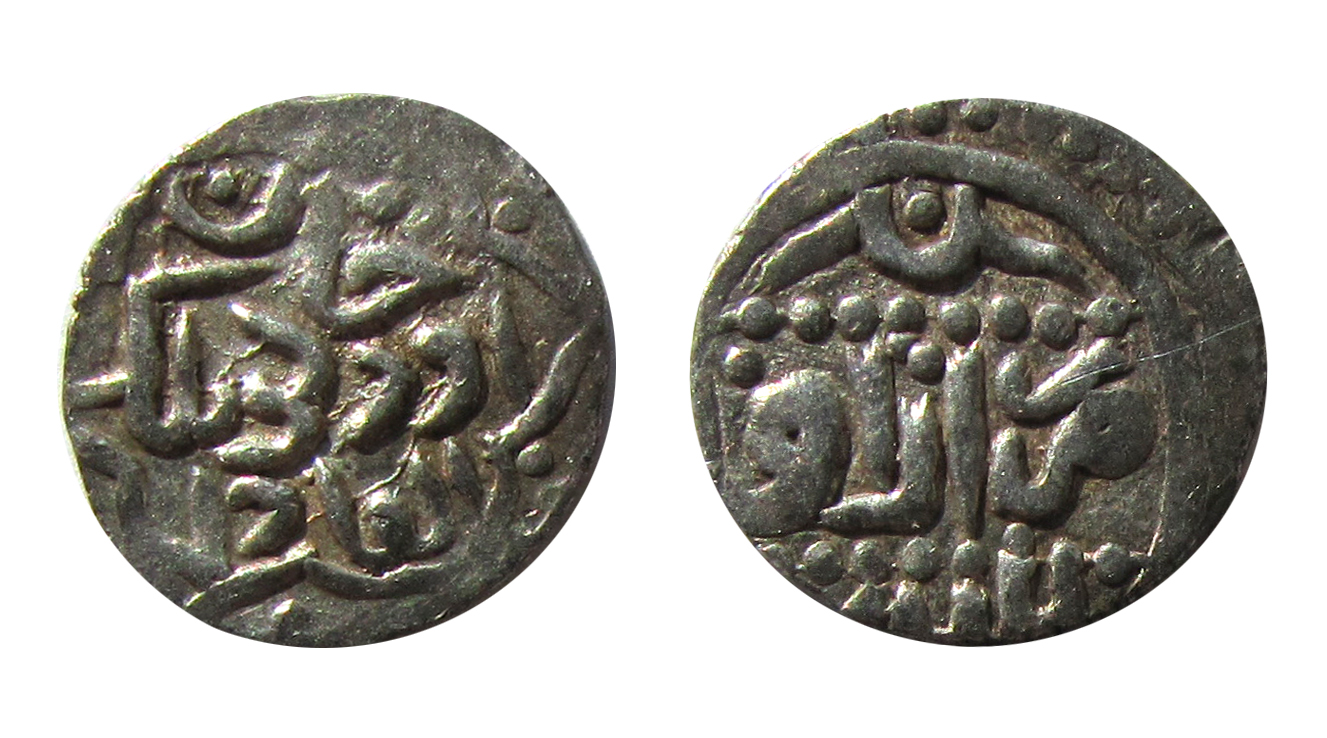
درهم ضُرب في عهد بردي بك.

نشطت تجارة سراي مع الجنويين سادة التجارة على طول ساحل بحر البنطس (الأسود) - سوداق وكفَّة وآزاق. وكانت المماليك في مصر والشَّام شُركاء الخانيَّة التجاريين مُنذُ أمدٍ طويل، كما كانوا حُلفائهم في حوض البحر المُتوسِّط، وذلك مُنذُ أن أقام بركة خان تحالُفًا مع السُلطان المملوكي الظاهر بيبرس ضدَّ المغول الإلخانيين في فارس سنة 1261م. وفقًا لِلمُؤرِّخ كريستوف باومر، قام اقتصاد خانيَّة القبيلة الذهبيَّة على التجارة بِالمقام الأوَّل، فقد كانت طريق التجارة الطبيعيَّة تتجه جنوب نهر الڤولغا وُصولًا إلى سراي حيث تتقاطع مع الطريق الواصلة بين الشرق والغرب شمال بحر الخزر (قزوين)، ثُمَّ ينحدر على الجانب الغربي من البحر المذكور إلى تبريز في أذربيجان حيث يلتقى بطريق الشرق-الغرب الكبير جنوب البحر نفسه سالف الذِكر. وفي حوالي سنة 1262م عندما اندلعت الحرب بين بركة خان وهولاكو، ثُمَّ تبعتها عدَّة حُرُوب على الجانب الغربي من بحر الخزر والتي خسرت الخانية بعضها، ممَّاأدَّى إلى انقطاع التجارة، فقامت الخانيَّة ببناء مُدُنٍ تجاريَّة على طول الطريق الشمالي لِتعويض خسارتها الطريق الجنوبيَّة. ولمَّا تحالف مغول القفجاق والمماليك، افتُتحت طريقٌ تجاريَّة جديدة بين الدولتين عبر مراكز جنوة في شبه جزيرة القرم. فكانت ترد من مصر والشَّام البضائع التجاريَّة، مثل المنسوجات الناعمة الجميلة، والفواكه المُختارة، والعُطُور النادرة، وحتَّى الحيوانات الغريبة وما شابهها، وكان السُفراء المغول يجلبونها عند عودتهم كهدايا لِيسِّدهم وحاشيته وبطانته. وقد أمدَّت قاعدة الڤولغا وسواحل بحر البنطس (الأسود) مصر بِالعبيد المماليك، أي بِالجُنُود، مُقابل إرسال مصر الصُنَّاع والحرفيين والعُلماء المُسلمين الذين كان لِنشاطهم أثرٌ بالغ في تطوُّر المغول في الروسيا. وكان المغول قد أقاموا نظامًا خاصًا لِعملتهم في جميع الدُول التي أسسوها، باستثناء مملكة يوان الصينيَّة، فقد كانت أكبر قطعة نقديَّة فضيَّة تُسمَّى دينارًا، أمَّا أصغر قطعة نقديَّة فضيَّة فقد كانت تُسمَّى درهمًا، إذ كان الدينار يُساوي ستَّة دراهم، وقد ثبُت وزن الدرهم في عهد خُلفاء جوجي خان على ثُلث مثقال، ثُمَّ طُبِّق هذا الوزن فيما بعد في آسيا الوُسطى وإيران والقفجاق. وكان لِكُلِّ مدينةٍ من المُدُن التي كانت خاضعة لِسُلطة القبيلة الذهبيَّة عملة ذات طابع وشكلٍ خاص بها، وقد ظهر هذا من خلال شكل العملة ونُقُوشها ونوع حُرُوفها.

### الدين
كانت البلاد التي شكَّلت خانيَّة القبيلة الذهبيَّة تحتضنُ عدَّة أديَّان مُنذ الفترة السابقة على اعتناق أهلها لِلإسلام. فمن الديانات السماويَّة التي كانت مُنتشرة: المسيحيَّة، إذ كان التُرك المحليُّون من القفجاق يتعرَّضون - من قبل عهد المغول - لِلتأثير المسيحي الوافد من الإمارات الروسيَّة وأوروپَّا الغربيَّة، عن طريق التبشير، وعندما قامت الخانيَّة وثبَّتت أركانها، لم يفتر الترويج لِلمسيحيَّة، وخيرُ دليلٍ على ذلك وُجُود مُعجم قفجاقي - كوماني، يرجع إلى آخر القرن الثالث عشر الميلادي، ويحوي ترجمة تُركيَّة لِلإنجيل، ولِبعض التراتيل الكاثوليكيَّة، وتُؤكِّد هذه الترجمة على علم المُبشرين النصارى بِاللُغة التُركيَّة، وقد رأى ابن بطُّوطة في القرم بين كفَّة وكرچ قومًا من القفجاق يدينون بِالمسيحيَّة، وكان بِالقرم نصارى محليُّون ينتسبون إلى عُنصُرٍ قوميٍّ آخر. ومع تحوُّل الخانيَّة إلى دولةٍ إسلاميَّة، عامل الخوانين المُسلمين رعاياهم المسيحيين بِالحُسنى، فأعفوا القساوسة من الضرائب، وسمح بركة خان - الذي عمل على ترسيخ الإسلام وسط شعبه - بِتأسيس أبرشيَّةٍ مسيحيَّة في سراي سنة 1261م، واستمرَّ التسامح الديني التَّام طوال عُهُود الخوانين الذين تلوه. ويُلاحظ أنَّهُ بعد انهيار الدولة الإلخانيَّة في سنة 756هـ المُوافقة لِسنة 1355م، نقلت البعثات التبشيريَّة، القادمة من غربيّ أوروپَّا، نشاطها من إيران إلى بلاد التتر الشماليَّة، كما كان الأوروپيُّون يدعون القبيلة الذهبيَّة؛ بعد أن فقدت الأمل بِالنجاح. وكان البابا يُوحنَّا الثاني والعشرين يعتقد بِأنَّ أوزبك خان - القائم على عرش الخانيَّة آنذاك - على الرُغم من أنَّهُ لن يرتد عن دينه إلى المسيحيَّة، فإنَّهُ يُمكن إقناعه بِأن يسمح لِلنصارى اللاتين بِتأسيس مراكز تبشيريَّة، وقد بنى قناعته على وُجُود أشخاص يُؤيِّدون المسيحيَّة في بلاط الخان من الأُمراء وذوي النُفُوذ والأميرات، بِالإضافة إلى وليّ العهد «تيني بك». وهكذا هرعت أعدادٌ من المُبشِّرين والمبعوثين إلى سراي وإلى منطقة الڤولغا ابتداءً من سنة 738هـ المُوافقة لِسنة 1338م، وأسَّسوا بطريركيَّة لاتينيَّة في العاصمة المغوليَّة إلى جانب البطريركيَّة الأرثوذكسيَّة التي تأسست في سنة 659هـ المُوافقة لِسنة 1261م، لِخدمة المُجتمع الروسي الأرثوذكسي المُتنامي.
ومن الديانات الأُخرى التي كانت مُنتشرة بين سُكَّان بلاد القبيلة الذهبيَّة، الأرواحيَّة أو الشامانيَّة، وكان عددٌ من الخوانين يدينون بها قبل عهد أوزبك خان، الذي عمل على تصفيتها هي والوثنيَّة وإزالة آثارها وتمكين الإسلام في البلاد، كما أُسلف. أمَّا بِالنسبة لِلإسلام، فقد أخذ بالانتشار بين المغول مُنذ عهد بركة خان، وغلب على الخانيَّة تمامًا خلال خمسين سنة تقريبًا، فأصبح أغلب سُكَّانها من المغول والتُرك والألان والآص مُسلمون سُنيُّون، ويبدو من كلام ابن بطُّوطة أنَّ المذهبين السائدين في البلاد كانا المذهب الشافعي والمالكي. ورُغم انتشار الإسلام بين أفراد القبيلة الذهبيَّة، فقد كانت ما تزال هُناك عادات وتقاليد عدَّة يتِّبعها المغول سابقة على إسلامهم، ومنها عدم استعمال مياه الأنهُر لا لِلغُسل ولا لِلاغتسال، وهي تتنافى مع تعاليم الإسلام، وقد نبَّه بركة خان سُفراء السُلطان المملوكي الظاهر بيبرس عن هذا الأمر، فاضطرُّوا أن يغسلوا ملابسهم سرًّا لِشدَّة حاجتهم إلى ذلك.

### القضاء والقانون
رُغم اعتناق مغول القبيلة الذهبيَّة لِلإسلام واتباعهم الشريعة الإسلاميَّة، إلَّا أنَّهم استمرُّوا، بعد اعتناقهم الإسلام، يُعظِّمون الياسق (تُسمَّى أيضًا «الياسا» أو «الياسة» أو الياساق)، وهو مجموعة القوانين والأحكام التي وضعها وأقرَّها جنكيز خان لِتنظيم حياة القبائل المغوليَّة، وكُتبت بِالخط الأويغوري، وفي ذلك قال أحد أحد المُؤرخين: «إِنَّ مُلُوكَ هَذِهِ الطَّائِفَةِ مَعَ ظُهورِ الْإِسْلَامِ فِيهُمْ وَإقْرَارَهُمْ بِالشَّهَادَتَينِ مُخَالِفُونَ لِأَحْكَامِهَا فِي كَثِيرٍ مِنَ الْأُمُورِ، وَاُقْفُوَنَ مَعَ يَاسَةِ جِنكِيزخَان الَّتِي قَرَّرَهَا لَهُم وُقُوفَ غَيْرِهِمْ مِنْ أَتِبَاعَهُ مَعَ مُؤَاخَذَةِ بَعْضًا أَشَدَّ مُؤَاخَذَةٍ فِي الْكَذِبِ والزِّنَا وَنَبْذَ الْمَوَاثِيقِ وَالْعُهُودِ وَقَدْ جَرَتْ عَادَةُ مُلُوكِهِمْ أَنَّهُمِ إذَا غَضِبُوا عَلَى أحَدٍ مِنْ أَتِبَاعَهُمْ أَخَذُوا مَالَهُ وَبَاعُوا أَوْلَاَدَهُ». وكان المغول يرجعون إلى الياسق في تحديد العديد من العُقُوبات، وبحسب ما ورد فيها فإنَّ الزاني كان يُقتل سواء كان مُحصَّنًا أم غير مُحصَّن، وكذلك اللوطي، ومن يتعمَّد سحر الناس والتجسُّس عليهم دون وجه حق، ومن بال في الماء أو على الرماد، أو دخل بين اثنين وهُما يتخاصمان فأعان أحدهما على الآخر. وتضمَّنت الياسق نُصوص تحث الأبناء على طاعة آبائهم والإخوة الصغار لِإخوتهم الكبار، والزوجات لِأزوجهن، وغير ذلك. وكانت بعض قوانين الياسق تتماثل مع الشريعة الإسلاميَّة، بينما كان بعضها الآخر لا يتوافق معها أبدًا، وقد استمرَّ المغول يتبعون بعض تلك القوانين المُتعارضة مع الشريعة الإسلاميَّة، مثل امتناعهم عن استعمال مياه الأنهار لِلغسيل والاغتسال. ويقول المقريزي إنَّ عامَّة المغول المُسلمين لمَّا كانوا لا يستطيعون الخُرُوج عن سُنَّة جنكيز خان والاقتداء بِحُكم الياسق؛ فإنهم كانوا ينصبون حاجبًا لِيقضي بينهم فيما اختلفوا فيه من عوائدهم، والأخذ على يد قويُّهم، وإنصاف الضعيف منهم على مُقتضى ما في الياسق، وكانوا يجعلون إليه النظر في قضايا الدواوين السُلطانيَّة عند الاختلاف في أُمور الإقطاعات.

### الفُنُون والعُلُوم والآداب

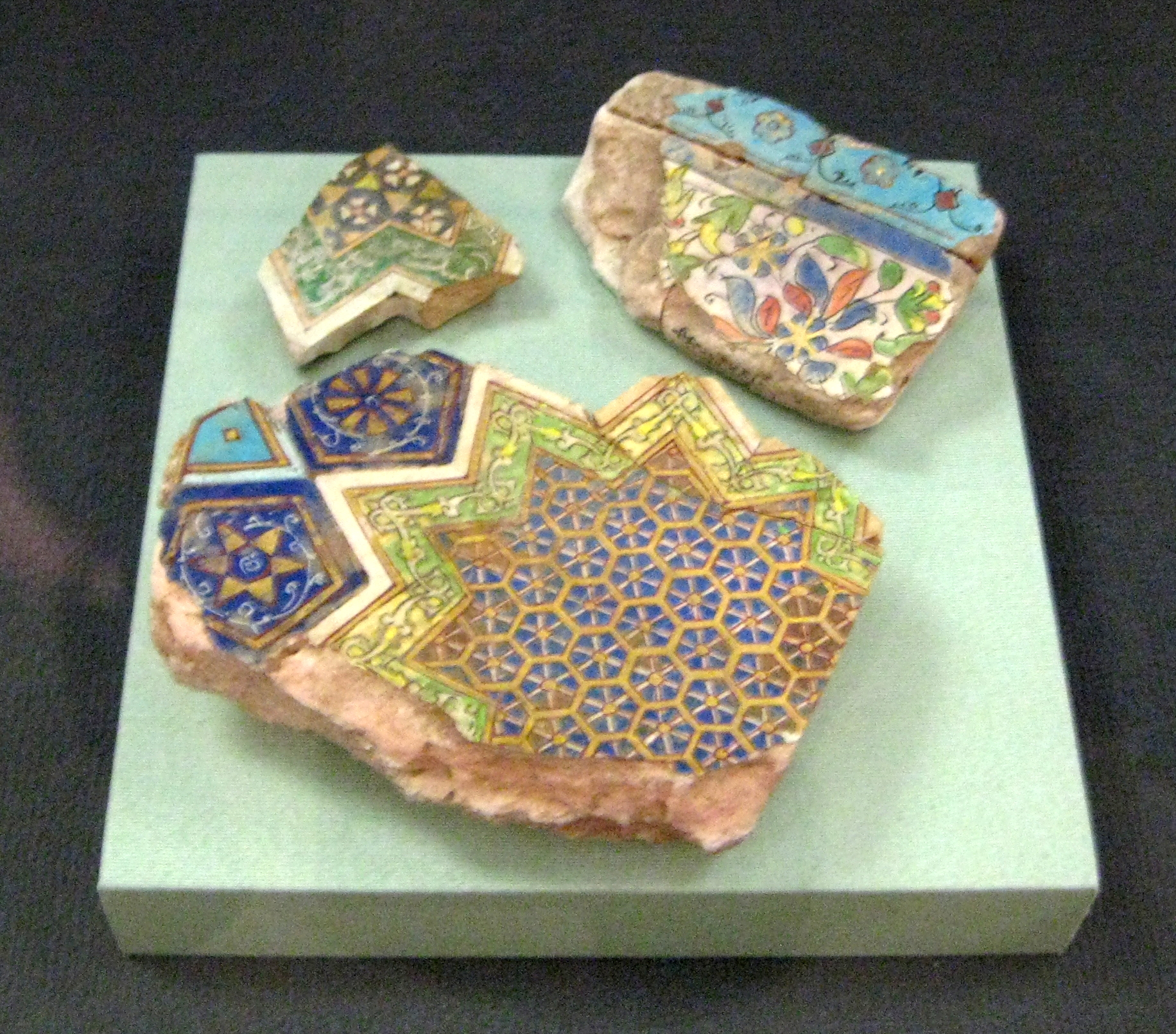
قطعٌ مُزخرفة عُثر عليها في سراي.

كشفت الحفريَّات الآثاريَّة في مدينة سراي عن وُجُود أسطرلابٍ ضمن أطلال المدينة العتيقة، مما يُفيد بِدراية مغول القفجاق بِعُلُوم الفلك، كما يُعرف بأنَّ المدينة المذكورة كانت موطن العديد من الشُعراء، لكنَّ مُعظمهم معروفون بِالاسم فقط، ولا توجد لهم آثار باقية من دواوين ومُؤلَّفات. أمَّا بِالنسبة لِفُنُون مغول القفجاق، فقد كان فنُّهم الإسلامي ظاهرًا وبارزًا، وكانت حرفة الصياغة المُستوحاة من الحضارة الصينيَّة مُتطوِّرة جدًا، وكذلك صناعة القطع الفنيَّة، وأكثر الفُنُون التي ظهرت في هذا العصر فن الكتاب الفارسي، بالإضافة إلى التصاميم الخزفيَّة والقبب المُقرنصة. أشارت الباحثة المصريَّة نادية علي فاضل أنَّ مغول القبيلة الذهبيَّة كانوا يُنتجون أنواعًا عديدةً من الخزف سواء المُزخرف تحت الطلاء، أو المينائي، و الـ«لاجفاردينا»، والخزف القفجاقي ذو البريق المعدني، والخزف القفجاقي التقليد لخزف السيلادون الصيني، والخزف القفجاقي تقليد المُزجَّج الصيني. واستخدم المغول طينات مُختلفة في صناعة هذا الخزف أهمها عجينة فاخرة رمادية اللون تُسمَّى «كاشي»، كما استُخدمت أدواتٌ مُختلفة في هذه الصناعة، وسبعة أنواع من الأفران. وكان لِهذه الأواني الخزفيَّة عدَّة استخدامات، فبعضُها استُخدم كأوانٍ لِحفظ ماء الورد وبعضُها الآخر مصائد ذُباب، بالإضافة إلى الاستخدامات المُتعارف عليها من صُحُونِ وسُلطانيَّات وأباريق وغيرها، وزُيِّنت هذه الخزفيَّات بِالزخارف النباتيَّة، وأشكال الكائنات الحيَّة، والزخارف الهندسيَّة، والنُقُوش الكتابيَّة. ويبدو التأثير الصيني والفارسي والمملوكي واضحًا في هذه المُنتجات، الذي انتقل إلى القفجاق عن طريق العلاقات التجاريَّة.

## الجيش
انفرد القلقشندي في ذكر الأُسس والأنظمة العسكريَّة لِخانيَّة القبيلة الذهبيَّة والأرزاق والمُرتَّبات التي كانت تُمنح لِلجُند والزي الخاص بهم، فقال واصفًا القُوَّة العسكريَّة لِهذا الدولة: «إِنَّ عَسَاكِرَهَا كَثِيرَة تَفُوتُ الْحَصْرُ، لَا يُعْلَمُ لَهَا مِقْدَارٌ إِلَّا أَنَّهُ خَرَجَ مَرَّةً عَلَيْهِ وَعَلَى الْقَانِ الْكَبِيرِ اسنبغا سُلْطَانُ مَا وَرَاءِ النَّهْرِ خَارِجٌ، فَجَرَّدَ إِلَيْهِ مِنْ كُلِّ عُشُرَةٍ وَاحِدًا فَبَلَغَ عَدَدُ الْمُجَرَّدِينَ مَائِتِينَ وَخَمْسِينَ ألْفًا مِمَّنْ دَخْلَ تَحْتَ الْإِحْصَاءِ سِوَى مَنِ اِنْضَمَّ إِلَيْهِمْ، وَأَلْزَمُ كُلَّ فَارِسَ مِنْهُمْ بِغُلَاَمَيْنِ ثَلَاثِينَ رَأْسًا مِنَ الْغَنَمِ وَخَمْسَةَ أرُؤس مِنَ الْخَيْلِ وَقَدْرَيْنِ نَحَّاسٌ وَعَجَلَةٌ». وهذا يدُلُّ على ما كانت تتمتَّع به خانيَّة القبيلة الذهبيَّة من قُوَّةٍ عسكريَّةٍ كبيرةٍ سواء من حيث عدد الجُند أو عدَّتهم العسكريَّة. أمَّا عن مقدار أرزاق الجُند في هذه الدولة فقد كان كُلُّ جُنديٍّ يحقُّ له الاحتفاظ بِإقطاعات وأملاك أبيه، وبِالإجمال يبدو أنَّ الأوضاع المعيشيَّة لِلجُند كانت جيِّدة، وفي ذلك قال القلقشندي: «وَأَمَّا مَقَادِيرَ أَرْزَاقِ جُنْدِهِمْ... فَمَنْ كَانَ بَيْدَ آبَائِه شَيْءٌ مِنَ الْإقْطَاعِ فَهُوَ بَيْدَ أبْنَائِه. وَالْأُمَرَاءُ لهم بِلَادٌ، مِنْهُمْ مَنْ تُغْلِ بِلَادَهُ فِي السَّنَةِ مَائِتِي أَلَّفَ دِينَار رَابِحُ وَمَا دُونَ ذَلِكَ إِلَى مَِائََِةِ أَلْفِ دِينَار رَابِحَ. أَمَّا الْجُنْدَ فَلَيْسَ لِأَحُدُّ مِنْهُمْ إِلَّا نُقُودَ تُؤْخَذُ، كُلَّهُمْ فِيهَا عَلَى السَّوَاءِ، لِكُلِّ وَاحِدِ مِنْهُمْ فِي السَّنَةِ مَائِتَا دِينَار رَابِح». أمَّا زيّ الجُند في الخانيَّة، فكان مُشابهًا لِزي العساكر الإسلاميَّة في الدولة المملوكيَّة بِمصر والشَّام، إلَّا أنَّ الزيَّ المغولي عاد وغلب عليهم فيما بعد، لكنَّهم جعلوا غطتء رؤوسهم عبارة عن عمائم صغيرة مُدوَّرة.

### هوامش
- «1»: المسكوب والمسكوبيَّة هو تحريفُ «موسكوڤ» و«موسكوڤيَّة» (ڤ)، ويُقصد بها أهل مدينة أو إمارة موسكو، واستُخدمت لِلإشارة في فترةٍ من الفترات إلى الروس ككل. وسبب كتابتها بِهذا الشكل هو عادة استبدال لفظ الـ«V» بِالعربيَّة بِالباء، كما في حالة بلنسية التي يلفظها الغربيُّون «ڤلنسية»، و«أڤينيون» التي كتبها العرب ولفظوها «أبينيون».
- «2»: الخركاه في اللُغة المغوليَّة هي الأورطة أي الخيمة، وأُطلق بعد ذلك على المُعسكر، وقيل لِكُلِّ مُعسكرٍ كبيرٍ: أورطة أو أوردا أو أُردُو.[14]
- «3»: يُروى أيضًا أنَّ العالم الذي التقاهُ بركة وأسلم على يديه يُدعى نجم الدين مُختار الزاهدي، ولمَّا التقاه بركة استفسر منه عن الدين الإسلاميّ وطلب منه أن يُؤلِّف لهُ رسالة تُؤيِّد بِالبراهين رسالة الإسلام، وتوضح بُطلان عقائد المغول وترد على المُخالفين والمُنكرين لِهذا الدين،[103] فألَّف لهُ كتاب الرسالة الناصريَّة في النُبُوَّة والمُعجزات،[104] فكان هذا سببًا في إسلام بركة، وتحوُّله إلى ناصرٍ لِلمُسلمين في دولته، ومُدافعًا عن قضاياهم.
- «4»: السرآجوقات هي طاقيَّة مغوليَّة خاصَّة بِالخوانين، كانوا يلبسونها.[65]

### بِاللُغة العربيَّة
1. 1 2 3 4 5 6 7  طقُّوش، مُحمَّد سُهيل (1428هـ - 2007م). تاريخ مغول القبيلة الذهبيَّة والهند (ط. الأولى). بيروت - لُبنان: دار النفائس. ص. 5 - 7. ISBN:9789953184364. مؤرشف من الأصل في 7 أبريل 2020. اطلع عليه بتاريخ 4 نيسان (أبريل) 2020م. {{استشهاد بكتاب}}: تحقق من التاريخ في: |تاريخ الوصول= و|سنة= (مساعدة)
2. 1 2  بخيت، رجب محمود إبراهيم (1431هـ - 2010م). تاريخ المغول وسُقُوط بغداد (ط. الأولى). القاهرة - مصر: مكتبة الإيمان ومكتبة جزيرة الورد. ص. 417 - 420. مؤرشف من الأصل في 7 أبريل 2020. اطلع عليه بتاريخ 4 نيسان (أبريل) 2020م. {{استشهاد بكتاب}}: تحقق من التاريخ في: |تاريخ الوصول= و|سنة= (مساعدة)
3. ↑  ابن بطُّوطة، مُحمَّد بن عبد الله بن مُحمَّد اللواتي الطنجي (2010). تُحفة النظَّار في غرائب الأمصار (ط. الأولى). بيروت - لُبنان: دار الكُتُب العلميَّة. ص. 342. ISBN:9782745136909. مؤرشف من الأصل في 4 نيسان (أبريل) 2020م. اطلع عليه بتاريخ 4 نيسان (أبريل) 2020م. {{استشهاد بكتاب}}: تحقق من التاريخ في: |تاريخ الوصول=، |سنة=، و|تاريخ أرشيف= (مساعدة)
4. ↑  أبو ريَّا، مجد (9 أيلول (سپتمبر) 2019م). ""القبجاق".. القبيلة الذهبية التي حوّلت المغول إلى مسلمين". نون پوست. مؤرشف من الأصل في 4 نيسان (أبريل) 2020م. اطلع عليه بتاريخ 4 نيسان (أبريل) 2020م. {{استشهاد ويب}}: تحقق من التاريخ في: |تاريخ الوصول=، |تاريخ=، و|تاريخ أرشيف= (مساعدة)
5. ↑  فلح، مُحمَّد يُونُس (1432هـ - 2011م). "تأثُّر المغول بِالإسلام" (PDF). مجلَّة كُليَّة العُلُوم الإسلاميَّة. جامعة الموصل. المُجلَّد الخامس ع. العدد التاسع: صفحة 232. ISSN:1812-125X. مؤرشف من الأصل (PDF) في 5 نيسان (أبريل) 2020م. اطلع عليه بتاريخ 5 نيسان (أبريل) 2020م. {{استشهاد بدورية محكمة}}: تحقق من التاريخ في: |تاريخ الوصول=، |سنة=، و|تاريخ أرشيف= (مساعدة) نسخة محفوظة 7 أبريل 2020 على موقع واي باك مشين.
6. 1 2 3 4 5  طقُّوش، مُحمَّد سُهيل (1428هـ - 2007م). تاريخ مغول القبيلة الذهبيَّة والهند (ط. الأولى). بيروت - لُبنان: دار النفائس. ص. 13 - 15. ISBN:9789953184364. مؤرشف من الأصل في 7 أبريل 2020. اطلع عليه بتاريخ 4 نيسان (أبريل) 2020م. {{استشهاد بكتاب}}: تحقق من التاريخ في: |تاريخ الوصول= و|سنة= (مساعدة)
7. ↑  ابن بطُّوطة، مُحمَّد بن عبد الله بن مُحمَّد اللواتي الطنجي (1407هـ - 1987م). تُحفة النظَّار في غرائب الأمصار (ط. الأولى). بيروت - لُبنان: دار إحياء العُلُوم. ج. الجُزء الأوَّل. ص. 328. مؤرشف من الأصل في 5 نيسان (أبريل) 2020م. اطلع عليه بتاريخ 5 نيسان (أبريل) 2020م. {{استشهاد بكتاب}}: تحقق من التاريخ في: |تاريخ الوصول=، |سنة=، و|تاريخ أرشيف= (مساعدة)
8. ↑  الرمزي، مُحمَّد مُراد مكِّي (1423هـ - 2002م). تلفيق الأخبار وتلقيح الآثار في وقائع قزان وبُلغار ومُلُوك التتار (ط. الأولى). بيروت - لُبنان: دار الكُتُب العلميَّة. ج. الجُزء الأوَّل. ص. 220 - 221؛ 378. ISBN:2745134833. مؤرشف من الأصل في 7 أبريل 2020. اطلع عليه بتاريخ 5 نيسان (أبريل) 2020م. {{استشهاد بكتاب}}: تحقق من التاريخ في: |تاريخ الوصول= و|سنة= (مساعدة)
9. ↑  طقُّوش، مُحمَّد سُهيل (1428هـ - 2007م). تاريخ المغول العظام والإيلخانيين (ط. الأولى). بيروت - لُبنان: دار النفائس. ص. 64 - 65. ISBN:9953184348. مؤرشف من الأصل في 7 أبريل 2020. اطلع عليه بتاريخ 3 شُباط (فبراير) 2019م. {{استشهاد بكتاب}}: تحقق من التاريخ في: |تاريخ الوصول= و|سنة= (مساعدة)
10. 1 2 3 4  ابن الأثير الجزري، عزُّ الدين أبي الحسن عليّ بن مُحمَّد بن عبد الكريم الموصلي الشيباني (1424هـ - 2003م). الكامل في التاريخ (PDF) (ط. الرابعة). بيروت - لُبنان: دار الكُتُب العلميَّة. ج. المُجلَّد العاشر. ص. 415 - 617. ISBN:2745100467. مؤرشف من الأصل (PDF) في 16 ديسمبر 2019. اطلع عليه بتاريخ 7 نيسان (أبريل) 2020م. {{استشهاد بكتاب}}: تحقق من التاريخ في: |تاريخ الوصول= و|سنة= (مساعدة)
11. 1 2 3  غروسيه، رينيه؛ تعريب خالد أسعد عيسى (1982). جنكيز خان قاهر العالم (ط. الأولى). دمشق - سوريا: دار حسَّان. ص. 346 - 348. {{استشهاد بكتاب}}: تحقق من التاريخ في: |سنة= (مساعدة)
12. ↑  طقُّوش، مُحمَّد سُهيل (1428هـ - 2007م). تاريخ المغول العظام والإيلخانيين (ط. الأولى). بيروت - لُبنان: دار النفائس. ص. 73 - 75. ISBN:9953184348. مؤرشف من الأصل في 7 أبريل 2020. اطلع عليه بتاريخ 3 شُباط (فبراير) 2019م. {{استشهاد بكتاب}}: تحقق من التاريخ في: |تاريخ الوصول= و|سنة= (مساعدة)
13. ↑  بارتولد، ڤاسيلي ڤلاديميروڤتش؛ ترجمة: د. أحمد السعيد سُليمان (1996). تاريخ التُرك في آسيا الوُسطى. القاهرة - مصر: الهيئة المصريَّة العامَّة لِلكتاب. ص. 192. مؤرشف من الأصل في 8 أبريل 2020. اطلع عليه بتاريخ 8 نيسان (أبريل) 2020م. {{استشهاد بكتاب}}: تحقق من التاريخ في: |تاريخ الوصول= و|سنة= (مساعدة)
14. 1 2  مسعود، سارة مسعود السيِّد (2020). عصر بركة خان سُلطان مغول القفجاق (655 - 665هـ / 1257 - 1266م) (ط. الأولى). عمَّان - الأُردُن: دار الخليج لِلنشر والتوزيع. ص. 26. ISBN:9789957615932. مؤرشف من الأصل في 8 نيسان (أبريل) 2020م. اطلع عليه بتاريخ 8 نيسان (أبريل) 2020م. {{استشهاد بكتاب}}: تحقق من التاريخ في: |تاريخ الوصول=، |سنة=، و|تاريخ أرشيف= (مساعدة)
15. ↑  شپولر، برتولد؛ نقله إلى العربيَّة الأستاذ خالد أسعد عيسى (1402هـ - 1982م). العالم الإسلامي في العصر المغولي (ط. الأولى). دمشق - سوريا: دار حسَّان لِلطباعة والنشر. ص. 39. مؤرشف من الأصل في 8 أبريل 2020. اطلع عليه بتاريخ 8 نيسان (أبريل) 2020م. {{استشهاد بكتاب}}: تحقق من التاريخ في: |تاريخ الوصول= و|سنة= (مساعدة)
16. 1 2 3 4  عمران، محمود سعيد (1997). المغول وأورُبَّا. الإسكندريَّة - مصر: دار المعرفة الجامعيَّة. ص. 45 - 46. مؤرشف من الأصل في 2020-04-08. اطلع عليه بتاريخ 8 نيسان (أبريل) 2020م. {{استشهاد بكتاب}}: تحقق من التاريخ في: |تاريخ الوصول= و|سنة= (مساعدة)
17. 1 2  ابن العبري، أبو الفرج جمال الدين گريگوريوس بن هٰرون الملطي؛ نقله إلى العربيَّة الأب إسحٰق أرملة (1991). تاريخ الزَّمان. بيروت - لُبنان: دار المشرق. ص. 279. مؤرشف من الأصل في 8 أبريل 2020. اطلع عليه بتاريخ 8 نيسان (أبريل) 2020م. {{استشهاد بكتاب}}: تحقق من التاريخ في: |تاريخ الوصول= و|سنة= (مساعدة)
18. 1 2 3 4 5  العريني، السيِّد الباز (1981). المغول (ط. الأولى). بيروت - لُبنان: دار النهضة العربيَّة. ص. 180 - 181. مؤرشف من الأصل في 8 أبريل 2020. اطلع عليه بتاريخ 8 نيسان (أبريل) 2020م. {{استشهاد بكتاب}}: تحقق من التاريخ في: |تاريخ الوصول= و|سنة= (مساعدة)
19. 1 2  ظاهر، مشعل مفرح؛ عبُّود، آلاء عيسى (2014). "الغزو المغولي للإمارات الروسيَّة (1237-1241م)". البُحُوث المُستلَّة. البصرة - العراق: جامعة البصرة ع. العدد السابع عشر: صفحة 236 - 240. مؤرشف من الأصل في 8 نيسان (أبريل) 2020م. اطلع عليه بتاريخ 8 نيسان (أبريل) 2020م. {{استشهاد بدورية محكمة}}: تحقق من التاريخ في: |تاريخ الوصول=، |تاريخ=، و|تاريخ أرشيف= (مساعدة)
20. ↑  الهمذاني، رشيدُ الدين فضل الله؛ نقله إلى العربيَّة د. فُؤاد عبد المُعطي الصيَّاد (1983). جامع التواريخ (PDF) (ط. الأولى). بيروت - لُبنان: دار النهضة العربيَّة. ج. الجُزء الأوَّل: تاريخ خُلفاء جنكيز خان من أوكتاي قاآن إلى تيمور قاآن. ص. 109. مؤرشف من الأصل (PDF) في 9 أبريل 2020. اطلع عليه بتاريخ 9 نيسان (أبريل) 2020م. {{استشهاد بكتاب}}: تحقق من التاريخ في: |تاريخ الوصول= و|سنة= (مساعدة)
21. ↑  عمران، محمود سعيد (1997). المغول وأورُبَّا. الإسكندريَّة - مصر: دار المعرفة الجامعيَّة. ص. 50 - 51. مؤرشف من الأصل في 2020-04-08. اطلع عليه بتاريخ 8 نيسان (أبريل) 2020م. {{استشهاد بكتاب}}: تحقق من التاريخ في: |تاريخ الوصول= و|سنة= (مساعدة)
22. 1 2 3 4  طقُّوش، مُحمَّد سُهيل (1428هـ - 2007م). تاريخ مغول القبيلة الذهبيَّة والهند (ط. الأولى). بيروت - لُبنان: دار النفائس. ص. 25 - 26. ISBN:9789953184364. مؤرشف من الأصل في 10 أبريل 2020. اطلع عليه بتاريخ 4 نيسان (أبريل) 2020م. {{استشهاد بكتاب}}: تحقق من التاريخ في: |تاريخ الوصول= و|سنة= (مساعدة)
23. 1 2 3 4  طقُّوش، مُحمَّد سُهيل (1428هـ - 2007م). تاريخ مغول القبيلة الذهبيَّة والهند (ط. الأولى). بيروت - لُبنان: دار النفائس. ص. 28 - 29. ISBN:9789953184364. مؤرشف من الأصل في 11 أبريل 2020. اطلع عليه بتاريخ 4 نيسان (أبريل) 2020م. {{استشهاد بكتاب}}: تحقق من التاريخ في: |تاريخ الوصول= و|سنة= (مساعدة)
24. ↑  الصيَّاد، فُؤاد عبد المُعطي (1980). المغول في التاريخ (ط. الأولى). بيروت - لُبنان: دار النهضة العربيَّة. ج. الجُزء الأوَّل. ص. 198. مؤرشف من الأصل في 11 أبريل 2020. اطلع عليه بتاريخ 11 نيسان (أبريل) 2020م. {{استشهاد بكتاب}}: تحقق من التاريخ في: |تاريخ الوصول= و|سنة= (مساعدة)
25. ↑  طقُّوش، مُحمَّد سُهيل (1428هـ - 2007م). تاريخ مغول القبيلة الذهبيَّة والهند (ط. الأولى). بيروت - لُبنان: دار النفائس. ص. 17. ISBN:9789953184364. مؤرشف من الأصل في 11 أبريل 2020. اطلع عليه بتاريخ 4 نيسان (أبريل) 2020م. {{استشهاد بكتاب}}: تحقق من التاريخ في: |تاريخ الوصول= و|سنة= (مساعدة)
26. 1 2  طقُّوش، مُحمَّد سُهيل (1428هـ - 2007م). تاريخ مغول القبيلة الذهبيَّة والهند (ط. الأولى). بيروت - لُبنان: دار النفائس. ص. 30. مؤرشف من الأصل في 11 أبريل 2020. اطلع عليه بتاريخ 4 نيسان (أبريل) 2020م. {{استشهاد بكتاب}}: تحقق من التاريخ في: |تاريخ الوصول= و|سنة= (مساعدة)
27. 1 2  ابن عربشاه، شهاب الدين أبو العبَّاس أحمد بن مُحمَّد بن عبد الله بن إبراهيم (1817). عجائب المقدور في أخبار تيمور (PDF) (ط. الأولى). كلكتة. ص. 116 - 117. مؤرشف من الأصل (PDF) في 13 أبريل 2020. اطلع عليه بتاريخ 11 نيسان (أبريل) 2020م. {{استشهاد بكتاب}}: تحقق من التاريخ في: |تاريخ الوصول= و|سنة= (مساعدة)
28. 1 2 3  القلقشندي، شهاب الدين أبو العبَّاس أحمد بن عليّ بن أحمد (1340هـ - 1922م). صبح الأعشى في صناعة الإنشا (PDF) (ط. الأولى). القاهرة - مصر: دار الكُتُب المصريَّة. ج. الجُزء الرابع. ص. 474. مؤرشف من الأصل (PDF) في 13 أبريل 2020. اطلع عليه بتاريخ 11 نيسان (أبريل) 2020م. {{استشهاد بكتاب}}: تحقق من التاريخ في: |تاريخ الوصول= و|سنة= (مساعدة)
29. ↑  الرمزي، مُحمَّد مُراد مكِّي (1423هـ - 2002م). تلفيق الأخبار وتلقيح الآثار في وقائع قزان وبُلغار ومُلُوك التتار (ط. الأولى). بيروت - لُبنان: دار الكُتُب العلميَّة. ج. الجُزء الأوَّل. ص. 379 - 401. مؤرشف من الأصل في 7 أبريل 2020. اطلع عليه بتاريخ 5 نيسان (أبريل) 2020م. {{استشهاد بكتاب}}: تحقق من التاريخ في: |تاريخ الوصول= و|سنة= (مساعدة)
30. ↑  ابن خلدون، أبو زيد عبد الرحمٰن بن مُحمَّد الحضرمي (1421هـ - 2000م). ديوان المُبتدأ والخبر في تاريخ العرب والبربر ومن عاصرهم من ذوي الشأن الأكبر (PDF) (ط. الأولى). بيروت - لُبنان: دار الفكر. ج. الجُزء الخامس. ص. 603. مؤرشف من الأصل (PDF) في 10 يناير 2020. اطلع عليه بتاريخ 11 نيسان (أبريل) 2020م. {{استشهاد بكتاب}}: تحقق من التاريخ في: |تاريخ الوصول= و|سنة= (مساعدة)
31. ↑  بارتولد، ڤاسيلي ڤلاديميروڤتش؛ ترجمة: د. أحمد السعيد سُليمان (1996). تاريخ التُرك في آسيا الوُسطى. القاهرة - مصر: الهيئة المصريَّة العامَّة لِلكتاب. ص. 188. مؤرشف من الأصل في 12 أبريل 2020. اطلع عليه بتاريخ 11 نيسان (أبريل) 2020م. {{استشهاد بكتاب}}: تحقق من التاريخ في: |تاريخ الوصول= و|سنة= (مساعدة)
32. ↑  عبد الحليم، رجب مُحمَّد. انتشار الإسلام بين المغول (PDF) (ط. الأولى). القاهرة - مصر: دار النهضة العربيَّة. ص. 112 - 133. مؤرشف من الأصل (PDF) في 13 أبريل 2020. اطلع عليه بتاريخ 11 نيسان (أبريل) 2020م. {{استشهاد بكتاب}}: تحقق من التاريخ في: |تاريخ الوصول= (مساعدة)
33. 1 2  ابن كثير، عماد الدين أبو الفداء إسماعيل بن عُمر القُرشي الدمشقي (1410هـ - 1990م). البداية والنهاية (PDF) (ط. السابعة). بيروت - لُبنان: مكتبة المعارف. ج. الجُزء الثالث عشر. ص. 249. مؤرشف من الأصل (PDF) في 16 ديسمبر 2019. اطلع عليه بتاريخ 12 نيسان (أبريل) 2020م. {{استشهاد بكتاب}}: تحقق من التاريخ في: |تاريخ الوصول= و|سنة= (مساعدة)
34. ↑  الرمزي، مُحمَّد مُراد مكِّي (1423هـ - 2002م). تلفيق الأخبار وتلقيح الآثار في وقائع قزان وبُلغار ومُلُوك التتار (ط. الأولى). بيروت - لُبنان: دار الكُتُب العلميَّة. ج. الجُزء الأوَّل. ص. 399 - 402. ISBN:2745134833. مؤرشف من الأصل في 7 أبريل 2020. اطلع عليه بتاريخ 5 نيسان (أبريل) 2020م. {{استشهاد بكتاب}}: تحقق من التاريخ في: |تاريخ الوصول= و|سنة= (مساعدة)
35. ↑  شپولر، برتولد؛ نقله إلى العربيَّة الأستاذ خالد أسعد عيسى (1402هـ - 1982م). العالم الإسلامي في العصر المغولي (ط. الأولى). دمشق - سوريا: دار حسَّان لِلطباعة والنشر. ص. 96. مؤرشف من الأصل في 13 أبريل 2020. اطلع عليه بتاريخ 8 نيسان (أبريل) 2020م. {{استشهاد بكتاب}}: تحقق من التاريخ في: |تاريخ الوصول= و|سنة= (مساعدة)
36. ↑  شپولر، برتولد؛ نقله إلى العربيَّة الأستاذ خالد أسعد عيسى (1402هـ - 1982م). العالم الإسلامي في العصر المغولي (ط. الأولى). دمشق - سوريا: دار حسَّان لِلطباعة والنشر. ص. 49 - 55. مؤرشف من الأصل في 14 أبريل 2020. اطلع عليه بتاريخ 8 نيسان (أبريل) 2020م. {{استشهاد بكتاب}}: تحقق من التاريخ في: |تاريخ الوصول= و|سنة= (مساعدة)
37. 1 2  عمران، محمود سعيد (1997). المغول وأورُبَّا. الإسكندريَّة - مصر: دار المعرفة الجامعيَّة. ص. 184 - 186. مؤرشف من الأصل في 2020-04-08. اطلع عليه بتاريخ 8 نيسان (أبريل) 2020م. {{استشهاد بكتاب}}: تحقق من التاريخ في: |تاريخ الوصول= و|سنة= (مساعدة)
38. 1 2 3 4  طقُّوش، مُحمَّد سُهيل (1428هـ - 2007م). تاريخ مغول القبيلة الذهبيَّة والهند (ط. الأولى). بيروت - لُبنان: دار النفائس. ص. 35 - 37. ISBN:9789953184364. مؤرشف من الأصل في 15 أبريل 2020. اطلع عليه بتاريخ 4 نيسان (أبريل) 2020م. {{استشهاد بكتاب}}: تحقق من التاريخ في: |تاريخ الوصول= و|سنة= (مساعدة)
39. ↑  الهمذاني، رشيدُ الدين فضل الله؛ نقله إلى العربيَّة: مُحمَّد صادق نشأت، مُحمَّد موسى هنداوي، فُؤاد عبد المُعطي الصيَّاد (1983). جامع التواريخ (ط. الأولى). القاهرة - مصر: وزارة الثقافة والإرشاد القومي. ج. المُجلَّد الثاني، الجُزء الأوَّل: الإيلخانيُّون، تاريخ هولاكو. ص. 332. مؤرشف من الأصل في 16 أبريل 2020. اطلع عليه بتاريخ 16 نيسان (أبريل) 2020م. {{استشهاد بكتاب}}: تحقق من التاريخ في: |تاريخ الوصول= و|سنة= (مساعدة)
40. ↑  طقُّوش، مُحمَّد سُهيل (1428هـ - 2007م). تاريخ المغول العظام والإيلخانيين (ط. الأولى). بيروت - لُبنان: دار النفائس. ص. 197 - 198. ISBN:9953184348. مؤرشف من الأصل في 16 أبريل 2020. اطلع عليه بتاريخ 17 آذار (مارس) 2019م. {{استشهاد بكتاب}}: تحقق من التاريخ في: |تاريخ الوصول= و|سنة= (مساعدة)
41. 1 2  اليونيني، قُطب الدين أبي الفتح مُحمَّد بن أحمد البعلبكي الحنبلي (1374هـ - 1954م). ذيل مرآة الزمان (ط. الأولى). حيدر آباد - الهند: دائرة المعارف الإسلاميَّة. ص. 497 - 498. مؤرشف من الأصل في 16 أبريل 2020. اطلع عليه بتاريخ 17 آذار (مارس) 2019م. {{استشهاد بكتاب}}: تحقق من التاريخ في: |تاريخ الوصول= و|سنة= (مساعدة)
42. 1 2  طقُّوش، مُحمَّد سُهيل (1428هـ - 2007م). تاريخ المغول العظام والإيلخانيين (ط. الأولى). بيروت - لُبنان: دار النفائس. ص. 199 - 200. ISBN:9953184348. مؤرشف من الأصل في 16 أبريل 2020. اطلع عليه بتاريخ 17 آذار (مارس) 2019م. {{استشهاد بكتاب}}: تحقق من التاريخ في: |تاريخ الوصول= و|سنة= (مساعدة)
43. ↑  ابن كثير، عمادُ الدين أبو الفداء إسماعيل بن عُمر الدمشقي (1408هـ - 1988م). البداية والنهاية (PDF) (ط. السابعة). بيروت - لُبنان: مكتبة المعارف. ج. الجُزء الثالث عشر. ص. 239. مؤرشف من الأصل (PDF) في 16 أبريل 2020. اطلع عليه بتاريخ 17 آذار (مارس) 2019م. {{استشهاد بكتاب}}: تحقق من التاريخ في: |تاريخ الوصول= و|سنة= (مساعدة)
44. ↑  ابن خلدون، أبو زيد عبد الرحمٰن بن مُحمَّد الحضرمي (1421هـ - 2000م). ديوان المُبتدأ والخبر في تاريخ العرب والبربر ومن عاصرهم من ذوي الشأن الأكبر (PDF) (ط. الأولى). بيروت - لُبنان: دار الفكر. ج. الجُزء الخامس. ص. 604. مؤرشف من الأصل (PDF) في 10 يناير 2020. اطلع عليه بتاريخ 11 نيسان (أبريل) 2020م. {{استشهاد بكتاب}}: تحقق من التاريخ في: |تاريخ الوصول= و|سنة= (مساعدة)
45. 1 2  شپولر، برتولد؛ نقله إلى العربيَّة الأستاذ خالد أسعد عيسى (1402هـ - 1982م). العالم الإسلامي في العصر المغولي (ط. الأولى). دمشق - سوريا: دار حسَّان لِلطباعة والنشر. ص. 94 - 95. مؤرشف من الأصل في 17 أبريل 2020. اطلع عليه بتاريخ 17 نيسان (أبريل) 2020م. {{استشهاد بكتاب}}: تحقق من التاريخ في: |تاريخ الوصول= و|سنة= (مساعدة)
46. ↑  المقريزي، تقيّ الدين أبو العبَّاس أحمد بن علي بن عبد القادر (1418هـ - 1997م). السُلُوك لِمعرفة دُول المُلُوك (ط. الأولى). بيروت - لُبنان: دار الكُتُب العلميَّة. ج. الجُزء الثاني. ص. 69. مؤرشف من الأصل في 18 نيسان (أبريل) 2020م. اطلع عليه بتاريخ 18 نيسان (أبريل) 2020م. {{استشهاد بكتاب}}: تحقق من التاريخ في: |تاريخ الوصول=، |سنة=، و|تاريخ أرشيف= (مساعدة)
47. 1 2  عبد الحليم، رجب مُحمَّد. انتشار الإسلام بين المغول (PDF) (ط. الأولى). القاهرة - مصر: دار النهضة العربيَّة. ص. 116 - 117. مؤرشف من الأصل (PDF) في 13 أبريل 2020. اطلع عليه بتاريخ 11 نيسان (أبريل) 2020م. {{استشهاد بكتاب}}: تحقق من التاريخ في: |تاريخ الوصول= (مساعدة)
48. 1 2  طقُّوش، مُحمَّد سُهيل (1428هـ - 2007م). تاريخ مغول القبيلة الذهبيَّة والهند (ط. الأولى). بيروت - لُبنان: دار النفائس. ص. 45. مؤرشف من الأصل في 18 أبريل 2020. اطلع عليه بتاريخ 4 نيسان (أبريل) 2020م. {{استشهاد بكتاب}}: تحقق من التاريخ في: |تاريخ الوصول= و|سنة= (مساعدة)
49. ↑  الرمزي، مُحمَّد مُراد مكِّي (1423هـ - 2002م). تلفيق الأخبار وتلقيح الآثار في وقائع قزان وبُلغار ومُلُوك التتار (ط. الأولى). بيروت - لُبنان: دار الكُتُب العلميَّة. ج. الجُزء الأوَّل. ص. 458 - 459. مؤرشف من الأصل في 5 أبريل 2020. اطلع عليه بتاريخ 18 نيسان (أبريل) 2020م. {{استشهاد بكتاب}}: تحقق من التاريخ في: |تاريخ الوصول= و|سنة= (مساعدة)
50. ↑  ابن عبد الظاهر، مُحيي الدين أبو الفضل عبد الله بن رشيد الدين السعدي المصري (1961). تشريف الأيَّام والعُصُور في سيرة الملك المنصور (ط. الأولى). القاهرة - مصر: وزارة الثقافة والإرشاد القومي. ص. 46. مؤرشف من الأصل في 18 أبريل 2020. اطلع عليه بتاريخ 18 نيسان (أبريل) 2020م. {{استشهاد بكتاب}}: تحقق من التاريخ في: |تاريخ الوصول= و|سنة= (مساعدة)
51. 1 2  طقُّوش، مُحمَّد سُهيل (1428هـ - 2007م). تاريخ مغول القبيلة الذهبيَّة والهند (ط. الأولى). بيروت - لُبنان: دار النفائس. ص. 50. ISBN:9789953184364. مؤرشف من الأصل في 19 أبريل 2020. اطلع عليه بتاريخ 4 نيسان (أبريل) 2020م. {{استشهاد بكتاب}}: تحقق من التاريخ في: |تاريخ الوصول= و|سنة= (مساعدة)
52. ↑  المقريزي، تقيّ الدين أبو العبَّاس أحمد بن علي بن عبد القادر (1418هـ - 1997م). السُلُوك لِمعرفة دُول المُلُوك (ط. الأولى). بيروت - لُبنان: دار الكُتُب العلميَّة. ج. الجُزء الثاني. ص. 200. مؤرشف من الأصل في 18 نيسان (أبريل) 2020م. اطلع عليه بتاريخ 18 نيسان (أبريل) 2020م. {{استشهاد بكتاب}}: تحقق من التاريخ في: |تاريخ الوصول=، |سنة=، و|تاريخ أرشيف= (مساعدة)
53. ↑  ابن خلدون، أبو زيد عبد الرحمٰن بن مُحمَّد الحضرمي (1421هـ - 2000م). ديوان المُبتدأ والخبر في تاريخ العرب والبربر ومن عاصرهم من ذوي الشأن الأكبر (PDF) (ط. الأولى). بيروت - لُبنان: دار الفكر. ج. الجُزء الخامس. ص. 604 - 605. مؤرشف من الأصل (PDF) في 10 يناير 2020. اطلع عليه بتاريخ 11 نيسان (أبريل) 2020م. {{استشهاد بكتاب}}: تحقق من التاريخ في: |تاريخ الوصول= و|سنة= (مساعدة)
54. ↑  الرمزي، مُحمَّد مُراد مكِّي (1423هـ - 2002م). تلفيق الأخبار وتلقيح الآثار في وقائع قزان وبُلغار ومُلُوك التتار (ط. الأولى). بيروت - لُبنان: دار الكُتُب العلميَّة. ج. الجُزء الأوَّل. ص. 462 - 463. مؤرشف من الأصل في 5 أبريل 2020. اطلع عليه بتاريخ 18 نيسان (أبريل) 2020م. {{استشهاد بكتاب}}: تحقق من التاريخ في: |تاريخ الوصول= و|سنة= (مساعدة)
55. ↑  الرمزي، مُحمَّد مُراد مكِّي (1423هـ - 2002م). تلفيق الأخبار وتلقيح الآثار في وقائع قزان وبُلغار ومُلُوك التتار (ط. الأولى). بيروت - لُبنان: دار الكُتُب العلميَّة. ج. الجُزء الأوَّل. ص. 465 - 466. مؤرشف من الأصل في 5 أبريل 2020. اطلع عليه بتاريخ 18 نيسان (أبريل) 2020م. {{استشهاد بكتاب}}: تحقق من التاريخ في: |تاريخ الوصول= و|سنة= (مساعدة)
56. 1 2 3 4  طقُّوش، مُحمَّد سُهيل (1428هـ - 2007م). تاريخ مغول القبيلة الذهبيَّة والهند (ط. الأولى). بيروت - لُبنان: دار النفائس. ص. 63 - 65. ISBN:9789953184364. مؤرشف من الأصل في 20 أبريل 2020. اطلع عليه بتاريخ 4 نيسان (أبريل) 2020م. {{استشهاد بكتاب}}: تحقق من التاريخ في: |تاريخ الوصول= و|سنة= (مساعدة)
57. ↑  العيني، أبو مُحمَّد بدر الدين محمود بن أحمد بن موسى الحنفي. عقد الجمان في تاريخ أهل الزمان. ص. 405. مؤرشف من الأصل في 20 نيسان (أبريل) 2020م. اطلع عليه بتاريخ 20 نيسان (أبريل) 2020م. {{استشهاد بكتاب}}: تحقق من التاريخ في: |تاريخ الوصول= و|تاريخ أرشيف= (مساعدة)
58. ↑  شپولر، برتولد؛ نقله إلى العربيَّة الأستاذ خالد أسعد عيسى (1402هـ - 1982م). العالم الإسلامي في العصر المغولي (ط. الأولى). دمشق - سوريا: دار حسَّان لِلطباعة والنشر. ص. 98. مؤرشف من الأصل في 22 أبريل 2020. اطلع عليه بتاريخ 23 نيسان (أبريل) 2020م. {{استشهاد بكتاب}}: تحقق من التاريخ في: |تاريخ الوصول= و|سنة= (مساعدة)
59. 1 2 3  طقُّوش، مُحمَّد سُهيل (1428هـ - 2007م). تاريخ مغول القبيلة الذهبيَّة والهند (ط. الأولى). بيروت - لُبنان: دار النفائس. ص. 61 - 62. ISBN:9789953184364. مؤرشف من الأصل في 22 أبريل 2020. اطلع عليه بتاريخ 4 نيسان (أبريل) 2020م. {{استشهاد بكتاب}}: تحقق من التاريخ في: |تاريخ الوصول= و|سنة= (مساعدة)
60. ↑  سُرُور، مُحمَّد جمال الدين. دولة بني قلاوون في مصر: الحالة السياسيَّة والاقتصاديَّة في عهدها بِوجهٍ خاص. القاهرة - مصر: دار الفكر العربي. ص. 218. مؤرشف من الأصل في 23 أبريل 2020. اطلع عليه بتاريخ 23 نيسان (أبريل) 2020. {{استشهاد بكتاب}}: تحقق من التاريخ في: |تاريخ الوصول= (مساعدة)
61. ↑  ابن كثير، عماد الدين أبو الفداء إسماعيل بن عُمر القُرشي الدمشقي (1410هـ - 1990م). البداية والنهاية (PDF) (ط. السابعة). بيروت - لُبنان: مكتبة المعارف. ج. الجُزء الرابع عشر. ص. 67 - 68. مؤرشف من الأصل (PDF) في 16 ديسمبر 2019. اطلع عليه بتاريخ 23 نيسان (أبريل) 2020م. {{استشهاد بكتاب}}: تحقق من التاريخ في: |تاريخ الوصول= و|سنة= (مساعدة)
62. ↑  ابن خلدون، أبو زيد عبد الرحمٰن بن مُحمَّد الحضرمي (1421هـ - 2000م). ديوان المُبتدأ والخبر في تاريخ العرب والبربر ومن عاصرهم من ذوي الشأن الأكبر (PDF) (ط. الأولى). بيروت - لُبنان: دار الفكر. ج. الجُزء الخامس. ص. 606. مؤرشف من الأصل (PDF) في 10 يناير 2020. اطلع عليه بتاريخ 11 نيسان (أبريل) 2020م. {{استشهاد بكتاب}}: تحقق من التاريخ في: |تاريخ الوصول= و|سنة= (مساعدة)
63. ↑  الرمزي، مُحمَّد مُراد مكِّي (1423هـ - 2002م). تلفيق الأخبار وتلقيح الآثار في وقائع قزان وبُلغار ومُلُوك التتار (ط. الأولى). بيروت - لُبنان: دار الكُتُب العلميَّة. ج. الجُزء الأوَّل. ص. 487. مؤرشف من الأصل في 5 أبريل 2020. اطلع عليه بتاريخ 26 نيسان (أبريل) 2020م. {{استشهاد بكتاب}}: تحقق من التاريخ في: |تاريخ الوصول= و|سنة= (مساعدة)
64. ↑  الرمزي، مُحمَّد مُراد مكِّي (1423هـ - 2002م). تلفيق الأخبار وتلقيح الآثار في وقائع قزان وبُلغار ومُلُوك التتار (ط. الأولى). بيروت - لُبنان: دار الكُتُب العلميَّة. ج. الجُزء الأوَّل. ص. 496. مؤرشف من الأصل في 5 أبريل 2020. اطلع عليه بتاريخ 26 نيسان (أبريل) 2020م. {{استشهاد بكتاب}}: تحقق من التاريخ في: |تاريخ الوصول= و|سنة= (مساعدة)
65. 1 2 3 4 5 6  طقُّوش، مُحمَّد سُهيل (1428هـ - 2007م). تاريخ مغول القبيلة الذهبيَّة والهند (ط. الأولى). بيروت - لُبنان: دار النفائس. ص. 68 - 69. ISBN:9789953184364. مؤرشف من الأصل في 26 أبريل 2020. اطلع عليه بتاريخ 26 نيسان (أبريل) 2020م. {{استشهاد بكتاب}}: تحقق من التاريخ في: |تاريخ الوصول= و|سنة= (مساعدة)
66. ↑  شپولر، برتولد؛ نقله إلى العربيَّة الأستاذ خالد أسعد عيسى (1402هـ - 1982م). العالم الإسلامي في العصر المغولي (ط. الأولى). دمشق - سوريا: دار حسَّان لِلطباعة والنشر. ص. 99. مؤرشف من الأصل في 26 أبريل 2020. اطلع عليه بتاريخ 26 نيسان (أبريل) 2020م. {{استشهاد بكتاب}}: تحقق من التاريخ في: |تاريخ الوصول= و|سنة= (مساعدة)
67. ↑  ابن تغري بردي، أبو المحاسن جمالُ الدين يُوسُف بن عبد الله الأتابكي اليشبقاوي الظاهري (1383هـ - 1963م). النُجُوم الزاهرة في مُلُوك مصر والقاهرة (PDF). القاهرة - مر: وزارة الثقافة والإرشاد القومي. ج. الجُزء العاشر. ص. 74. مؤرشف من الأصل (PDF) في 26 أبريل 2020. اطلع عليه بتاريخ 26 نيسان (أبريل) 2020م. {{استشهاد بكتاب}}: تحقق من التاريخ في: |تاريخ الوصول= و|سنة= (مساعدة)
68. 1 2  ابن بطُّوطة، مُحمَّد بن عبد الله بن مُحمَّد اللواتي الطنجي (1407هـ - 1987م). تُحفة النظَّار في غرائب الأمصار (ط. الأولى). بيروت - لُبنان: دار إحياء العُلُوم. ج. الجُزء الأوَّل. ص. 338 - 344. مؤرشف من الأصل في 5 نيسان (أبريل) 2020م. اطلع عليه بتاريخ 5 نيسان (أبريل) 2020م. {{استشهاد بكتاب}}: تحقق من التاريخ في: |تاريخ الوصول=، |سنة=، و|تاريخ أرشيف= (مساعدة)
69. ↑  الرمزي، مُحمَّد مُراد مكِّي (1423هـ - 2002م). تلفيق الأخبار وتلقيح الآثار في وقائع قزان وبُلغار ومُلُوك التتار (ط. الأولى). بيروت - لُبنان: دار الكُتُب العلميَّة. ج. الجُزء الأوَّل. ص. 493. مؤرشف من الأصل في 5 أبريل 2020. اطلع عليه بتاريخ 26 نيسان (أبريل) 2020م. {{استشهاد بكتاب}}: تحقق من التاريخ في: |تاريخ الوصول= و|سنة= (مساعدة)
70. ↑  بارتولد، ڤاسيلي ڤلاديميروڤتش؛ ترجمة: د. أحمد السعيد سُليمان (1996). تاريخ التُرك في آسيا الوُسطى. القاهرة - مصر: الهيئة المصريَّة العامَّة لِلكتاب. ص. 198. مؤرشف من الأصل في 26 أبريل 2020. اطلع عليه بتاريخ 26 نيسان (أبريل) 2020م. {{استشهاد بكتاب}}: تحقق من التاريخ في: |تاريخ الوصول= و|سنة= (مساعدة)
71. ↑  النويري، شهاب الدين أحمد بن عبد الوهَّاب بن مُحمَّد (1424هـ - 2004م). نهاية الإرب في فنون الأدب (PDF) (ط. الأولى). بيروت - لُبنان: دار الكُتُب العلميَّة. ج. الجُزء الثاني والثلاثون. ص. 250 - 252. ISBN:2745138839. مؤرشف من الأصل (PDF) في 26 أبريل 2020. {{استشهاد بكتاب}}: تحقق من التاريخ في: |سنة= (مساعدة)
72. 1 2 3 4  طقُّوش، مُحمَّد سُهيل (1428هـ - 2007م). تاريخ مغول القبيلة الذهبيَّة والهند (ط. الأولى). بيروت - لُبنان: دار النفائس. ص. 84 - 85. ISBN:9789953184364. مؤرشف من الأصل في 26 أبريل 2020. اطلع عليه بتاريخ 26 نيسان (أبريل) 2020م. {{استشهاد بكتاب}}: تحقق من التاريخ في: |تاريخ الوصول= و|سنة= (مساعدة)
73. 1 2  الرمزي، مُحمَّد مُراد مكِّي (1423هـ - 2002م). تلفيق الأخبار وتلقيح الآثار في وقائع قزان وبُلغار ومُلُوك التتار (ط. الأولى). بيروت - لُبنان: دار الكُتُب العلميَّة. ج. الجُزء الأوَّل. ص. 528 - 532. مؤرشف من الأصل في 5 أبريل 2020. اطلع عليه بتاريخ 26 نيسان (أبريل) 2020م. {{استشهاد بكتاب}}: تحقق من التاريخ في: |تاريخ الوصول= و|سنة= (مساعدة)
74. 1 2 3  الرمزي، مُحمَّد مُراد مكِّي (1423هـ - 2002م). تلفيق الأخبار وتلقيح الآثار في وقائع قزان وبُلغار ومُلُوك التتار (ط. الأولى). بيروت - لُبنان: دار الكُتُب العلميَّة. ج. الجُزء الأوَّل. ص. 532 - 533. مؤرشف من الأصل في 5 أبريل 2020. اطلع عليه بتاريخ 28 نيسان (أبريل) 2020م. {{استشهاد بكتاب}}: تحقق من التاريخ في: |تاريخ الوصول= و|سنة= (مساعدة)
75. ↑  الآشتياني، عبَّاس إقبال؛ نقله عن الفارسيَّة: د. مُحمَّد علاء الدين منصور (1989). تاريخ إيران بعد الإسلام: من بداية الدولة الطاهريَّة حتَّى نهاية الدولة القاجاريَّة (ط. الأولى). القاهرة - مصر: دار الثقافة لِلنشر والتوزيع. ص. 555 - 556. مؤرشف من الأصل في 28 أبريل 2020. {{استشهاد بكتاب}}: تحقق من التاريخ في: |سنة= (مساعدة)
76. 1 2 3 4  طقُّوش، مُحمَّد سُهيل (1428هـ - 2007م). تاريخ مغول القبيلة الذهبيَّة والهند (ط. الأولى). بيروت - لُبنان: دار النفائس. ص. 87 - 89. مؤرشف من الأصل في 2 مايو 2020. اطلع عليه بتاريخ 28 نيسان (أبريل) 2020م. {{استشهاد بكتاب}}: تحقق من التاريخ في: |تاريخ الوصول= و|سنة= (مساعدة)
77. 1 2 3 4  ابن خلدون، أبو زيد عبد الرحمٰن بن مُحمَّد الحضرمي (1421هـ - 2000م). ديوان المُبتدأ والخبر في تاريخ العرب والبربر ومن عاصرهم من ذوي الشأن الأكبر (PDF) (ط. الأولى). بيروت - لُبنان: دار الفكر. ج. الجُزء الخامس. ص. 607 - 609. مؤرشف من الأصل (PDF) في 10 يناير 2020. اطلع عليه بتاريخ 11 نيسان (أبريل) 2020م. {{استشهاد بكتاب}}: تحقق من التاريخ في: |تاريخ الوصول= و|سنة= (مساعدة)
78. 1 2 3 4 5 6  الرمزي، مُحمَّد مُراد مكِّي (1423هـ - 2002م). تلفيق الأخبار وتلقيح الآثار في وقائع قزان وبُلغار ومُلُوك التتار (ط. الأولى). بيروت - لُبنان: دار الكُتُب العلميَّة. ج. الجُزء الأوَّل. ص. 536 - 548. مؤرشف من الأصل في 5 أبريل 2020. اطلع عليه بتاريخ 29 نيسان (أبريل) 2020م. {{استشهاد بكتاب}}: تحقق من التاريخ في: |تاريخ الوصول= و|سنة= (مساعدة)
79. 1 2  الرمزي، مُحمَّد مُراد مكِّي (1423هـ - 2002م). تلفيق الأخبار وتلقيح الآثار في وقائع قزان وبُلغار ومُلُوك التتار (ط. الأولى). بيروت - لُبنان: دار الكُتُب العلميَّة. ج. الجُزء الأوَّل. ص. 550 - 556. مؤرشف من الأصل في 5 أبريل 2020. اطلع عليه بتاريخ 1 أيَّار (مايو) 2020م. {{استشهاد بكتاب}}: تحقق من التاريخ في: |تاريخ الوصول= و|سنة= (مساعدة)
80. 1 2  طقُّوش، مُحمَّد سُهيل (1428هـ - 2007م). تاريخ مغول القبيلة الذهبيَّة والهند (ط. الأولى). بيروت - لُبنان: دار النفائس. ص. 96، 102 - 103. مؤرشف من الأصل في 2 مايو 2020. اطلع عليه بتاريخ 28 نيسان (أبريل) 2020م. {{استشهاد بكتاب}}: تحقق من التاريخ في: |تاريخ الوصول= و|سنة= (مساعدة)
81. 1 2 3  الرمزي، مُحمَّد مُراد مكِّي (1423هـ - 2002م). تلفيق الأخبار وتلقيح الآثار في وقائع قزان وبُلغار ومُلُوك التتار (ط. الأولى). بيروت - لُبنان: دار الكُتُب العلميَّة. ج. الجُزء الأوَّل. ص. 559 - 567. مؤرشف من الأصل في 5 أبريل 2020. اطلع عليه بتاريخ 1 أيَّار (مايو) 2020م. {{استشهاد بكتاب}}: تحقق من التاريخ في: |تاريخ الوصول= و|سنة= (مساعدة)
82. ↑  ابن خلدون، أبو زيد عبد الرحمٰن بن مُحمَّد الحضرمي (2013). الخبر عن دولة التتر (ط. الأولى). بيروت - لُبنان: دار الفارابي. ص. 250 - 253. ISBN:9789953718415. مؤرشف من الأصل في 2 أيَّار (مايو) 2020م. {{استشهاد بكتاب}}: تحقق من التاريخ في: |سنة= و|تاريخ أرشيف= (مساعدة)
83. ↑  الرمزي، مُحمَّد مُراد مكِّي (1423هـ - 2002م). تلفيق الأخبار وتلقيح الآثار في وقائع قزان وبُلغار ومُلُوك التتار (ط. الأولى). بيروت - لُبنان: دار الكُتُب العلميَّة. ج. الجُزء الأوَّل. ص. 578 - 579. مؤرشف من الأصل في 5 أبريل 2020. اطلع عليه بتاريخ 2 أيَّار (مايو) 2020م. {{استشهاد بكتاب}}: تحقق من التاريخ في: |تاريخ الوصول= و|سنة= (مساعدة)
84. ↑  المقريزي، تقيّ الدين أبو العبَّاس أحمد بن علي بن عبد القادر (1418هـ - 1997م). السُلُوك لِمعرفة دُول المُلُوك (ط. الأولى). بيروت - لُبنان: دار الكُتُب العلميَّة. ج. الجُزء الخامس. ص. 356. مؤرشف من الأصل في 18 نيسان (أبريل) 2020م. اطلع عليه بتاريخ 18 نيسان (أبريل) 2020م. {{استشهاد بكتاب}}: تحقق من التاريخ في: |تاريخ الوصول=، |سنة=، و|تاريخ أرشيف= (مساعدة)
85. 1 2 3 4  طقُّوش، مُحمَّد سُهيل (1428هـ - 2007م). تاريخ مغول القبيلة الذهبيَّة والهند (ط. الأولى). بيروت - لُبنان: دار النفائس. ص. 110 - 115. مؤرشف من الأصل في 3 مايو 2020. اطلع عليه بتاريخ 4 نيسان (أبريل) 2020م. {{استشهاد بكتاب}}: تحقق من التاريخ في: |تاريخ الوصول= و|سنة= (مساعدة)
86. ↑  طقُّوش، مُحمَّد سُهيل (1428هـ - 2007م). تاريخ مغول القبيلة الذهبيَّة والهند (ط. الأولى). بيروت - لُبنان: دار النفائس. ص. 117. ISBN:9789953184364. مؤرشف من الأصل في 5 مايو 2020. اطلع عليه بتاريخ 4 نيسان (أبريل) 2020م. {{استشهاد بكتاب}}: تحقق من التاريخ في: |تاريخ الوصول= و|سنة= (مساعدة)
87. 1 2 3 4 5 6 7  طقُّوش، مُحمَّد سُهيل (1428هـ - 2007م). تاريخ مغول القبيلة الذهبيَّة والهند (ط. الأولى). بيروت - لُبنان: دار النفائس. ص. 125 - 137. مؤرشف من الأصل في 5 مايو 2020. اطلع عليه بتاريخ 4 نيسان (أبريل) 2020م. {{استشهاد بكتاب}}: تحقق من التاريخ في: |تاريخ الوصول= و|سنة= (مساعدة)
88. ↑  ابن العبري، أبو الفرج جمال الدين گريگوريوس بن هٰرون الملطي (1415هـ - 1983م). تاريخ مُختصر الدُول (ط. الثانية). الحازميَّة - لُبنان: دار الرائد اللبناني. ص. 506. مؤرشف من الأصل في 7 مايو 2020. {{استشهاد بكتاب}}: تحقق من التاريخ في: |سنة= (مساعدة)
89. ↑  عبد الرحيم، رائد (2008). "ألفاظ مغوليَّة في أدب العصر المملوكيّ وكُتب مؤرّخيه (٦٤٨هـ –٨٠٣هـ)" (PDF). مجلَّة جامعة النجاح لِلأبحاث (العُلُوم الإنسانيَّة). ج. 22: صفحة 1319. ISSN:2311-8962. مؤرشف من الأصل (PDF) في 6 مايو 2020. {{استشهاد بدورية محكمة}}: تحقق من التاريخ في: |تاريخ= (مساعدة)
90. ↑  القلقشندي، شهاب الدين أبو العبَّاس أحمد بن عليّ بن أحمد (1340هـ - 1922م). صبح الأعشى في صناعة الإنشا (PDF) (ط. الأولى). القاهرة - مصر: دار الكُتُب المصريَّة. ج. الجُزء الرابع. ص. 475 - 476. مؤرشف من الأصل (PDF) في 13 أبريل 2020. اطلع عليه بتاريخ 11 نيسان (أبريل) 2020م. {{استشهاد بكتاب}}: تحقق من التاريخ في: |تاريخ الوصول= و|سنة= (مساعدة)
91. 1 2  الطَّائي، سُعاد هادي حسن إرحيم. الأصول التاريخيَّة للقبيلة الذهبيَّة ودورها في نشر الإسلام بين المغول خلال العصر العبَّاسي (624 - 656هـ / 1226 - 1258م) (PDF). بغداد - العراق. ص. 24 - 25. مؤرشف من الأصل (PDF) في 2020-05-07.
92. 1 2 3  الطَّائي، سُعاد هادي حسن إرحيم. الأصول التاريخيَّة للقبيلة الذهبيَّة ودورها في نشر الإسلام بين المغول خلال العصر العبَّاسي (624 - 656هـ / 1226 - 1258م) (PDF). بغداد - العراق. ص. 21 - 23. مؤرشف من الأصل (PDF) في 2020-05-07.
93. ↑  القلقشندي، شهاب الدين أبو العبَّاس أحمد بن عليّ بن أحمد (1340هـ - 1922م). صبح الأعشى في صناعة الإنشا (PDF) (ط. الأولى). القاهرة - مصر: دار الكُتُب المصريَّة. ج. الجُزء الرابع. ص. 457. مؤرشف من الأصل (PDF) في 13 أبريل 2020. اطلع عليه بتاريخ 11 نيسان (أبريل) 2020م. {{استشهاد بكتاب}}: تحقق من التاريخ في: |تاريخ الوصول= و|سنة= (مساعدة)
94. ↑  بارتولد، ڤاسيلي ڤلاديميروڤتش؛ ترجمة: د. أحمد السعيد سُليمان (1996). تاريخ التُرك في آسيا الوُسطى. القاهرة - مصر: الهيئة المصريَّة العامَّة لِلكتاب. ص. 194 - 195. مؤرشف من الأصل في 9 مايو 2020. اطلع عليه بتاريخ 8 نيسان (أبريل) 2020م. {{استشهاد بكتاب}}: تحقق من التاريخ في: |تاريخ الوصول= و|سنة= (مساعدة)
95. 1 2  مجموعة من العُلماء والباحثين (1431هـ - 2010م). الموسوعة العربيَّة المُيسَّرة (PDF) (ط. الأولى). صيدا - لُبنان: المكتبة العصريَّة. ص. 2540. مؤرشف من الأصل (PDF) في 2 مايو 2017. {{استشهاد بكتاب}}: تحقق من التاريخ في: |سنة= (مساعدة)
96. ↑  شپولر، برتولد؛ نقله إلى العربيَّة الأستاذ خالد أسعد عيسى (1402هـ - 1982م). العالم الإسلامي في العصر المغولي (ط. الأولى). دمشق - سوريا: دار حسَّان لِلطباعة والنشر. ص. 100. مؤرشف من الأصل في 26 أبريل 2020. اطلع عليه بتاريخ 8 نيسان (أبريل) 2020م. {{استشهاد بكتاب}}: تحقق من التاريخ في: |تاريخ الوصول= و|سنة= (مساعدة)
97. ↑  اليونيني، قُطب الدين أبي الفتح مُحمَّد بن أحمد البعلبكي الحنبلي (1374هـ - 1954م). ذيل مرآة الزمان (ط. الأولى). حيدر آباد - الهند: دائرة المعارف الإسلاميَّة. ص. 541. مؤرشف من الأصل في 16 أبريل 2020. اطلع عليه بتاريخ 17 آذار (مارس) 2019م. {{استشهاد بكتاب}}: تحقق من التاريخ في: |تاريخ الوصول= و|سنة= (مساعدة)
98. ↑  الطَّائي، سُعاد هادي حسن إرحيم (2015). دراسات في تاريخ التُرك والمغول (PDF) (ط. الأولى). بغداد - العراق: دار ومكتبة عدنان للطباعة والنشر. ص. 231. مؤرشف من الأصل (PDF) في 10 مايو 2020. {{استشهاد بكتاب}}: تحقق من التاريخ في: |سنة= (مساعدة)
99. ↑  الصيَّاد، فؤاد عبد المُعطي (1980). المغول في التاريخ (ط. الأولى). بيروت - لُبنان: دار النهضة العربيَّة. ص. 340 - 349. مؤرشف من الأصل (PDF) في 18 مايو 2020. اطلع عليه بتاريخ 21 نيسان (أبريل) 2019م. {{استشهاد بكتاب}}: تحقق من التاريخ في: |تاريخ الوصول= و|سنة= (مساعدة)
100. ↑  ديماند، م.س؛ ترجمة أحمد مُحمَّد عيسى (2018). الفُنُون الإسلاميَّة (ط. الأولى). القاهرة - مصر: وكالة الصحافة العربيَّة. مؤرشف من الأصل في 11 أيَّار (مايو) 2020م. {{استشهاد بكتاب}}: تحقق من التاريخ في: |سنة= و|تاريخ أرشيف= (مساعدة)
101. ↑  الكُردي، شيرين (12 كانون الأوَّل (ديسمبر) 2019م). "باحثة تكشف روائع الفنون الإسلامية لقبائل« القبجاق» الروسية". أخبار اليوم. مؤرشف من الأصل في 11 أيَّار (مايو) 2020م. اطلع عليه بتاريخ 11 أيَّار (مايو) 2020م. {{استشهاد ويب}}: تحقق من التاريخ في: |تاريخ الوصول=، |تاريخ=، و|تاريخ أرشيف= (مساعدة)
102. 1 2 3  القلقشندي، شهاب الدين أبو العبَّاس أحمد بن عليّ بن أحمد (1340هـ - 1922م). صبح الأعشى في صناعة الإنشا (PDF) (ط. الأولى). القاهرة - مصر: دار الكُتُب المصريَّة. ج. الجُزء الرابع. ص. 475 - 477. مؤرشف من الأصل (PDF) في 13 أبريل 2020. اطلع عليه بتاريخ 11 نيسان (أبريل) 2020م. {{استشهاد بكتاب}}: تحقق من التاريخ في: |تاريخ الوصول= و|سنة= (مساعدة)
103. ↑  الزُهيري، شريف عبد العزيز (1 رجب 1438هـ - 27 آذار (مارس) 2017م). "أعظم ملوك التتار: بركة خان (ناصر الدين العظيم)". شبكة الألوكة. مؤرشف من الأصل في 17 آذار (مارس) 2019م. اطلع عليه بتاريخ 17 آذار (مارس) 2019م. {{استشهاد ويب}}: تحقق من التاريخ في: |تاريخ الوصول=، |تاريخ=، و|تاريخ أرشيف= (مساعدة)
104. ↑  الزركلي، خير الدين بن محمود بن مُحمَّد بن عليّ (2002). قاموس الأعلام (ط. الخامسة عشر). بيروت - لُبنان: دار العلم للملايين. ج. الجُزء السابع. ص. 193. مؤرشف من الأصل في 31 مايو 2019. اطلع عليه بتاريخ 17 آذار (مارس) 2019م. {{استشهاد بكتاب}}: تحقق من التاريخ في: |تاريخ الوصول= و|سنة= (مساعدة)

### بِلُغاتٍ أجنبيَّة
1. ↑  Zahler، Diane (2013). The Black Death (Revised Edition). Twenty-First Century Books. ص. 70. ISBN:978-1-4677-0375-8. مؤرشف من الأصل في 2020-04-04.
2. ↑  Kołodziejczyk، Dariusz [بالإنجليزية] (2011). The Crimean Khanate and Poland-Lithuania: International Diplomacy on the European Periphery (15th-18th Century). A Study of Peace Treaties Followed by Annotated Documents. Leiden: BRILL. ص. 4. ISBN:978-90-04-19190-7. مؤرشف من الأصل في 2020-04-04.
3. ↑  Turchin، Peter؛ Adams، Jonathan M.؛ Hall، Thomas D (ديسمبر 2006). "East-West Orientation of Historical Empires". Journal of World-systems Research. ج. 12 ع. 2: 222. ISSN:1076-156X. مؤرشف من الأصل في 2020-04-04. اطلع عليه بتاريخ 2016-09-12.
4. ↑  Rein Taagepera [بالإنجليزية] (سبتمبر 1997). "Expansion and Contraction Patterns of Large Polities: Context for Russia". International Studies Quarterly. ج. 41 ع. 3: 498. DOI:10.1111/0020-8833.00053. JSTOR:2600793. مؤرشف من الأصل في 2020-04-04.
5. ↑  German A. Fedorov-Davydov The Monetary System of The Golden Horde*. Translated by L. I. Smirnova (Holden). Retrieved: 14 July 2017. نسخة محفوظة 7 أبريل 2020 على موقع واي باك مشين.
6. ↑  "Golden Horde". Encyclopædia Britannica. 2007. مؤرشف من الأصل في 2020-04-04. Also called Kipchak Khanate Russian designation for Juchi's Ulus, the western part of the Mongol Empire, which flourished from the mid-13th century to the end of the 14th century. The people of the Golden Horde were mainly a mixture of Turkic and Uralic peoples and Sarmatians & Scythians and, to a lesser extent, Mongols, with the latter generally constituting the aristocracy. Distinguish the Kipchak Khanate from the earlier Cuman-Kipchak confederation in the same region that had previously held sway, before its conquest by the Mongols.
7. ↑  Perrie، Maureen، المحرر (2006). The Cambridge History of Russia: Volume 1, From Early Rus' to 1689. Cambridge University Press. ص. 130. ISBN:978-0-521-81227-6. مؤرشف من الأصل في 2020-04-04.
8. ↑  Online Etymology Dictionary: horde  نسخة محفوظة 04 مارس 2016 على موقع واي باك مشين.
9. ↑  Leo de Hartog (1996). Russia and the Mongol yoke: the history of the Russian principalities and the Golden Horde, 1221–1502. British Academic Press. ISBN:978-1-85043-961-5. مؤرشف من الأصل في 2020-04-05. اطلع عليه بتاريخ 2011-01-17.
10. ↑  Michael Kohn (1 مايو 2008). Mongolia. Lonely Planet. ص. 25–. ISBN:978-1-74104-578-9. مؤرشف من الأصل في 2020-04-07. اطلع عليه بتاريخ 2011-01-17.
11. ↑  Willem van Ruysbroeck؛ Giovanni di Piano Carpini (abp. of Antivari) (1900). The journey of William of Rubruck to the eastern parts of the world, 1253–5. Printed for the Hakluyt Society. ص. 57–. مؤرشف من الأصل في 2020-04-05. اطلع عليه بتاريخ 2011-01-17.
12. ↑  Atwood، Christopher Pratt (2004). Encyclopedia of Mongolia and the Mongol Empire. Facts On File. ص. Atwood. ISBN:978-0-8160-4671-3. مؤرشف من الأصل في 2020-04-07.
13. ↑  May، T. (2001). "Khanate of the Golden Horde (Kipchak)". North Georgia College and State University. مؤرشف من الأصل في 2006-12-14.
14. ↑  Spinei، Victor (2009). The Romanians and the Turkic Nomads North of the Danube Delta from the Tenth to the Mid-Thirteenth Century. BRILL. ص. 38. ISBN:978-90-04-17536-5. مؤرشف من الأصل في 2020-04-05.
15. ↑  Г.В. Вернадский. Монголы и Русь II. Монгольская империя (بالروسية) نسخة محفوظة 18 يونيو 2017 على موقع واي باك مشين.
16. ↑  "рЕПЛХМ гНКНРЮЪ нПДЮ - НЬХАЙЮ РНКЛЮВЮ 16 ЯРНКЕРХЪ (мХК лЮЙЯХМЪ) / оПНГЮ.ПС - МЮЖХНМЮКЭМШИ ЯЕПБЕП ЯНБПЕЛЕММНИ ОПНГШ" (بالروسية). Proza.ru. Archived from the original on 2020-04-05. Retrieved 2014-04-11.
17. ↑  Ostrowski، Donald G. (Spring 2007). "Encyclopedia of Mongolia and the Mongol Empire, and: The Mongols and the West, 1221–1410, and: Daily Life in the Mongol Empire, and: The Secret History of the Mongols: A Mongolian Epic Chronicle of the Thirteenth Century (review)". Kritika: Explorations in Russian and Eurasian History. Project MUSE. ج. 8 ع. 2: 431–441. DOI:10.1353/kri.2007.0019.
18. ↑  Michell, Robert؛ Farbes, N. (1914). The Chronicle of Novgorod 1016–1471 (PDF). London: Offices of the Society. ج. Vol. XXV. ص. 64. مؤرشف من الأصل (PDF) في 7 أبريل 2020. اطلع عليه بتاريخ 7 نيسان (أبريل) 2020م. {{استشهاد بكتاب}}: |المجلد= يحوي نصًّا زائدًا (مساعدة) وتحقق من التاريخ في: |تاريخ الوصول= و|سنة= (مساعدة)
19. ↑  The Cambridge medieval history. Cambridge: Cambridge University Press. ج. Vol. IV. 1923. ص. 635 - 636. مؤرشف من الأصل في 8 أبريل 2020. اطلع عليه بتاريخ 8 نيسان (أبريل) 2020م. {{استشهاد بكتاب}}: |المجلد= يحوي نصًّا زائدًا (مساعدة) وتحقق من التاريخ في: |تاريخ الوصول= و|سنة= (مساعدة)
20. 1 2  Howorth, Henry H. (1880). textsHistory of the Mongols, from the 9th to the 19th century. London: Longmans, Green, and Co. ص. 44 - 45. مؤرشف من الأصل في 9 أبريل 2020. اطلع عليه بتاريخ 9 نيسان (أبريل) 2020م. {{استشهاد بكتاب}}: تحقق من التاريخ في: |تاريخ الوصول= و|سنة= (مساعدة)
21. ↑  Érszegi, Géza; Solymosi, László (1981). "Az Árpádok királysága, 1000–1301 [The Monarchy of the Árpáds, 1000–1301]". In Solymosi, László (ed.). Magyarország történeti kronológiája, I: a kezdetektől 1526-ig [Historical Chronology of Hungary, Volume I: From the Beginning to 1526] (بالمجرية). Akadémiai Kiadó. p. 148. ISBN:963-05-2661-1.
22. ↑  Molnár، Miklós (2001). A Concise History of Hungary. Cambridge University Press. ص. 34. ISBN:978-0-521-66736-4. مؤرشف من الأصل في 2020-04-11.
23. ↑  Vernadsky، George (1953)، The Mongols and Russia، Yale University Press، ص. 146
24. ↑  Atwood، Christopher Pratt (2004). Encyclopedia of Mongolia and the Mongol Empire. Facts On File. ص. 479. ISBN:978-0-8160-4671-3. مؤرشف من الأصل في 2020-04-11.
25. ↑  Martin، Janet (2007). Medieval Russia, 980-1584. Cambridge University Press. ص. 152. ISBN:978-0-521-85916-5. مؤرشف من الأصل في 2020-04-11.
26. ↑  Atwood، Christopher Pratt (2004). Encyclopedia of Mongolia and the Mongol Empire. Facts On File. ص. 213. ISBN:978-0-8160-4671-3. مؤرشف من الأصل في 2020-04-11.
27. ↑  d'Ohsson، Constantin [بالإنجليزية] (1852). F. Muller (المحرر). Histoire des Mongols, depuis Tchinguiz-Khan jusqu'à Timour Bey ou Tamerlan. ج. Vol II. ص. 336. مؤرشف من الأصل في 2020-04-11. {{استشهاد بكتاب}}: |المجلد= يحوي نصًّا زائدًا (مساعدة)
28. ↑  Jackson، Peter (1995). "The Mongols and Europe". في Abulafia, David (المحرر). The New Cambridge Medieval History: Volume 5, C.1198-c.1300. Cambridge University Press. ص. 709. ISBN:978-0-521-36289-4.
29. ↑  Johan Elverskog (6 يونيو 2011). Buddhism and Islam on the Silk Road. University of Pennsylvania Press. ص. 186–. ISBN:0-8122-0531-6. مؤرشف من الأصل في 2017-10-14.
30. ↑  Barthold، W. (2008) [1958]. Turkestan Down to the Mongol Invasion. ACLS Humanities E-Book. ص. 446. ISBN:978-1-59740-450-1. مؤرشف من الأصل في 2020-04-17.
31. ↑  Howorth, Henry H. (1880). textsHistory of the Mongols, from the 9th to the 19th century. London: Longmans, Green, and Co. ص. 126. مؤرشف من الأصل في 17 أبريل 2020. اطلع عليه بتاريخ 9 نيسان (أبريل) 2020م. {{استشهاد بكتاب}}: تحقق من التاريخ في: |تاريخ الوصول= و|سنة= (مساعدة)
32. ↑  Saunders، J. J. (2001). The History of the Mongol Conquests. University of Pennsylvania Press. ص. 130–132. ISBN:978-0-8122-1766-7. مؤرشف من الأصل في 2019-01-28.
33. ↑  Vernadsky، George (1953)، The Mongols and Russia، Yale University Press، ص. 174
34. ↑  Allsen، Thomas T. (1985). "The Princes of the Left Hand: An Introduction to the History of the Ulus of Ordu in the Thirteenth and Early Fourteenth Centuries". Archivum Eurasiae Medii Aevi. Harrassowitz. ج. V. ص. 21. ISBN:978-3-447-08610-3.
35. ↑  Curta، Florin (2006). Southeastern Europe in the Middle Ages, 500-1250. Cambridge University Press. ص. 414. ISBN:978-0-521-81539-0. مؤرشف من الأصل في 2019-11-10.
36. ↑  Howorth، Sir Henry Hoyle (1880). History of the Mongols: From the 9th to the 19th Century. New York: Burt Franklin. ص. 130. مؤرشف من الأصل في 2016-07-23.
37. ↑  Fine، J. (1987). The Late Medieval Balkans, A Critical Survey from the Late Twelfth Century to the Ottoman Conquest. University of Michigan Press. ص. 228. ISBN:0-472-10079-3. مؤرشف من الأصل في 2020-04-19.
38. ↑  Uzelac، Aleksandar (2011). "Tatars and Serbs at the End of the Thirteenth Century". Revista de Istorie Militară ع. 5/6: 13–14.
39. ↑  Vásáry، István (2005). Cumans and Tatars: Oriental Military in the Pre-Ottoman Balkans, 1185–1365. Cambridge University Press. ص. 88–89.
40. ↑  Vernadsky، George (1953)، The Mongols and Russia، Yale University Press، ص. 178
41. ↑  Howorth, Henry H. (1880). textsHistory of the Mongols, from the 9th to the 19th century. London: Longmans, Green, and Co. ص. 144. مؤرشف من الأصل في 22 أبريل 2020. اطلع عليه بتاريخ 22 نيسان (أبريل) 2020م. {{استشهاد بكتاب}}: تحقق من التاريخ في: |تاريخ الوصول= و|سنة= (مساعدة)
42. ↑  Boyle، J. A. [بالإنجليزية] (1968). "Dynastic and Political History of the Il-Khans". في Boyle، J. A. (المحرر). The Cambridge History of Iran. Cambridge University Press. ص. 374. ISBN:978-0-521-06936-6.
43. ↑  Badarch Nyamaa – The coins of Mongol empire and clan tamgna of khans (XIII–XIV) (Монеты монгольских ханов), Ch. 2.
44. ↑  Howorth, Henry H. (1880). textsHistory of the Mongols, from the 9th to the 19th century. London: Longmans, Green, and Co. ص. 172. مؤرشف من الأصل في 26 أبريل 2020. اطلع عليه بتاريخ 26 نيسان (أبريل) 2020م. {{استشهاد بكتاب}}: تحقق من التاريخ في: |تاريخ الوصول= و|سنة= (مساعدة)
45. ↑  Howorth, Henry H. (1880). textsHistory of the Mongols, from the 9th to the 19th century. London: Longmans, Green, and Co. ص. 173. مؤرشف من الأصل في 26 أبريل 2020. اطلع عليه بتاريخ 26 نيسان (أبريل) 2020م. {{استشهاد بكتاب}}: تحقق من التاريخ في: |تاريخ الوصول= و|سنة= (مساعدة)
46. ↑  Vernadsky، George (1953)، The Mongols and Russia، Yale University Press، ص. 208
47. ↑  Howorth, Henry H. (1880). History of the Mongols, from the 9th to the 19th century. London: Longmans, Green, and Co. ص. 180. مؤرشف من الأصل في 28 أبريل 2020. اطلع عليه بتاريخ 28 نيسان (أبريل) 2020م. {{استشهاد بكتاب}}: تحقق من التاريخ في: |تاريخ الوصول= و|سنة= (مساعدة)
48. ↑  Atwood، Christopher Pratt (2004). Encyclopedia of Mongolia and the Mongol Empire. Facts On File. ص. 480. ISBN:978-0-8160-4671-3. مؤرشف من الأصل في 2020-04-07.
49. ↑  (بالروسية) Управление Москвой митрополита Алексия. نسخة محفوظة 2005-03-12 على موقع واي باك مشين.
50. ↑  (بالروسية) History of Moscow settlements – Suchevo نسخة محفوظة 2007-01-27 على موقع واي باك مشين.
51. ↑  Тихомиров, Михаил Николаевич [بالروسية] (1992). Сост. Л.И. Шохин; Под ред. С.О. Шмидта (ed.). Древняя Москва XII - XV вв.; Средневековая Россия на международных путях (بالروسية). Москва: Московский рабочий. pp. 146–147. ISBN:5-239-00769-1. Archived from the original on 2019-10-20.{{استشهاد بكتاب}}:  صيانة الاستشهاد: أسماء متعددة: قائمة المحررين (link)
52. ↑  Vernadsky، George (1953)، The Mongols and Russia، Yale University Press، ص. 284-287
53. ↑  Halperin، Charles J. (1987). Russia and the Golden Horde: The Mongol Impact on Medieval Russian History. Indiana University Press. ص. 111. ISBN:978-0-253-20445-5. مؤرشف من الأصل في 2020-02-07.
54. ↑  "Encyclopædia Britannica". مؤرشف من الأصل في 2020-03-09.
55. ↑  Mantran, Robert (Fossier, Robert, ed.) "A Turkish or Mongolian Islam" in The Cambridge Illustrated History of the Middle Ages: 1250-1520, p. 298
56. ↑  Christoph Baumer, History of Central Asia, volume 3, pp 263-270, 2016. He seems to be following Virgil Ciociltan, The Mongols and the Black Sea Trade, 2012
57. ↑  Historical Anthology of Kazan Tatar Verse. Routledge. 2013. ص. 15. ISBN:9781136814655. مؤرشف من الأصل في 2020-02-07. {{استشهاد بكتاب}}: الوسيط غير المعروف |المحررين= تم تجاهله (مساعدة)
58. ↑  Ravil Bukharaev (2014). Islam in Russia: The Four Seasons. Routledge. ص. 116. ISBN:9781136808005. مؤرشف من الأصل في 2020-02-07.

## وصلات خارجيَّة
- تاريخ «القبيلة الذهبيَّة» لتتار بولندا المُسلمين: «نحنُ أرنب سحب قُبَّعته لمُفاجأة العالم». مقالة من موقع رصيفـ22.
- نَهْب موسكو 1382.. خدعة الشُعُوب التُركيَّة التي لم ينسَها الروس أبدًا. مقالة من موقع ساسة پوست.
- عندما التقى بيبرس والمغول وجهًا لوجه! بِقلم مُحمَّد شعبان أيُّوب، في موقع ميدان الجزيرة.
- المرأة في خانيَّة القبيلة الذهبيَّة من خلال رحلة ابن بطُّوطة، بحث تقدَّم به حُسين علي العلَّاق في جامعة واسط، كُليَّة التربية، قسم التاريخ.